# ポルシェ
ポルシェ（Dr.-Ing. h.c. F. Porsche AG ドイツ語発音: [ˈpɔɐ̯ʃə] ( 音声ファイル)）は、ドイツの高性能スポーツクーペやSUV、スポーツセダンなどを専門とする自動車メーカーである。バーデン＝ヴュルテンベルク州シュトゥットガルトに本社を置く。フォルクスワーゲンAGの傘下である。

## 概要

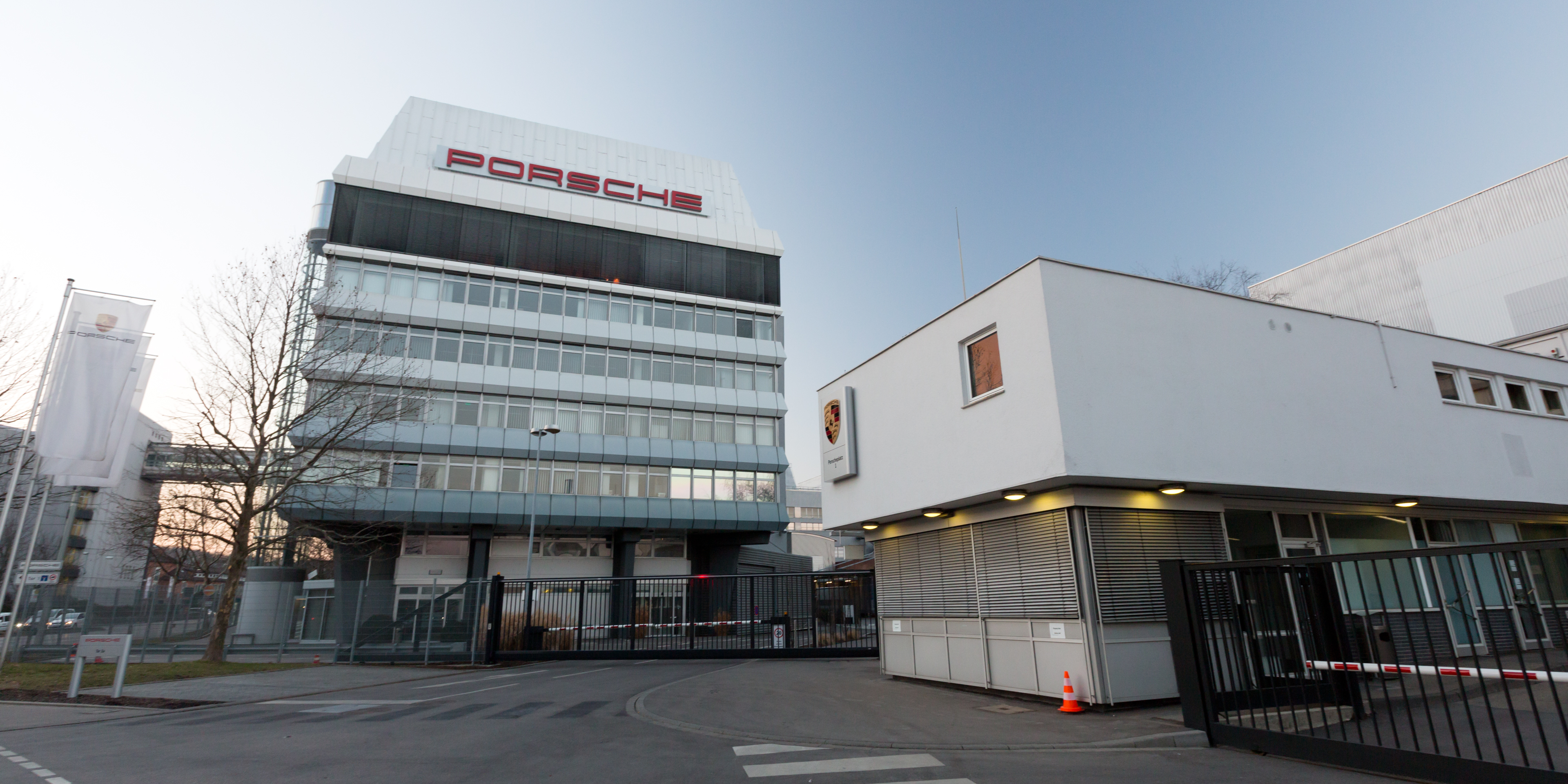
ドイツ・シュトゥットガルトにあるポルシェ本社

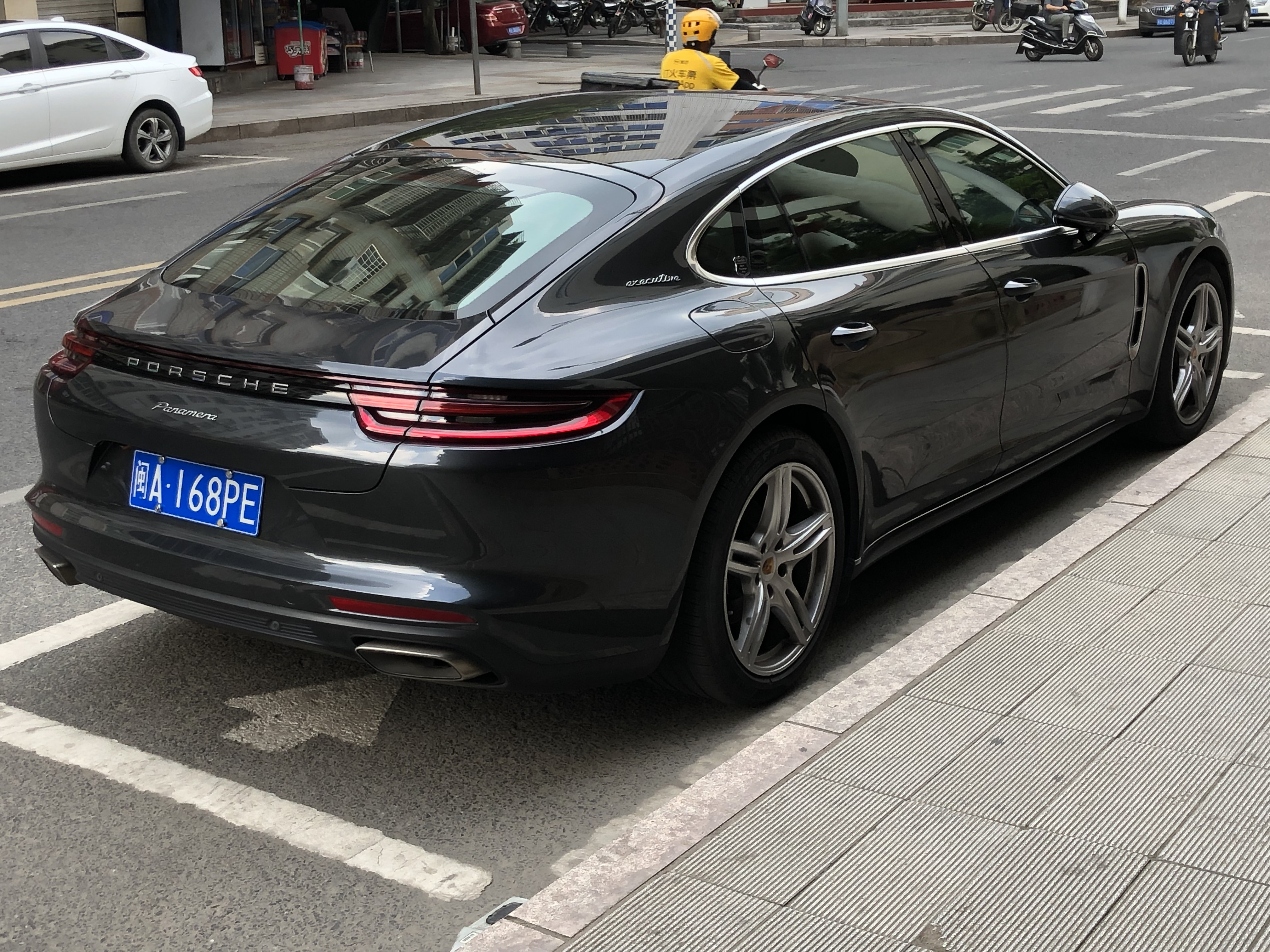
パナメーラ(971)

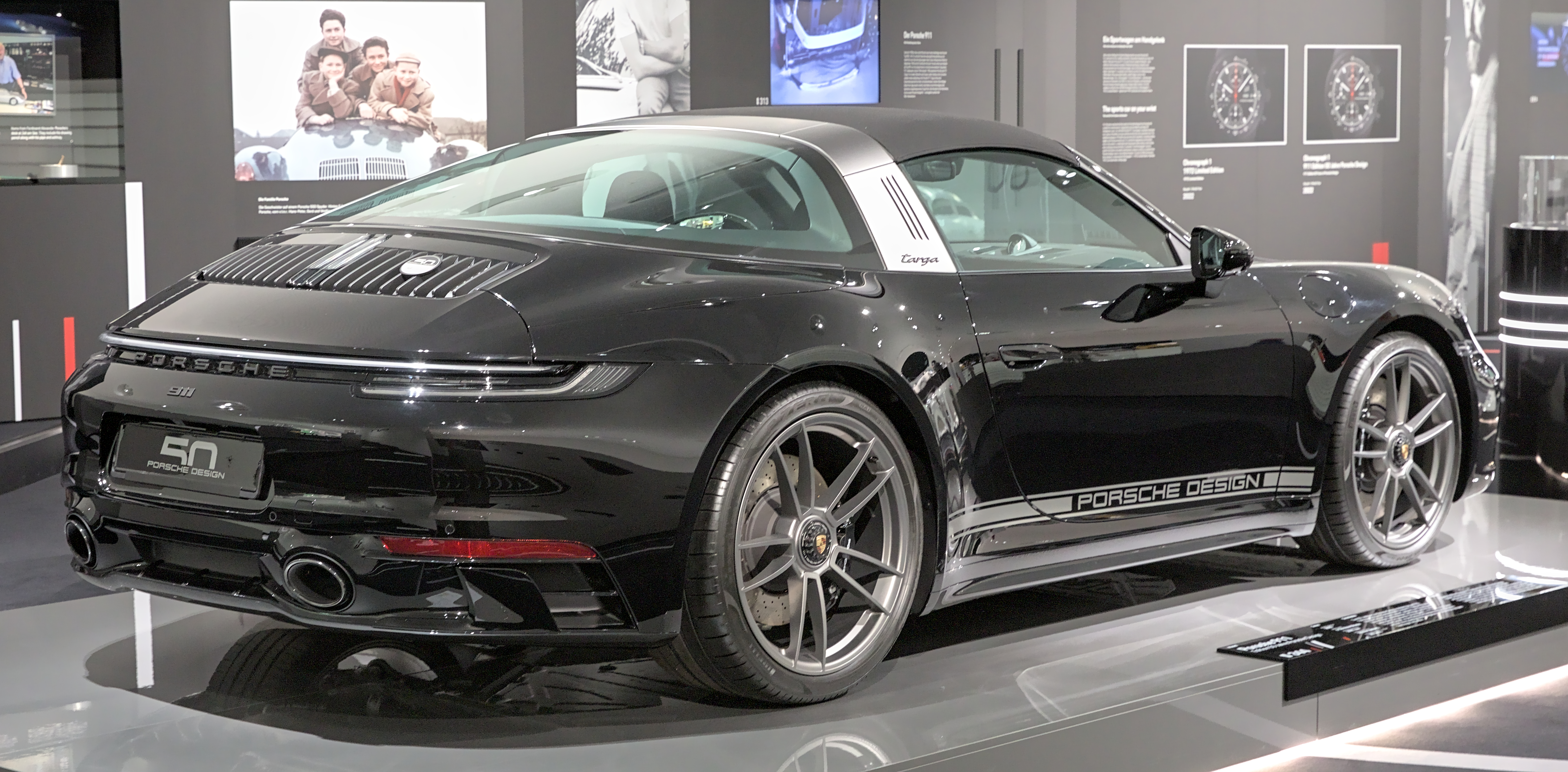
フラッグシップ・911（992型）ポルシェデザイン創立50周年記念モデル

スポーツドライビングを軸として多彩な形態のモデルを生産している、ドイツの老舗スポーツカーメーカーである。オーストリア＝ハンガリー帝国（現・チェコ）生まれの技術者フェルディナント・ポルシェにより、1931年に自動車設計事務所としてドイツ・シュトゥットガルトに設立され、1948年から自動車の自社生産を開始した。
運動性、耐久性、実用性という自動車としての理想的な性能を追求しており、その中から生まれた自己矛盾のない一貫したデザイン哲学を有している。創業当初からモータースポーツに力を注ぎ、幾多の実績を残しているほか、自動車の枠を超えてさまざまな設計開発事業にも取り組んでいる。2011年のカナダの研究では、過去25年間に生産されたポルシェのうち97.4%がいまだに走行中であることが明らかにされている。
米国・ニューヨークの独立調査機関「ラグジュアリー・インスティテュート」が同国や欧州の富裕層を対象に行った調査によれば、2005年から2009年にかけて、ポルシェは「最も権威のある高級車ブランド」の項目で1位を獲得した。同調査によれば、ポルシェ・ブランドの成功の理由をその「独自性」と「排他性」にあるとし、また「極めて高い品質」「高級感」「エレガントな雰囲気」が評価されたほか、ポルシェの価格性能比と社会的受容性も好意的に受け止められているという。加えて同ブランドは「車のわかる人にとっての本当の世界クラスのスポーツカー」と考えられており、「他人から称賛され、尊敬される」人が最も多く運転している車であることが判明した、としている。さらに米国・トロイの独立調査機関「J.D.パワー」が同国の新車購入者を対象に実施した「自動車商品魅力度（顧客満足度）調査」では、2005年以降、2018年を除きポルシェが高級車ブランドカテゴリで1位を独占しているほか、英国・ロンドンの独立調査機関「ブランド・ファイナンス」が独自の指標からブランド力を評価した調査において、「最も価値があり勢いのある高級ブランド」として、ルイ・ヴィトン、ロレックス、フェラーリ、リッツ・カールトンなどを抑えて、ポルシェが2018年の調査開始以来1位を保持している（2022年現在）。同英国調査機関によれば、ポルシェの信頼と長年の伝統、多様化への取り組み、イノベーション、アフターサービスの組み合わせが、同ブランドを競合他社から際立たせた存在にしている、と評価している。
ドイツの自動車メーカー間においては250 km/hのスピードリミッターが装着されるよう紳士協定が結ばれているが、ポルシェは加盟していない。
創業者一族のポルシェ-ピエヒ家が議決権ベースで100％の株式を保有するポルシェ・オートモービル・ホールディング（ポルシェSE）は、ポルシェAGの親会社フォルクスワーゲンAGの筆頭株主である。一族は1972年以降、本田宗一郎の経営方針に影響を受けて直接的な同族経営から退いているものの、株主として未だにポルシェ社に深く関わっており、その総資産は4000億米ドル以上とされる（2007年時点）。

## 前史

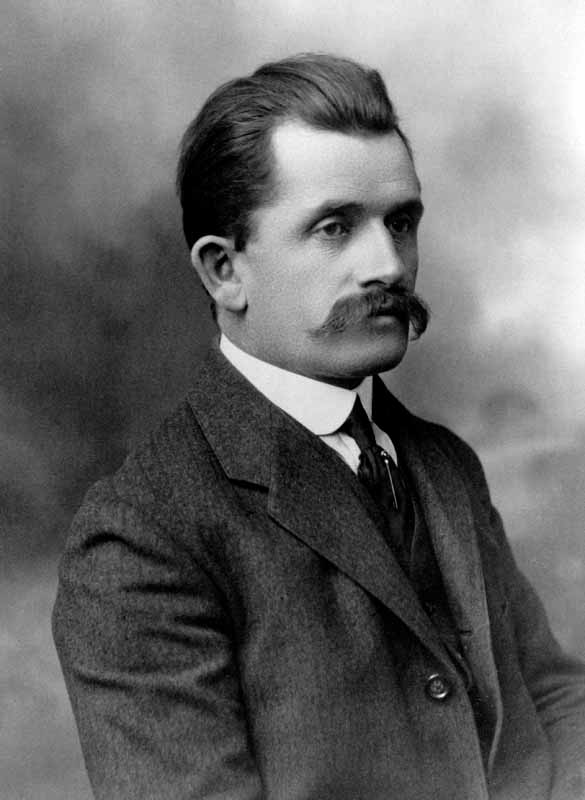
創業者のフェルディナント・ポルシェ

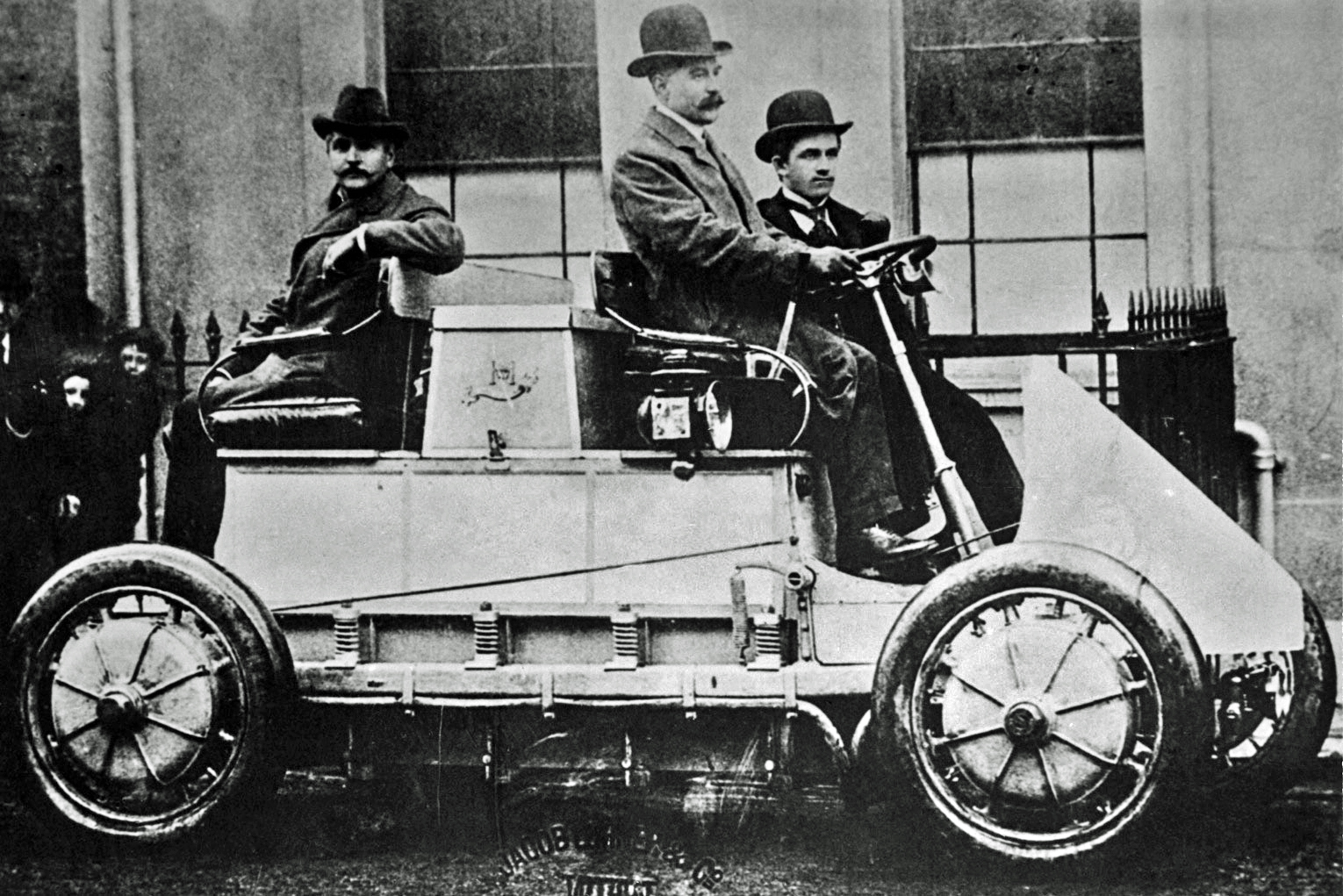
ローナーポルシェ

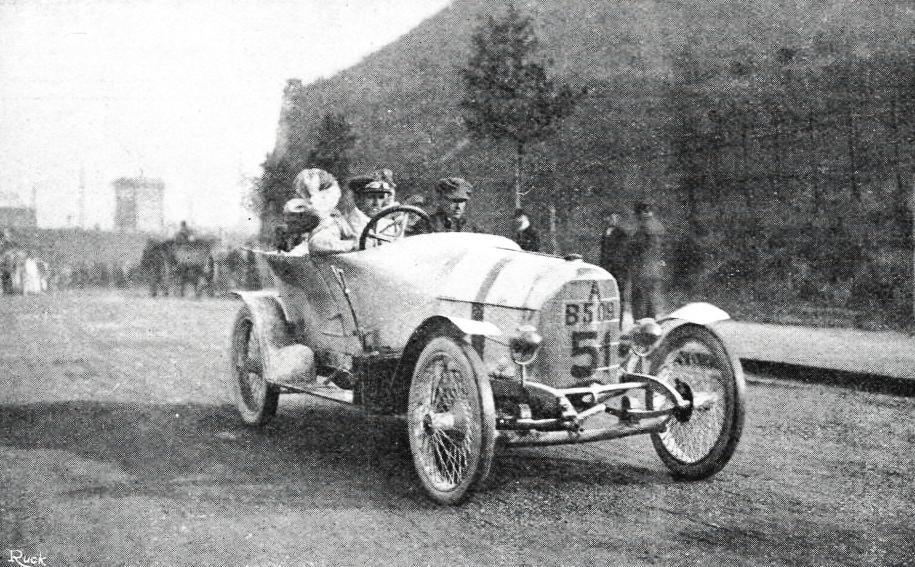
1910年、フェルディナント・ポルシェは自ら設計した「アウストロ・ダイムラー・27/80HP」を運転してプリンツ・ハインリヒ・トライアルで優勝した。

創業者フェルディナント・ポルシェは、1875年9月3日、当時のオーストリア＝ハンガリー帝国に属する北ボヘミア（現在のチェコ西北部）のマッフェルスドルフで、ブリキ細工職人のアントン・ポルシェとその妻アンナ・ポルシェとの間に、3番目の子供として生まれた。ポルシェ家は古くから職人一家として知られ、その血を引き継いだ彼の並外れた技術者としての才能は少年期から既に現れていたが、工業高校の夜間部卒業後はウィーン工科大学に聴講生として一時大学に在籍したのみで、正式な工学の高等教育を修了することはなかった。
1893年、電気機器会社であるベーラ・エッガー社でメカニックとして働き始め、1899年、20代半ばにして、オーストリア・ウィーンにある王室御用達馬車メーカーのエッガー・ローナー社の元で、「C.2フェートン」（通称ポルシェ・P1）の開発に携わり、世界初のハイブリッドカーである「ローナーポルシェ」（パリ万博出展）の開発責任者となった。ポルシェは8年でこの会社を辞め、その後17年間、同じくウィーンにある自動車メーカー、アウストロ・ダイムラー社で技術責任者を務めた。そこでレーシングカーの「28/30HP」「27/80HP」 「サーシャ」等を設計、これらの車は数多くのレースに出場し、優勝を収めた。一方では第一次世界大戦用の迫撃砲牽引車なども設計した。1923年4月から6年間、ポルシェはドイツ・シュトゥットガルトのダイムラー・モトーレン・ゲゼルシャフト（のちのダイムラー・ベンツ）で設計事務所長兼取締役として勤務し、メルセデス・ベンツの名前でSSKをはじめとする高性能スポーツカー「Sシリーズ」などを送り出した。

## 沿革

### ポルシェ設計事務所の設立（1930年代前半）

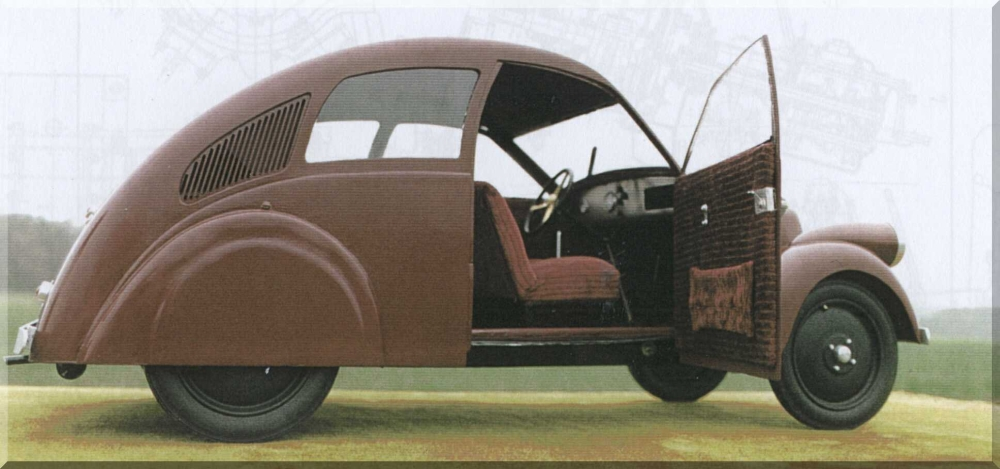
タイプ12（ツェンダップ・フォルクスアウト）

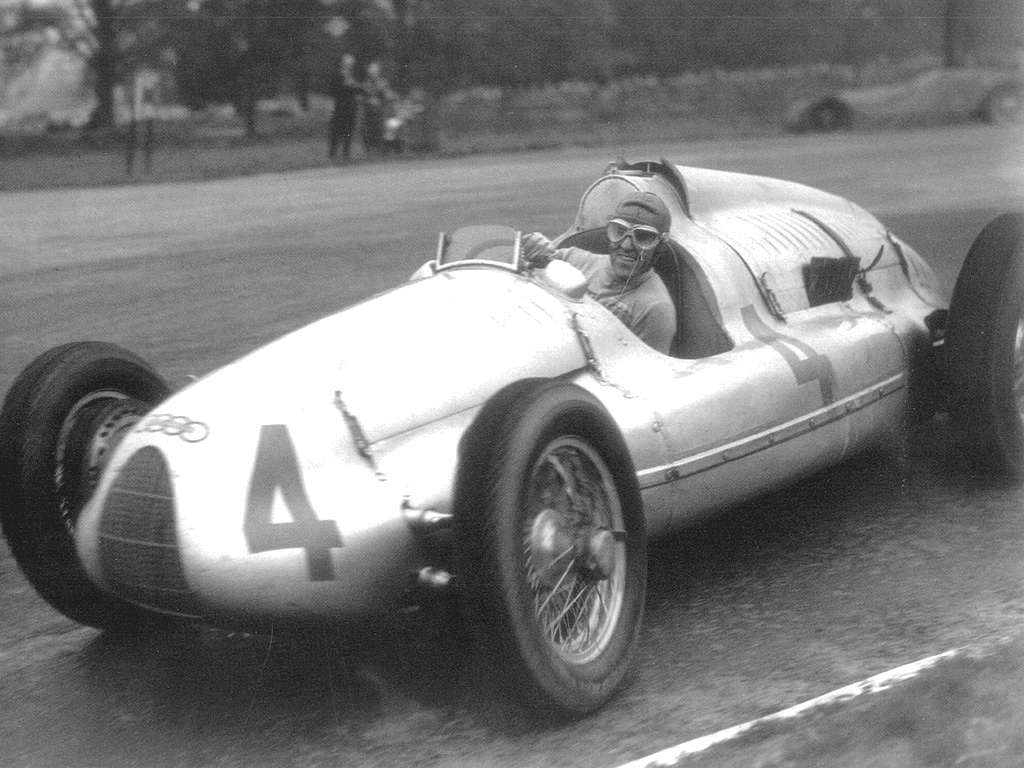
1939年のベオグラード・グランプリ、タツィオ・ヌヴォラーリによって優勝したタイプ22（アウトウニオン・Pヴァーゲン・タイプD）

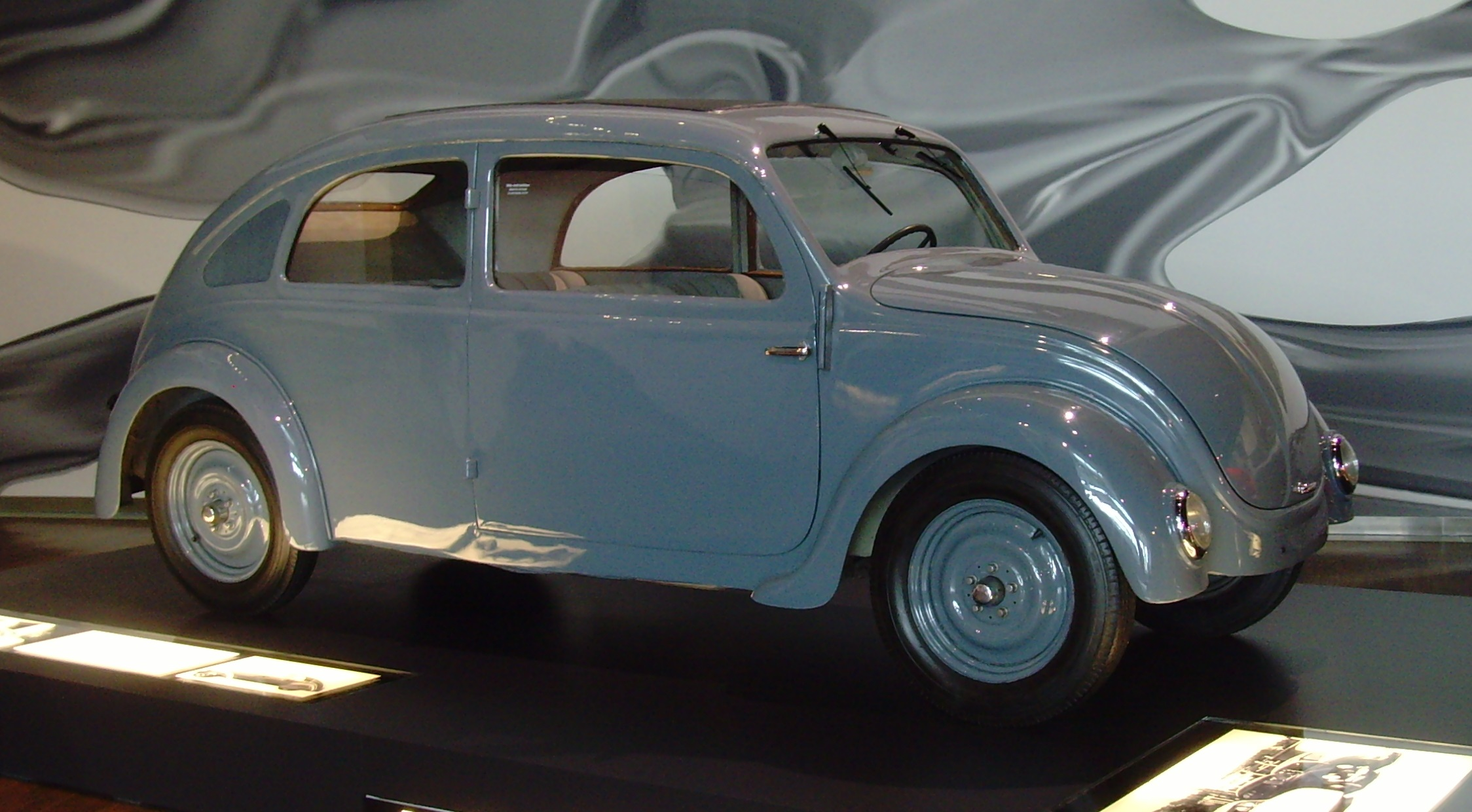
タイプ32（NSU・タイプ32）

1931年4月25日、シュトゥットガルト中心部のクローネン通り24番地に自動車設計事務所「Dr. Ing. h.c. F. Porsche Gesellschaft mit beschränkter Haftung, Konstruktion und Beratung für Motoren- und Fahrzeugbau」（名誉工学博士F.ポルシェ有限会社、エンジンおよび自動車製造における設計およびコンサルティング）が商業登記された（ただし1930年12月には既に活動を開始していた）。ポルシェ博士が80%、実業家でレーシングドライバーのアドルフ・ローゼンベルガーが10%、義理の息子でウィーンの弁護士のアントン・ピエヒが10%の株式を保有していた。ボッシュで経験を積んで帰ってきた息子のフェルディナント・アントン・エルンスト・ポルシェ（通称フェリー・ポルシェ）のほか、チーフエンジニアのカール・ラーベ、トランスミッション専門家のカール・フレーリヒ（Karl Fröhlich）、エンジン専門家のヨセフ・カレス（Josef Kales）、車軸設計専門家のヨセフ・ザラドニク（Josef Zahradnik）が最初の従業員であった。その後、自動車デザイナーのエルヴィン・コメンダ、空気力学の専門家ヨーゼフ・ミクル、エンジンエンジニアのフランツ・ザバー・ライムシュピースらが入社した。アドルフ・ローゼンベルガーは、注文の少なさとポルシェの高価なデザインへの傾倒にもかかわらず、事務所を財政的に初期の段階から支えていたが、1933年1月31日には経営から離れた。ハンス・フォン・ヴァイダー＝マルベルク男爵が新しい商業責任者となり、10パーセントの株式を保有して新しい株主となった。ローゼンベルガーは1935年7月30日にポルシェ社の株式の10パーセントを名目上フェリー・ポルシェに譲渡した。
設立当時、同社は自動車開発・設計事業とコンサルティング事業を提供しており、ポルシェの名前で自動車を生産することはなかった。設計事務所が受けた最初の依頼は、ケムニッツに拠点を置く自動車メーカー、ヴァンダラー社からのもので、同社のために直列6気筒の中型セダン（タイプ7）と新しい直列8気筒エンジンが開発された。さらにツヴィッカウにあるホルヒ社のためにスイングアクスル（タイプ10）が、またツィッタウにあるフェノメーンヴェルケ社のためにトラック用の空冷5気筒星型エンジン（タイプ18）が開発された。なおこの当時、モデル名に先行して依頼の図面には “タイプ・ナンバー” と呼ばれる社内コードを併記しており、例えば6気筒の中型セダンは「タイプ7」と表記した。以降、タイプ・ナンバーはポルシェの各モデルを識別する番号として、社内のみならず正式名称としても定着していくことになる。
1931年8月10日には、現在でも世界中のメーカーで採用されているトーションバー式サスペンションの特許を出願した。同年9月からは、ニュルンベルクのツェンダップ社のために、「フォルクスアウト」として知られる小型車タイプ12の開発に取り組む。この車はリアエンジン、バックボーンフレーム、リアアクスル前に配置されたトランスミッションなどを備え、のちのフォルクスワーゲンのために道を開くものとなった。
世界的な不況に見舞われるなか、1932年10月にパリの国際スポーツ委員会が新しい750kgのレーシングフォーミュラを発表したとき、ポルシェ博士はレーシングカーデザイナーとしての長年にわたる経験を証明する新たな機会が訪れたと感じ、子会社「Hochleistungs-Fahrzeug-Bau GmbH」（ハイパフォーマンスカー製造会社）を設立、11月19日に登記された。そしてグランプリレーシングカー用新型V型16気筒ハイパフォーマンスエンジンの設計に取りかかる。1933年3月17日、長い交渉の末に、ザクセン州に本拠地を置く自動車グループ、アウトウニオンと750kgのフォーミュラレーシングカーの製造に関する契約が交わされた。チーフエンジニアのカール・ラーベ率いる少数のポルシェの技術者チームは、数ヶ月たらずのうちに最初の「Pヴァーゲン」（この“P”は“Porsche”の意味）、タイプ22の開発に成功した。このV型16気筒ミッドエンジン車（当時はリアエンジンと呼ばれていた）タイプ22の設計はポルシェ事務所に多大な名声と大きな経済的利益を与え、子会社「Hochleistungs-Fahrzeug-Bau GmbH」は解散された。それはこの車両が最初の年に3つの世界記録を達成したほか、4つの国際ヒルクライムイベントに加え、ドイツ、スイス、チェコスロバキアのグランプリレースでも優勝を収めたためである。なお、アウトウニオンとのレーシングカー契約は、750kgフォーミュラの廃止により1936年6月に終了した。
またレーシングカーの製造と並行して、1933年8月より、自動車メーカーNSU向けに中型車タイプ32の設計が開始された。このタイプ32は、リアに積んだ空冷水平対向4気筒エンジンに、ポルシェのトーションバー式サスペンションを組み合わせたもので、すでにVWビートルと多くの類似点があった。しかし、これらの車両は生産コストが高すぎるため、受注があまり伸びず、量産に至らなかった。

### VWの誕生と「最古のポルシェ」（1930年代後半）

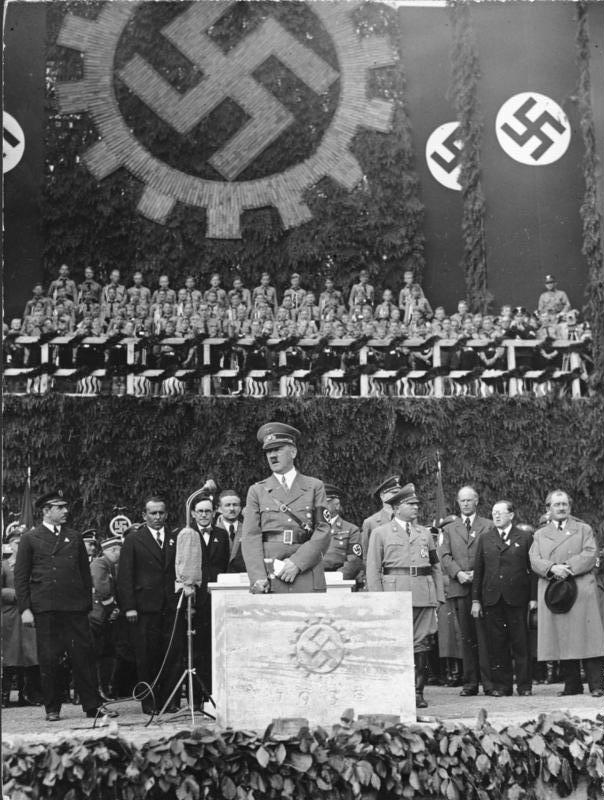
1938年5月26日、フォルクスワーゲン工場の開設式典の様子。中央にアドルフ・ヒトラー、右端にフェルディナント・ポルシェが写る。

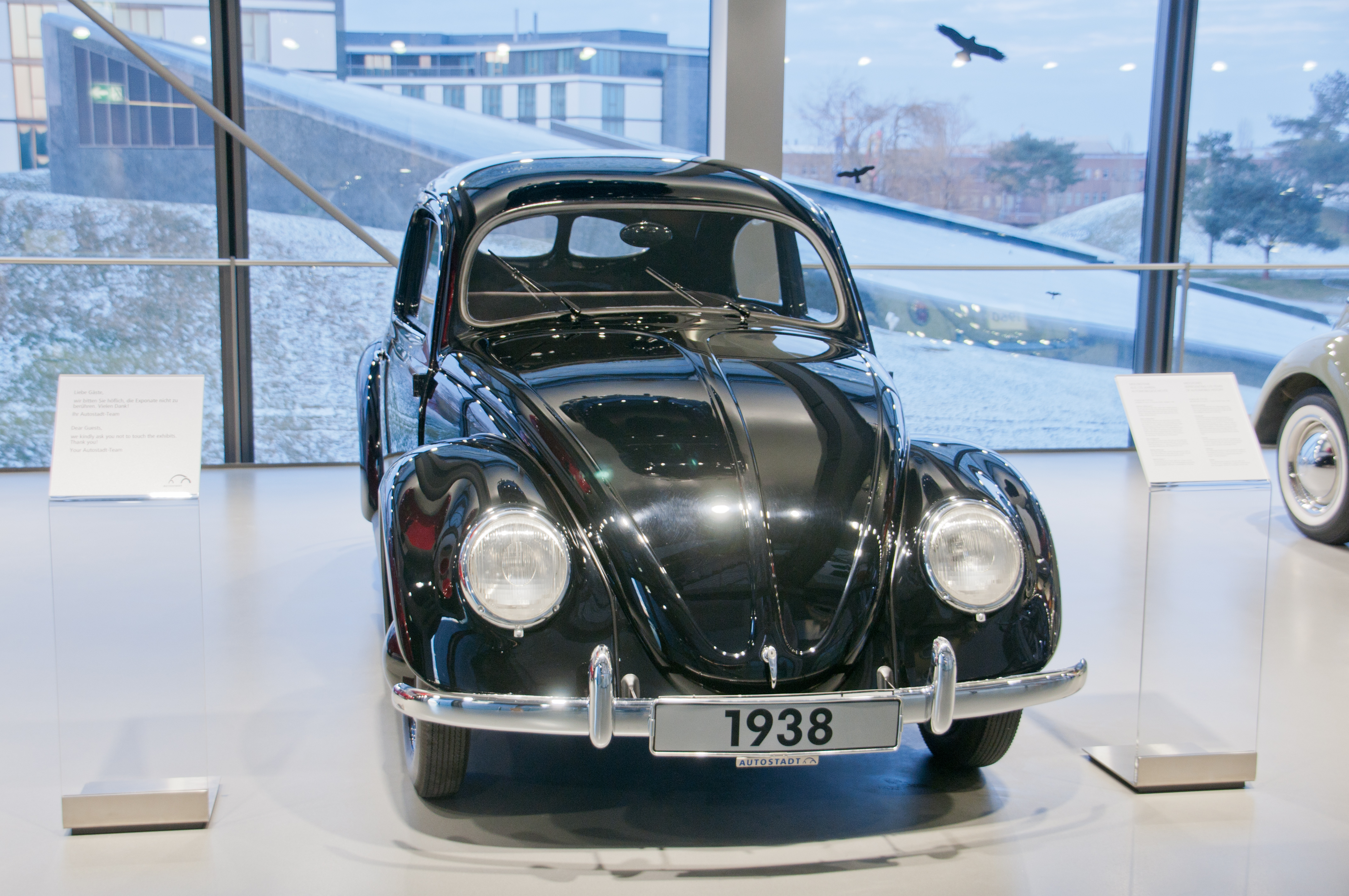
タイプ60（KdFワーゲン）

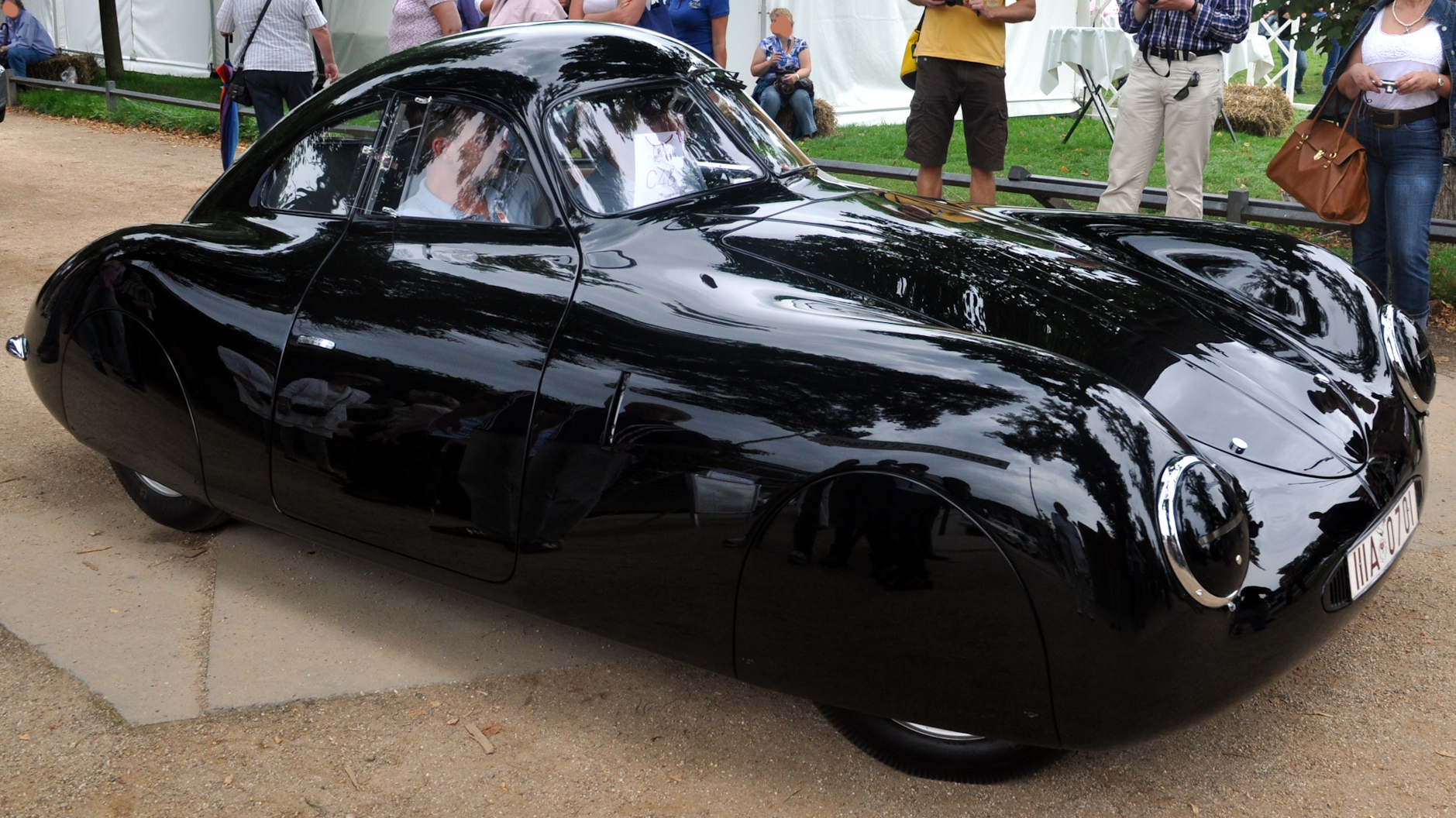
タイプ64

1920年代終わり頃から、困難な経済状況を踏まえた安価な小型車、すなわち“国民車”（ドイツ語で“フォルクスワーゲン”）の構想がさまざまな自動車メーカーによって繰り返し検討されていたなか、1934年6月22日、ポルシェ設計事務所はドイツ帝国自動車産業連盟（RDA）から正式にドイツ国民車（フォルクスワーゲン）の設計と製造の注文を受けた。このタイプ60（ヒトラーは「KdFワーゲン」と命名）は、従業員数35人（1935年1月1日時点）程度で設計と製造がはじまり、アメリカへの大量生産方式を学ぶための視察などを含め試行錯誤を繰り返した結果、1938年春にようやく最終的な完成形に至った。この間の1937年5月18日、ドイツ国民車（フォルクスワーゲン）の製造を準備するための会社として「Gesellschaft zur Vorbereitung des Deutschen Volkswagens GmbH」（ドイツ国民車準備有限会社。現在のVWの起源となる会社）がベルリンに設立され、ポルシェ博士も3人の取締役のうちの一人として名を連ねた。このタイプ60の製造は、ポルシェ設計事務所の地位と名声の大幅な向上につながった。
1937年末頃、ポルシェ設計事務所は法人形態を変更し、合資会社「Dr. Ing. h.c. F. Porsche KG」とした。代表はフェルディナント・ポルシェ博士で、共同出資者となったのは弁護士アントン・ピエヒ、ハンス・フォン・ヴァイダー=マルベルク男爵、フェリー・ポルシェ、それにポルシェ博士の娘でありアントン・ピエヒの妻であるルイーゼ・ピエヒが加わった。また1938年6月25日、ポルシェ設計事務所はクローネン通り24番地からシュトゥットガルト・ツッフェンハウゼンに工場を移転した（現在のツッフェンハウゼン本社のWerk1にあたる）。
なお1934年12月頃からポルシェ事務所は自動車以外の分野でも開発・設計事業を請け負っていた。ミュンヘンを拠点とするズュート・ブレムゼAG用に1000PSの航空機エンジン（タイプ55）が設計されたほか、ドイツ航空宇宙試験所（DVL）からは32気筒および16気筒航空機エンジン（社内での呼称はタイプ70およびタイプ72）を受注している。また1937年11月24日には、12PSの空冷2気筒エンジンを搭載した小型トラクター、タイプ110の設計が始まる。これは、のちの「フォルクストラクター」（Volksschlepper。タイプ112）や第2次世界大戦後に製造されたポルシェ・ディーゼルトラクターのベースとなった。
1938年9月、ポルシェKGは、ベルリン-ローマ長距離レースのために計画されたVW 50 PS水平対向エンジンのレーシングカー、タイプ64の設計を開始し、翌年春に3台のレーシングクーペ、タイプ64 60K10を製造した。この車は、その後のポルシェの全てのスポーツカーの先駆けとなるものであり、「最古のポルシェ」とも呼ばれる。これ以外にも1938年にはスポーツカーおよびレーシングカーとしてタイプ114、タイプ116の設計予定があったが、いずれも翌年9月の戦争の勃発などで生産には至らなかった。また製造にこぎつけたタイプ64についても、戦争の勃発によりレースを開催できなくなると、高速ツーリングカーとして使用され、アウトバーンで平均速度130 km/h以上を達成した。

### 戦争前後の混乱（1940年代前半）

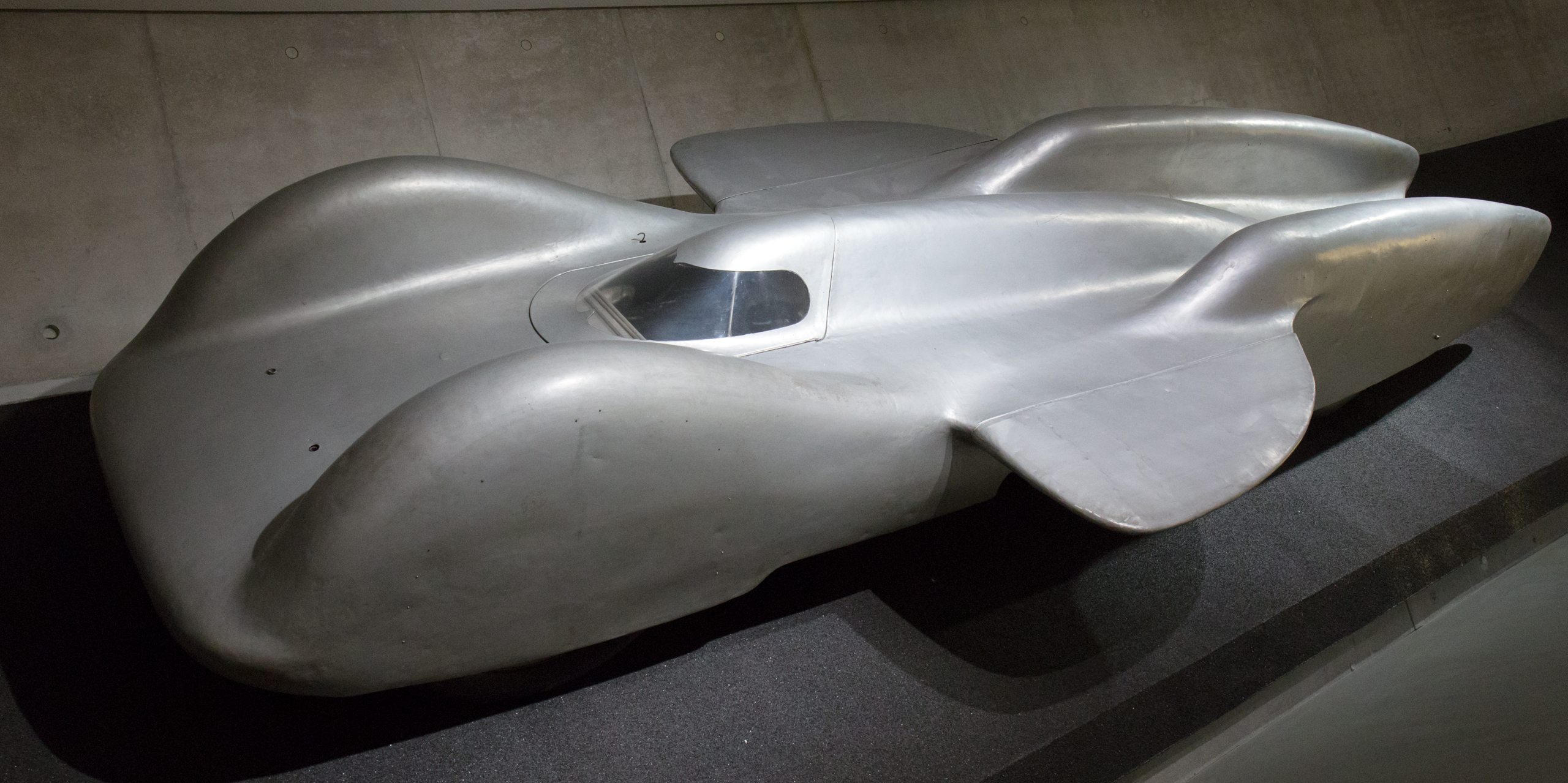
タイプ80（メルセデス・ベンツ・T80）

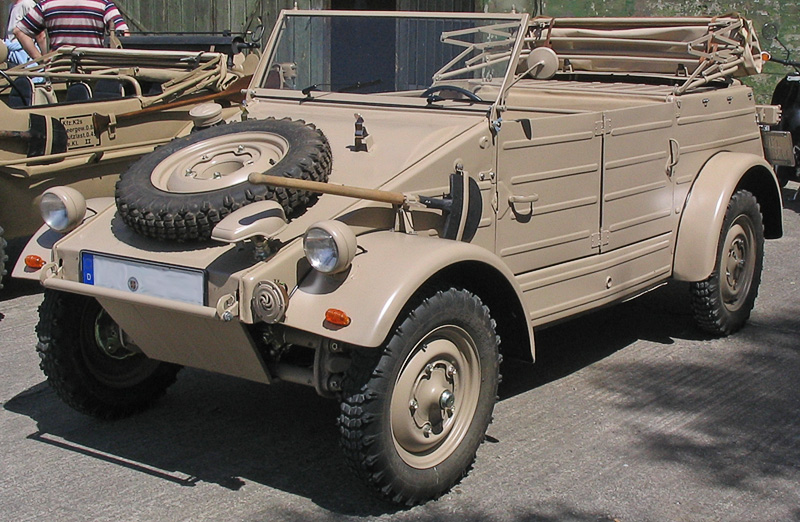
タイプ82（キューベルワーゲン）

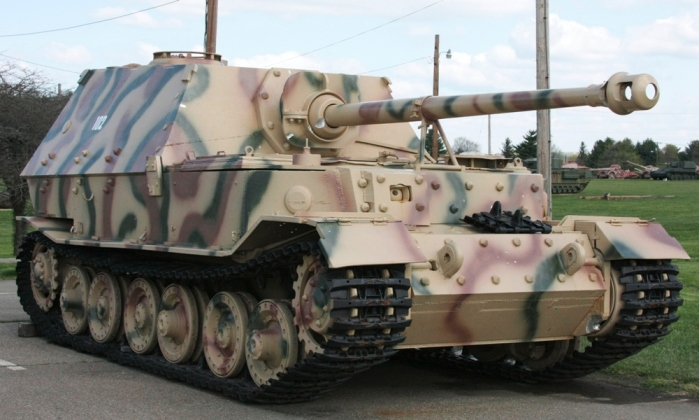
タイプ101（エレファント）

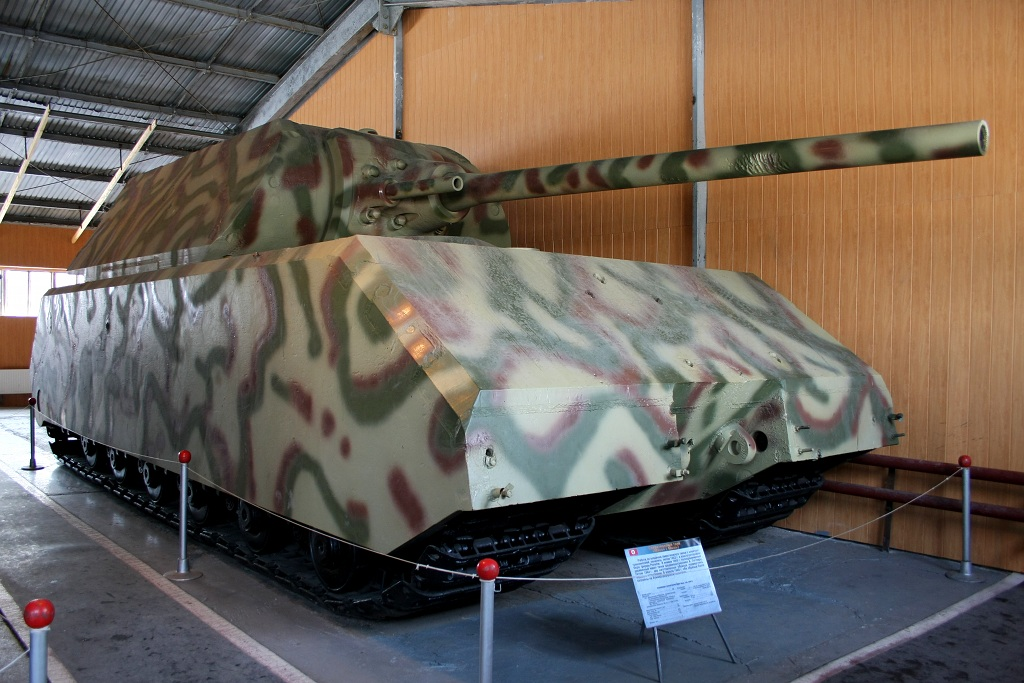
タイプ205（マウス）

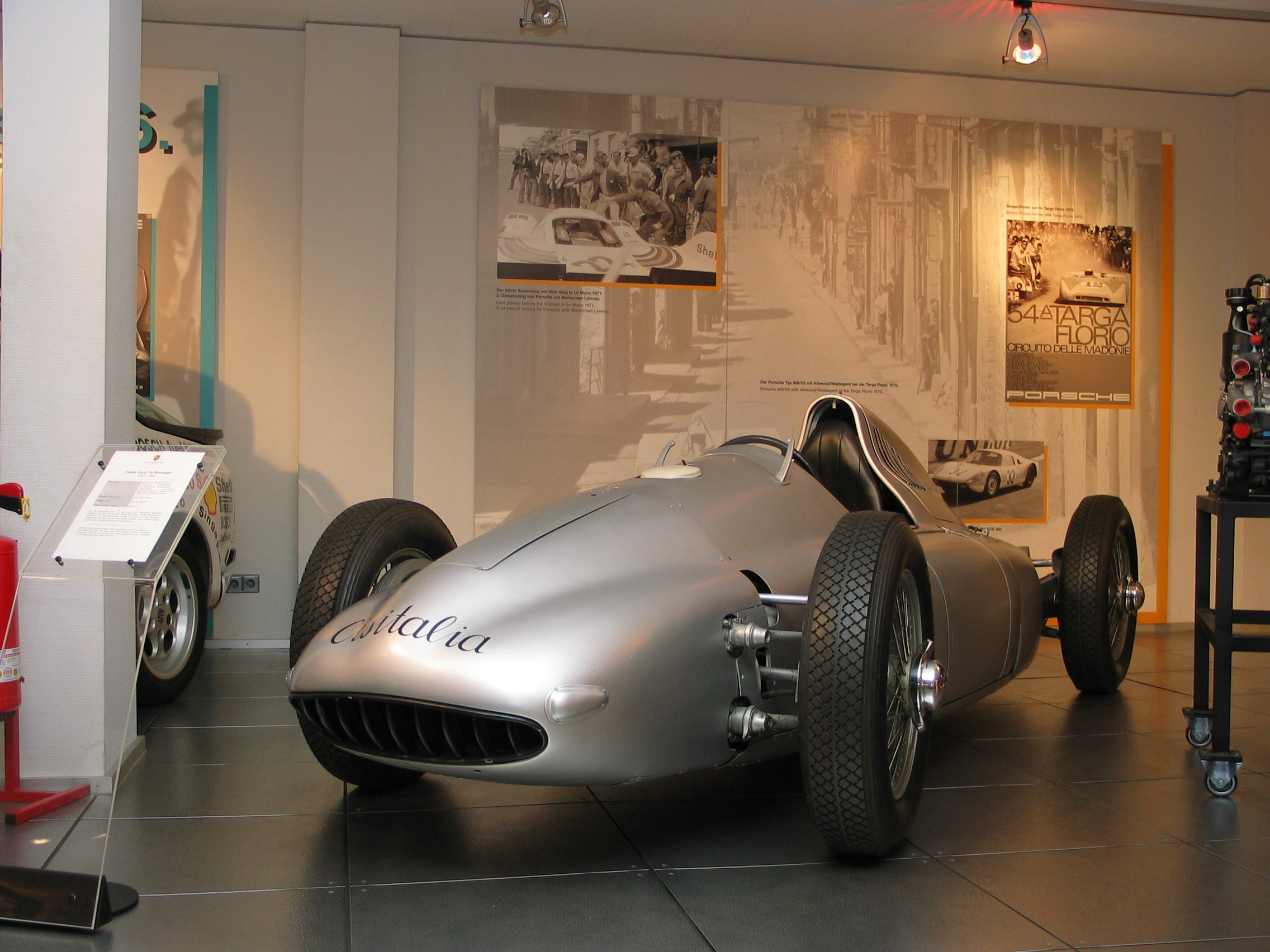
タイプ360（チシタリア・360）

1939年2月、ベルリンモーターショーに「KdFワーゲン」（タイプ60）が出展される。これをベースとして、この年にポルシェKGは、軍用車両のタイプ81、タイプ62、タイプ82、タイプ87を開発した。タイプ62、タイプ82、タイプ87は、「キューベルワーゲン」の別名で知られる。1940年、オールシンクロメッシュのトランスミッション、ガソリン／電気式ヒーター、シュタイアのためにオートバイ用リアサスペンション、木炭ガス発生装置などを開発、さらにベルリン風力研究会社のために風力発電機の設計を開始した。また、ダイムラー・ベンツと顧問契約を結んでいたポルシェ博士は、メルセデス・ベンツの名で速度記録車タイプ80（T80）の設計も行った。1941年には、ダイムラー・ベンツAGの取締役会が軍需省に対し、ポルシェ設計事務所をコンサルタントに採用することを提言、これを受けて軍需大臣のフリッツ・トート博士は6月、ポルシェ博士を戦車委員会（Panzerkommission）の議長に指名した。戦時経済に移行する中で、ツッフェンハウゼンの主力工場では1941年から1944年の間、外国人労働者が強制徴用されることになった。そのなかで軍用車両の、タイプ100、タイプ101（ティーガーおよびエレファント）、タイプ128および166（シュビムワーゲン）、タイプ175（シュコダ RSO）、タイプ180および181、タイプ205（マウス）、タイプ258（ヤークトティーガー）等が開発された。
1943年10月、軍需大臣アルベルト・シュペーアとの意見の相違により、ポルシェ博士は戦車委員会の議長の職を解かれた。1944年秋、シュトゥットガルトへの激しい空襲により、ポルシェの従業員の生命の危険が増してきたことで、ドイツ国防軍兵器局の勧めにより、設計事務所をシュトゥットガルトからオーストリアのケルンテン州グミュントに移した。チーフエンジニアのカール・ラーベの指揮の下、「W. Meineke Holzgroßindustrie Berlin-Gmünd」という製材会社の敷地内に一時しのぎの工場が建設され、資材倉庫はツェル・アム・ゼー近くの航空学校に置かれた。この工場では、装甲車用ガスタービンのタイプ305、2ストロークディーゼルエンジンのタイプ309等の開発が行われた。なお移転後もシュトゥットガルトの工場での作業は継続していた。
ドイツ敗戦後の1945年6月、ポルシェKGのツッフェンハウゼン工場は、フランス軍当局により本国送還を待つロシア人戦争捕虜の一時収容キャンプとして使用され、8月にはアメリカ軍がこの工場を接収しトラック修理工場になった。8月8日、グミュントのポルシェ工場はイギリス軍政府から作業再開の暫定的な許可を得、チーフエンジニアのカール・ラーベをトップとする約140人のポルシェ従業員は、“原動機付トラクター、ガス発生装置、およびその他の民生用装置についての設計作業を請け負うこと”ならびに“原動機付車両と農業機械”を修理することが許可された。
8月上旬、連合国軍政府の命令によりポルシェ博士はグミュントで逮捕され、他の産業界の著名人とともにバート・ナウハイム近郊クランスベルク城の“特別拘留キャンプ”に拘禁されたが、証人の供述のおかげで9月中旬には早くも無罪放免となり、釈放される。しかし12月、バーデン＝バーデンに赴いてフランスでのフォルクスワーゲンプロジェクトの再開について話し合っていた最中、何の契約も交わされないうちにポルシェ博士と息子フェリーおよび娘婿の弁護士アントン・ピエヒは、フランスの諜報機関により逮捕された。
息子フェリーは1946年7月29日に釈放されて自宅軟禁となったが、ポルシェ博士と弁護士アントン・ピエヒは5月にパリに身柄を移された。ポルシェ博士はそこでは囚人として、最初はフランス人エンジニアにルノーの小型車4CVの開発についてアドバイスをしていたが、1947年にはディジョンの刑務所に移送される。
1946年6月、スイスの顧客からグミュントのポルシェ設計事務所に連絡があり、4シーターの車の依頼を受ける。この車はイギリス軍当局の許可を得て、タイプ352として設計された。ミニチュアモデルが作成され、ボディはエルヴィン・コメンダによりデザインされたが、これはのちのタイプ356と類似していた。同年8月、ポルシェ社はケルンテン州が開催した貿易産業見本市に参加、グミュントで生産された水力タービン、ケーブルウインチ、スキーリフト、刈り取り機用のツメ、そして「フォルクストラクター」をベースにしたさまざまなタイプのトラクターなどが出展された。
1946年12月15日、カルロ・アバルトとルドルフ・フルシュカの斡旋により、チシタリア社の代表であるトリノの実業家ピエロ・ドゥジオと広範囲にわたる開発契約が結ばれた。グミュントのポルシェKGはこの顧客のために、小型トラクターや水力タービンに加え、グランプリレーシングカーのタイプ360と、2シーターのミッドシップエンジン搭載のスポーツカー、タイプ370の設計作業に着手した。グミュントのポルシェKGのデザイナー達はレーシングカータイプ360の開発に全力で取り組み、ドライブトレインにはスーパーチャージャー付1.6リッターV型12気筒エンジンを搭載、さらにパートタイム式の4輪駆動システムを装備するなど、時代を先取りしたものであった。またツーリングスポーツカーのタイプ370にはミッレミリアのような長距離レースで戦えるようにするため、2リッター水平対向8気筒エンジンが計画された。しかしイタリア側の資金不足により、チシタリア社のレーシングカーは製造されるも試験段階より先に進むことはなかった。
1947年4月1日、ドイツの会社に財産没収の危機が迫っていることを見越して、オーストリアに「Porsche Konstruktionen GmbH」（本社：グミュント）が設立され、4月24日に正式に商業登記された。新しい会社はポルシェ博士の娘ルイーゼ・ピエヒとチーフエンジニアのカール・ラーベをトップとし、従業員と機械類も引き継がれた。同年7月17日、タイプ356 “VWスポーツカー”の設計作業がスタートし、1938年にさかのぼるタイプ64“ベルリン-ローマカー”をベースとした車のボディの初期の図面が作成された。そんな中でも、証人の供述が好意的だったにもかかわらず、ポルシェ博士と弁護士アントン・ピエヒは1947年に入ってもフランスに拘留されたままであったが、同年8月1日、チシタリア社からの開発依頼による利益で得られた百万フランス・フランの保釈金と引き換えに、ようやく2人は釈放された。

### 自動車ブランド「ポルシェ」の誕生（1940年代後半）

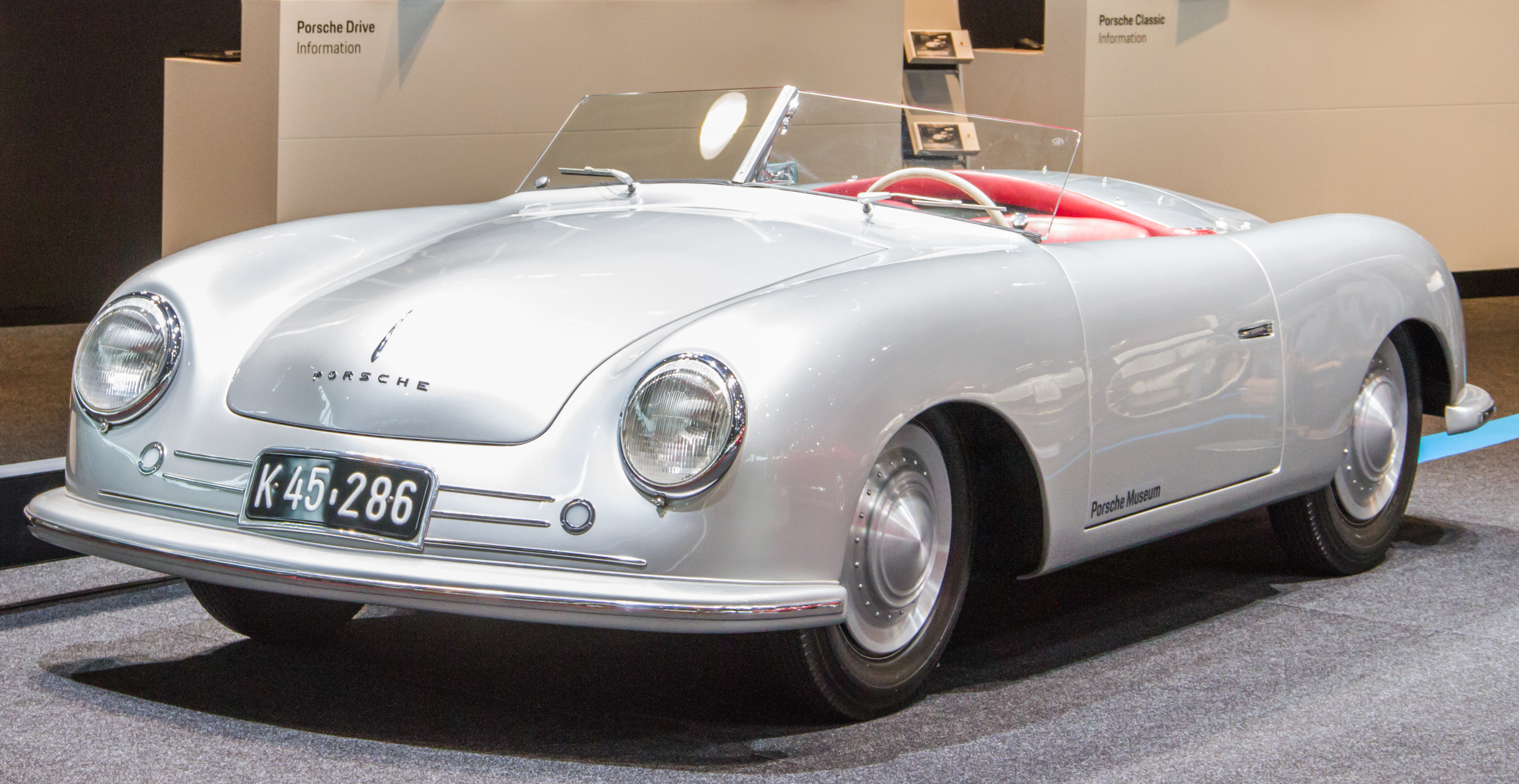
タイプ356/1（グミュント・ロードスター）

1948年春、フェルディナント・ポルシェ博士とその息子フェリー・ポルシェの指揮のもとで、社内コード356.00.105として設計が進められてきた車両が、ポルシェの名を冠して実際に製造される（タイプ356/1）。ここでスポーツカーブランド「ポルシェ」が誕生した。最高出力35PSのVWエンジンをミッドシップに搭載したこのスポーツカー「グミュント・ロードスター」は、車両重量わずか585kg、最高速度は135km/hに達し、同年8月1日のインスブルックの公道で開催されたレースでは、デモンストレーションラップで好タイムをマークした。
この年の後半、クーペおよびカブリオレ仕様のリアエンジンのタイプ356の生産が開始される。また同年9月、フェリー・ポルシェは、フォルクスワーゲンと契約を結び、VWビートル1台につき今後5ドイツマルクのライセンス料をポルシェに支払うことに加え、ポルシェのスポーツカー向けの部品供給を行うこと、およびポルシェがフォルクスワーゲンの販売組織とサービス網を利用できることに合意した。その代わり、ポルシェのエンジニアはフォルクスワーゲンの開発部門に対してコンサルタントとして支援を行うことになった。
1949年5月14日、弁護士アントン・ピエヒとその妻ルイーゼ・ピエヒによって「Porsche-Salzburg Ges.m.b.H.」（ポルシェ・ザルツブルク社）が設立される。同年3月17日、ジュネーブモーターショーでタイプ356が披露された。さらにオランダ人自動車ディーラーのベン・ポンが、ポルシェのスポーツカーの世界初の正規インポーターとなった。
また、グミュントが手狭な状態になったため、自動車生産の中心地、シュトゥットガルトに「Porsche Konstruktionen GmbH」を戻すことが試みられた。以前のポルシェ工場はまだアメリカ軍当局に接収されていたため、ひとまず同じくシュトゥットガルトにあるポルシェの別荘に事務所と小さな工場が置かれた。その後すぐに、シュトゥットガルト・ツッフェンハウゼンのコーチビルダー、ロイター車体製造会社（Karosseriewerk Reutter & Co. GmbH）から600平方メートルの建物を借り（接収されていた本社の隣地であった）、タイプ356の生産の準備を始めた。
なお同じく1949年、ゲッピンゲンにある農業機械メーカーのアルガイヤー社が、ポルシェ社のトラクターであるタイプ323の製造事業を取得し、1957年までに2万5千台以上が生産された。
ポルシェ・クレスト
| 左がシュトゥットガルト市の紋章、右がヴュルテンベルク自由人民州の紋章（中心のクレストの部分は1945年から1952年にかけて存在したヴュルテンベルク＝ホーエンツォレルン州の紋章に継承された） |  | 左がシュトゥットガルト市の紋章、右がヴュルテンベルク自由人民州の紋章（中心のクレストの部分は1945年から1952年にかけて存在したヴュルテンベルク＝ホーエンツォレルン州の紋章に継承された） |
| 左がシュトゥットガルト市の紋章、右がヴュルテンベルク自由人民州の紋章（中心のクレストの部分は1945年から1952年にかけて存在したヴュルテンベルク＝ホーエンツォレルン州の紋章に継承された） |  | |

ポルシェのロゴ、エンブレムである「ポルシェ・クレスト」は、1952年に広報部長のヘルマン・ラッパー（Hermann Lapper）とデザイナーのフランツ・ライムシュピースがデザインを作成した。ライムシュピースは、1936年にフォルクスワーゲンのロゴをデザインした人物でもある。その後時代ごとにわずかに変更が加えられているが、概ね変化していない。その構成は、本社のあるシュトゥットガルト市と、シュトゥットガルトを中心として1918年から1945年にかけて存在したヴュルテンベルク自由人民州の紋章を組み合わせたものとなっている。中央の跳ね馬はシュトゥットガルト市の紋章であり、その外側の左上と右下にある鋸の歯状をした模様はバーデン=ヴュルテンベルク州の紋章に描かれた鹿（の角）を、右上と左下の赤い縞は知を、全体の金色の地色は豊穣を表す麦の色にちなんでいる。

### 会社の繁栄とレースでの活躍（1950年代）

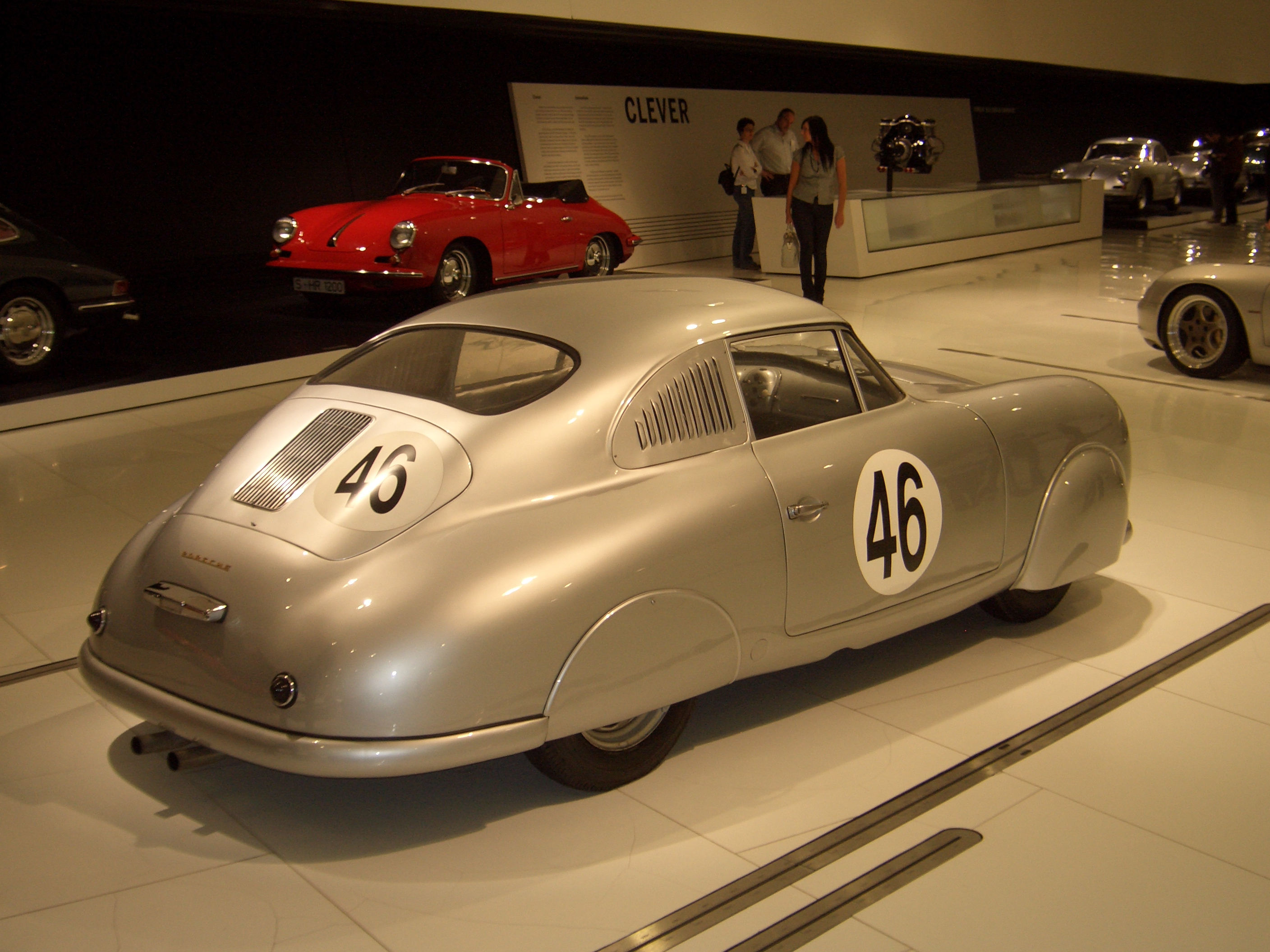
1951年のル・マン24時間レースでクラス優勝を果たした356SLクーペ

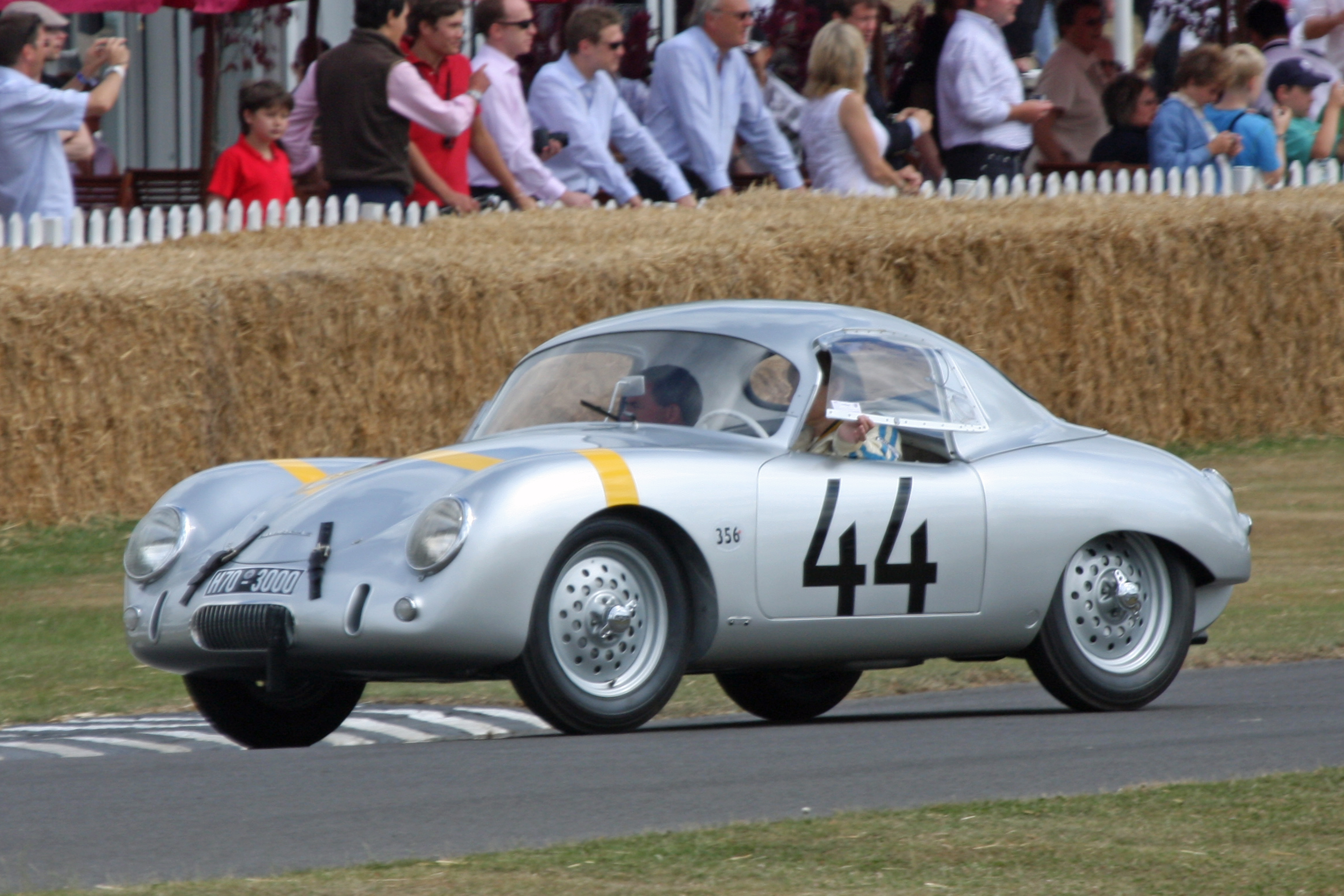
グロックラー・ポルシェ

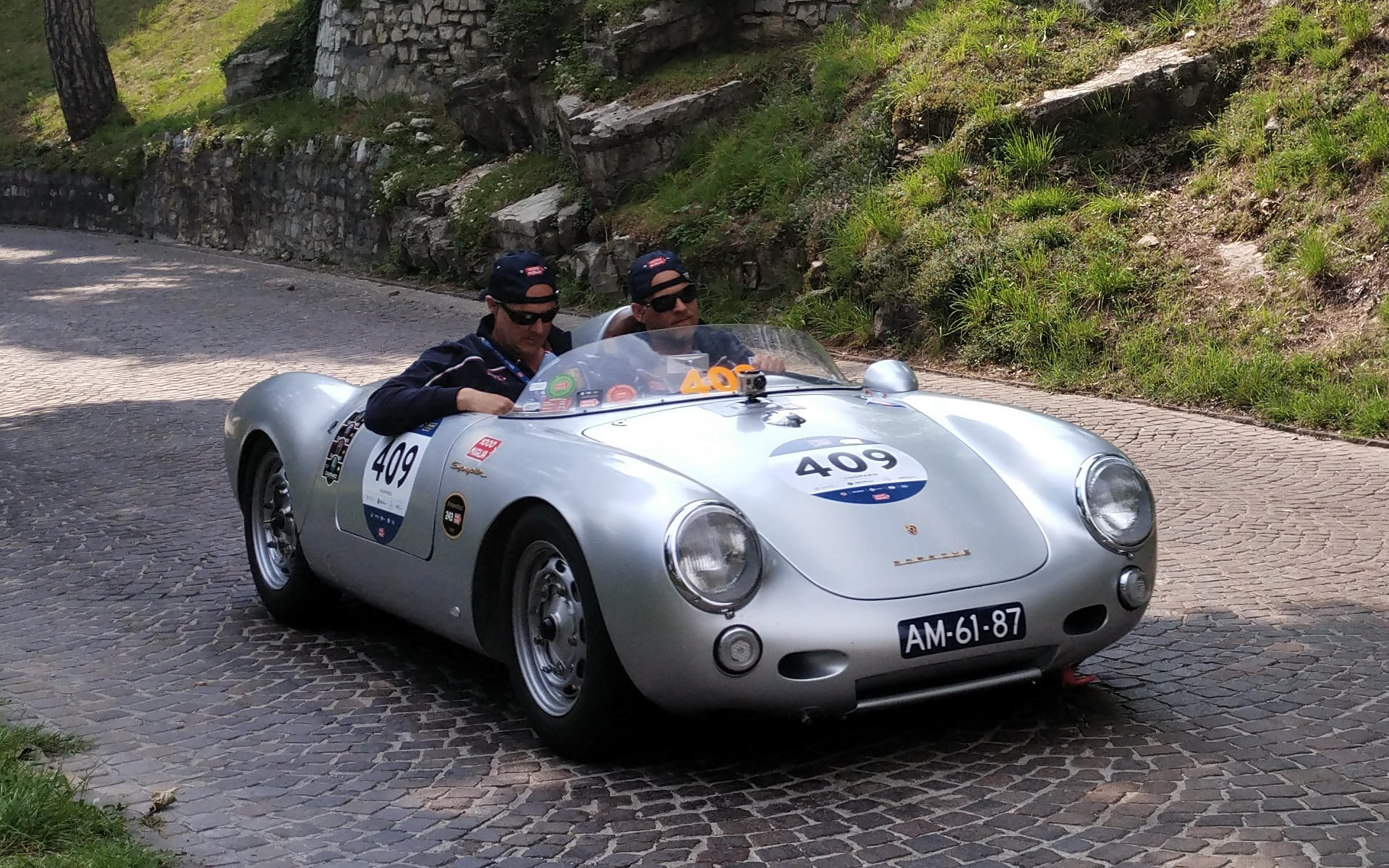
タイプ550

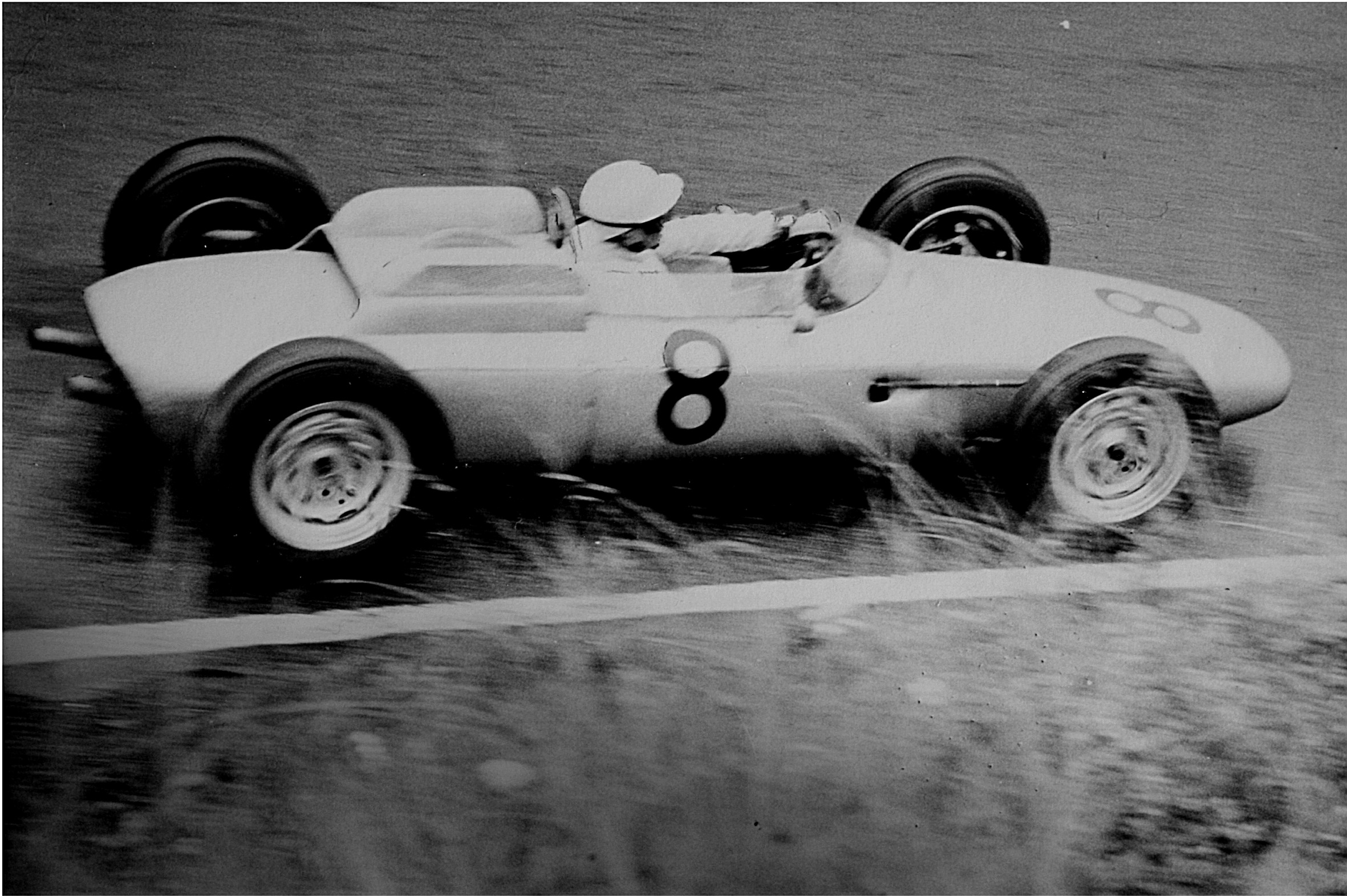
1962年、ニュルブルクリンクでタイプ804を駆るヨアキム・ボニエ

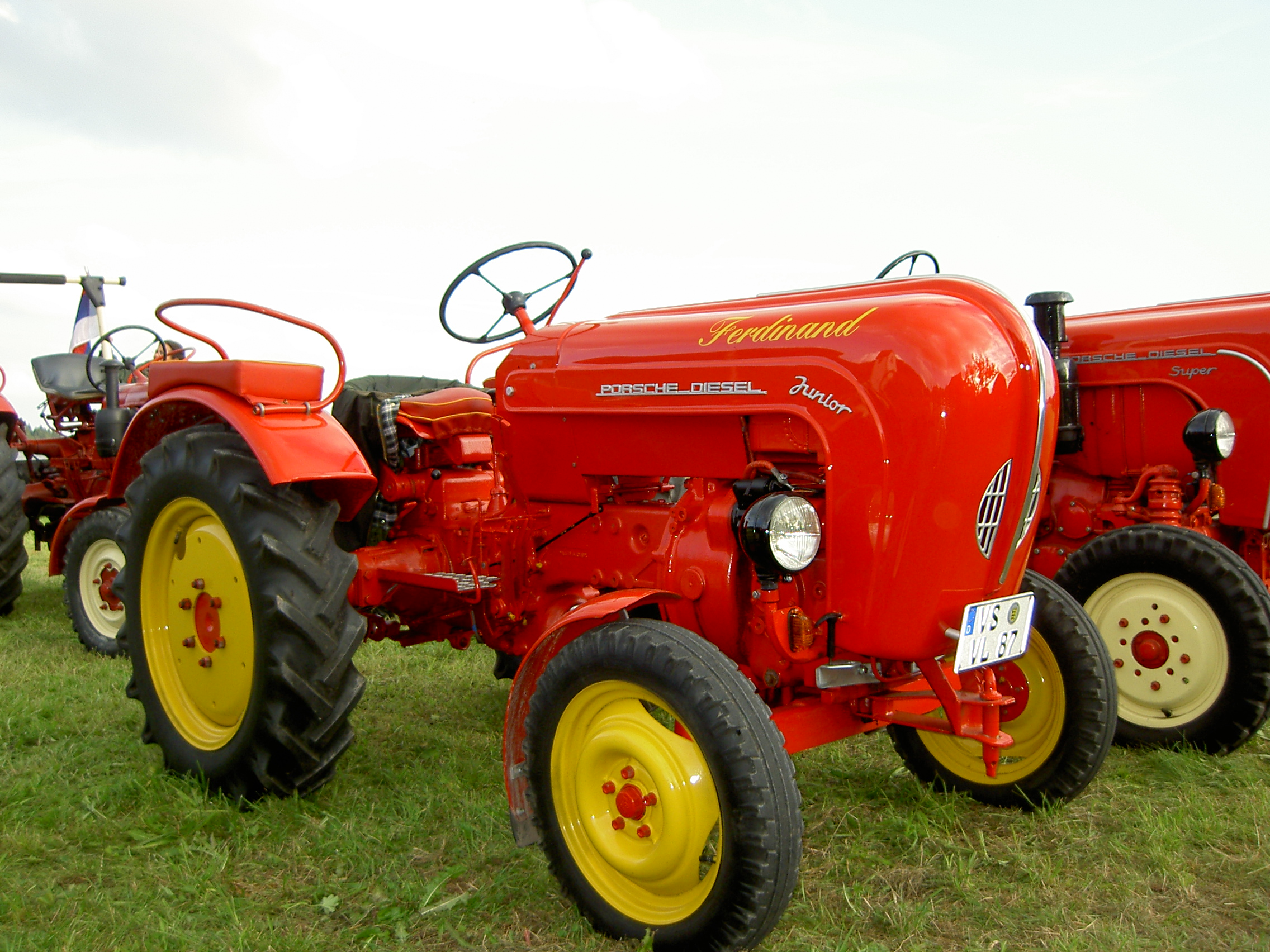
ポルシェ・ディーゼル・ジュニア

1950年、シュトゥットガルトへの移転により、オーストリアの「Porsche Konstruktionen GmbH」社は消滅し、会社は再び「Dr. Ing. h.c. F. Porsche KG」を名乗るようになった。
同年3月、シュトゥットガルト・ツッフェンハウゼンで最初の市販用タイプ356が生産された。販売価格はクーペタイプで10,200ドイツマルクであった。ロイター社の生産能力を活用して年末までに369台のタイプ356が生産された。戦後のドイツでは、部品が一般的に不足していたため、初期の356は、内燃機関のエンジンケース、トランスミッション、およびサスペンションなどに使用されるいくつかの部品は、当初フォルクスワーゲンビートルのコンポーネントを使用した。しかし、1965年にかけて生産中にA、B、Cといういくつかのモデルチェンジを経るなかで、ほとんどのフォルクスワーゲン調達部品はポルシェ製の部品に置き換えられていった。
歴史の浅い自動車メーカー、ポルシェにとって、その知名度を高めるためにモータースポーツの戦績は重要であった。前年に国際アルペンラリーで成功を収めたのに続き、ポルシェは1951年のル・マン24時間レースでクラス優勝を果たし、初めて国際的な注目を集めた。この1.1リッタークラスで優勝したのは、アルミボディの356SLクーペであった。そしてこの年、356の合計生産台数は1,364台に達し、年末までにポルシェの従業員は214人にまで増え、売上高は1100万ドイツマルクを突破した。しかし、創業者フェルディナンド・ポルシェ博士は、同年1月30日に75才で死去したため、このル・マン優勝と会社の栄華を見ることはなかった。
1952年の初め、ポルシェの顧客向け雑誌「クリストフォーラス」が創刊、さらに同年5月、初の公式ポルシェオーナークラブとして「ポルシェ・クラブ ホーエンジブルク」（のちにポルシェ・クラブ ヴェストファーレンと改称）が設立された。同年10月には、従来のエンジンをグレードアップしたタイプ356/1500Superがデビュー、以降高性能グレードには”S”の文字が冠されることになる。同年11月、ロイター社の近くに位置する第2工場の新しいメインの建物で車両の生産が開始し、年末までに、経営部門、設計部門、営業部門もここに移転した。
1950年、ドイツで最初のポルシェの販売業者であったフランクフルトのヴァルター・グロックラー（グレックラー、グレックナーなどの表記揺れあり）は、356をベースに独自のスペースフレームに水平対向4気筒をミッドシップ・マウントし、アルミ製のオープンボディを被せた「グロックラー・ポルシェ」を製作。レースにプライベーターとして出場し、優勝を飾っていた。これがポルシェの目に留まり、1953年には、「グロックラー・ポルシェ」を倣ってポルシェ初のミッドシップレーシングカー、タイプ550が生産された。
1953年のパリモーターショーにおいて、ポルシェのエンジニア、エルンスト・フールマンが設計した4本のカムシャフトを装備したエンジン（タイプ547）が初めて一般に公開された。この「フールマンエンジン」はタイプ550に搭載され、カレラ・パナメリカーナ・メヒコで優秀な成績を収めた。のちにタイプ356カレラにも搭載されることになる。このタイプ356カレラ以降、ハイパフォーマンス・スポーツモデルにカレラ・パナメリカーナ・メヒコの栄光を思い起こさせる“Carrera”（カレラ）の名称が与えられることになる。
1954年までに、ポルシェKGの従業員は約500人、生産台数は合計1,853台であった。1955年には年間生産台数のほぼ半数が海外で販売、このうち北米へは1,514台のスポーツカーが輸出された。さらに1958年にはドイツ国内のポルシェ販売店の数は142店舗に拡大し、他のヨーロッパ諸国の販売パートナーの数も128に達するなど、着実に規模は大きくなっていった。なお、スポーツカーメーカーとしての名声を得ながらも、タイプ597（ヤークトワーゲン）などの軍用車両の生産も請け負っていた。
1956年1月1日、ボーデン湖畔フリードリヒスハーフェンに、マンネスマングループ傘下の企業として、「Porsche-Diesel-Motorenbau GmbH Friedrichshafen a.B.」（ポルシェ・ディーゼルエンジン製造会社）が設立され、この年の秋には、ポルシェ・ディーゼルの名のもとでトラクターと定置エンジンの生産が開始された。1957年10月には、ポルシェ・ディーゼルの新しいラインナップが発表され、ジュニア、スタンダード、スーパー、マスターの4つの基本タイプ（1気筒-4気筒、出力14PS-50PS）で構成されることになった。その後、この会社は1963年5月1日に設立からわずか8年で廃業することになるが、ポルシェの名を冠したトラクターは、合計約12万台製造・販売された。
1957年、社長フェリー・ポルシェの息子フェルディナント・アレクサンダー・ポルシェ（通称F.A.ポルシェ）がデザイン部門に加わった。1959年、ドイツのハノーファー国際見本市会場において、ポルシェは航空機エンジンの全容を発表、スターター出力65PSのタイプ678/1から75PSのタイプ678/4まで用意されていた。
1957年に1.5リッターF2規定がスタートすると、タイプ550の改良型タイプ718をセンターコックピットに改造したタイプ718F2で、フォーミュラ2レースにも進出した。1960年にはF2にタイプ787も加わり、1961年にはタイプ718F1とタイプ787でフォーミュラ1にも参戦、1962年に製造されたタイプ804で1勝を飾った。
1960年から1962年にかけて、ツッフェンハウゼンから25km離れたヴァイザッハおよびフラハト地区に、新たに生産拠点を拡張、またテストコースを開設した。なお1962年時点で、5万台目のポルシェがラインオフし、当時のポルシェのスポーツカーの1日あたりの生産台数は、約50台に達していた。

### フラッグシップ・911の誕生（1960年代）

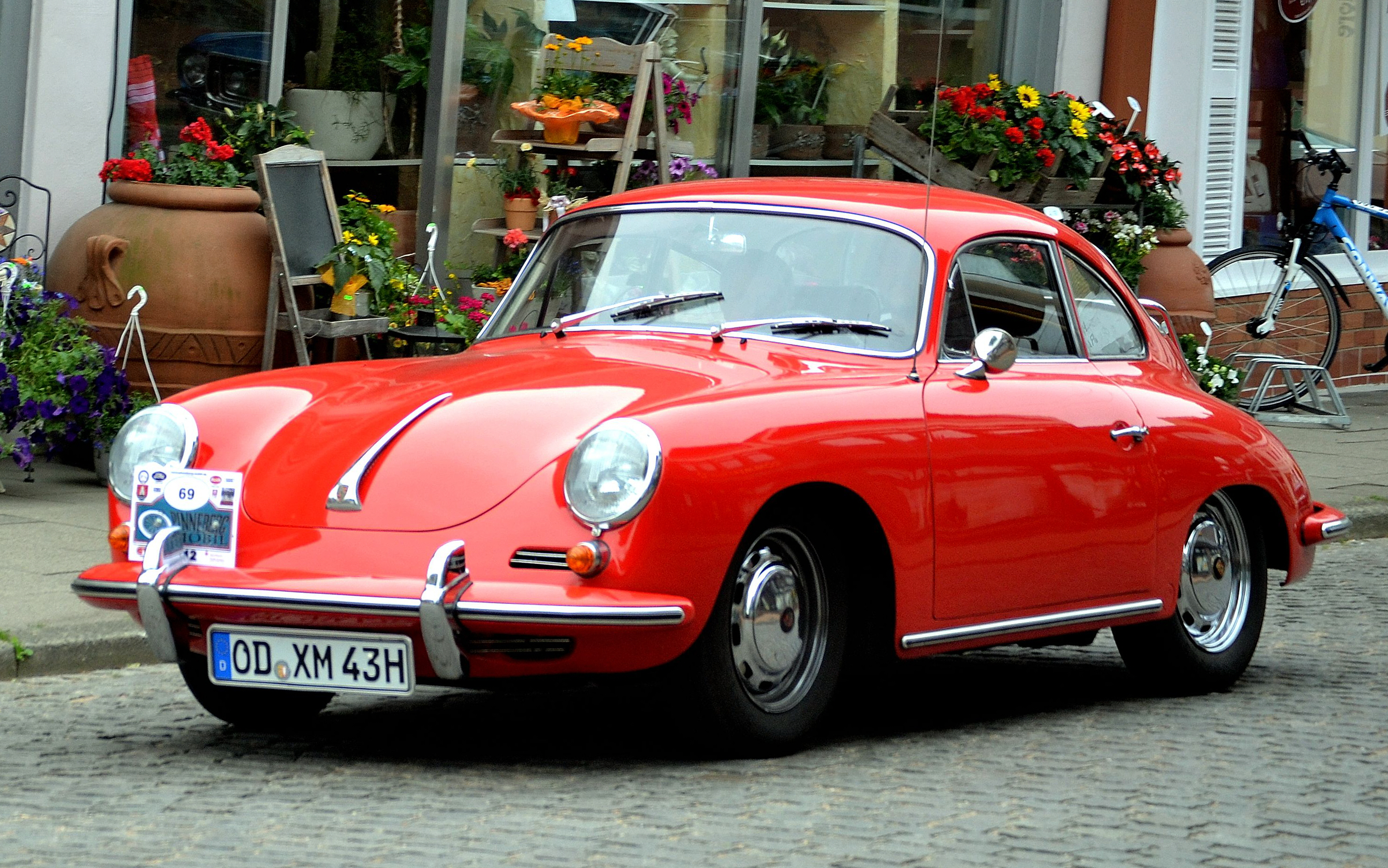
タイプ356C

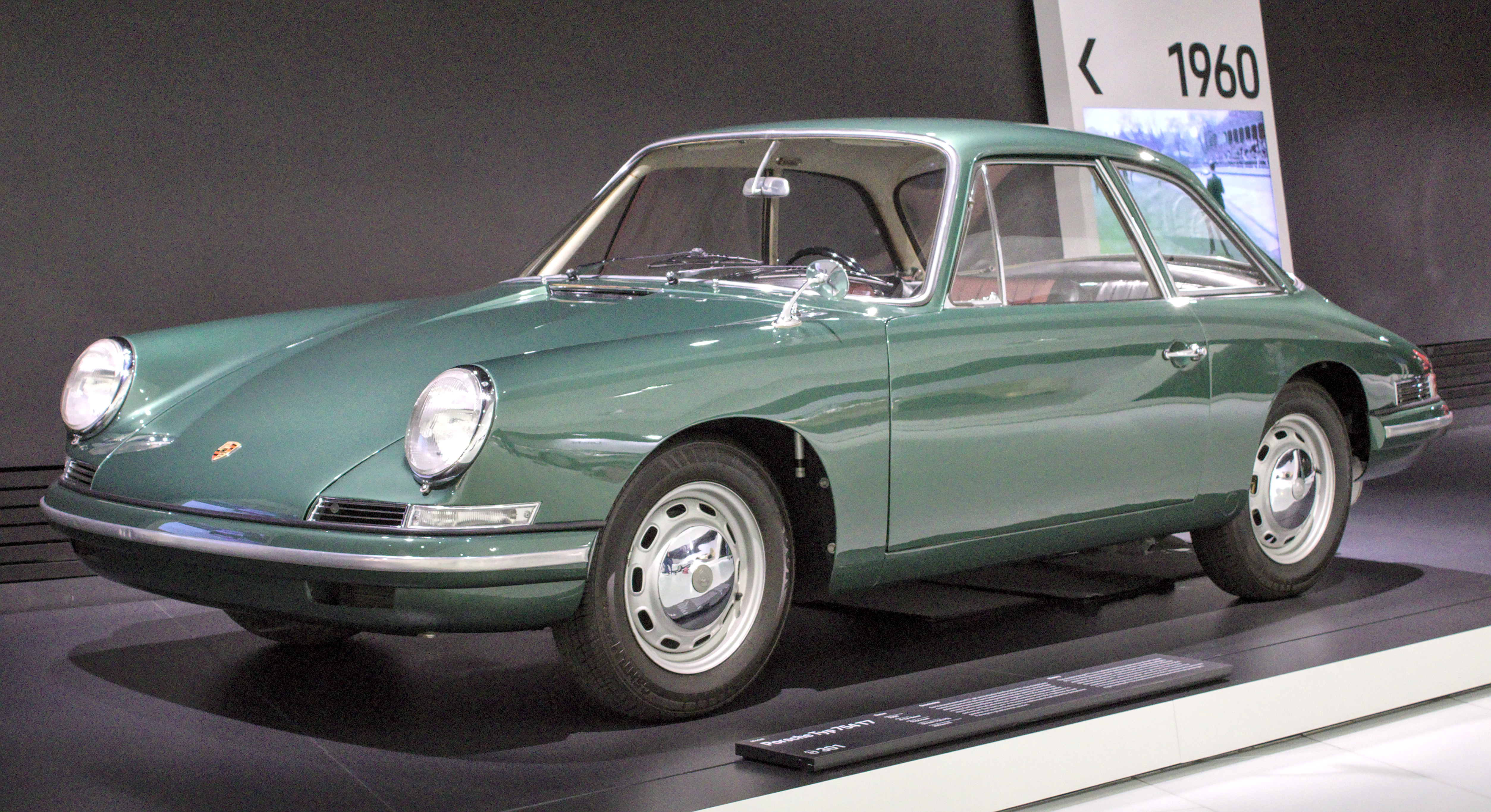
タイプ754

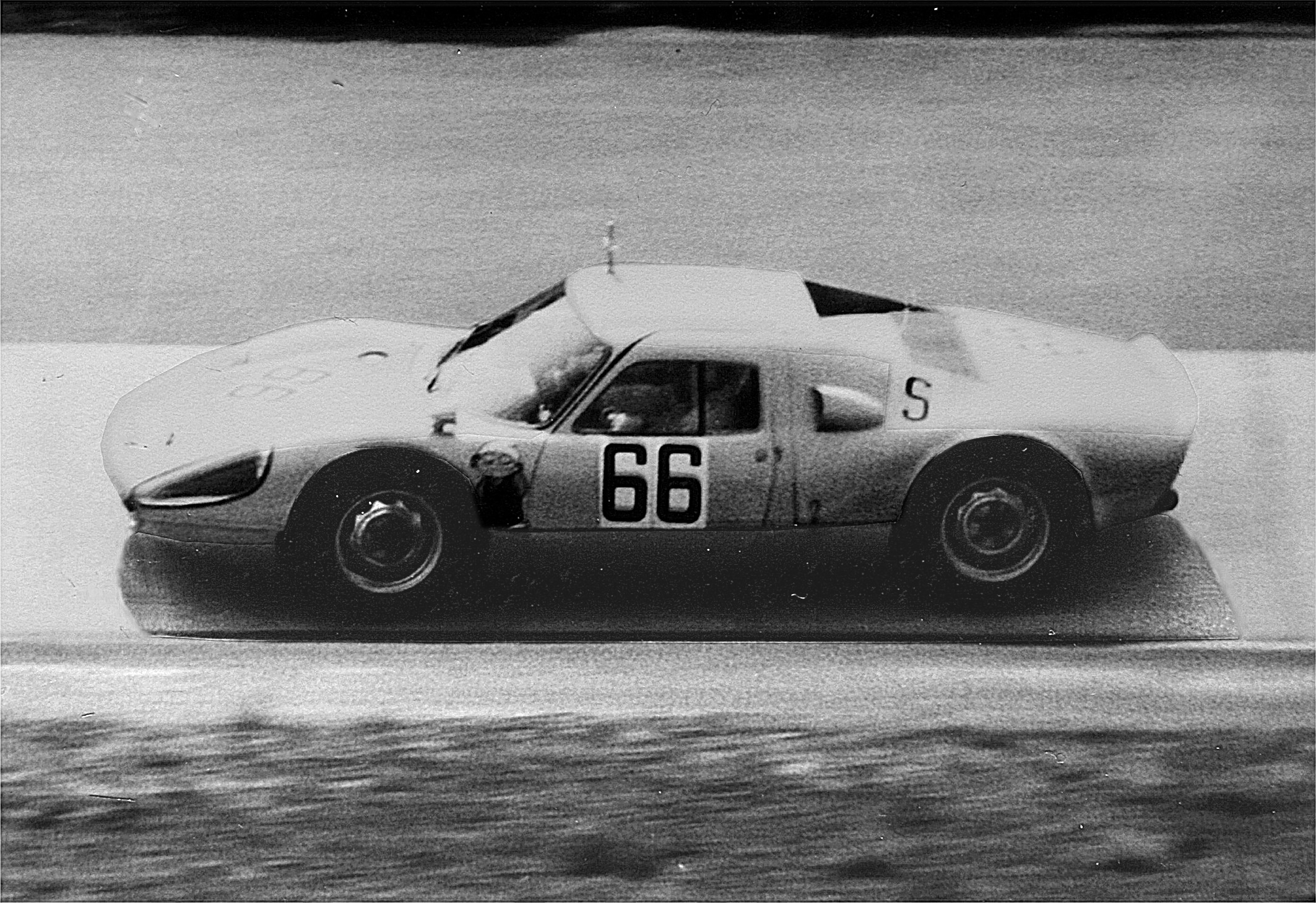
1963年のニュルブルクリンクにて、ポール・フレールが駆るタイプ904

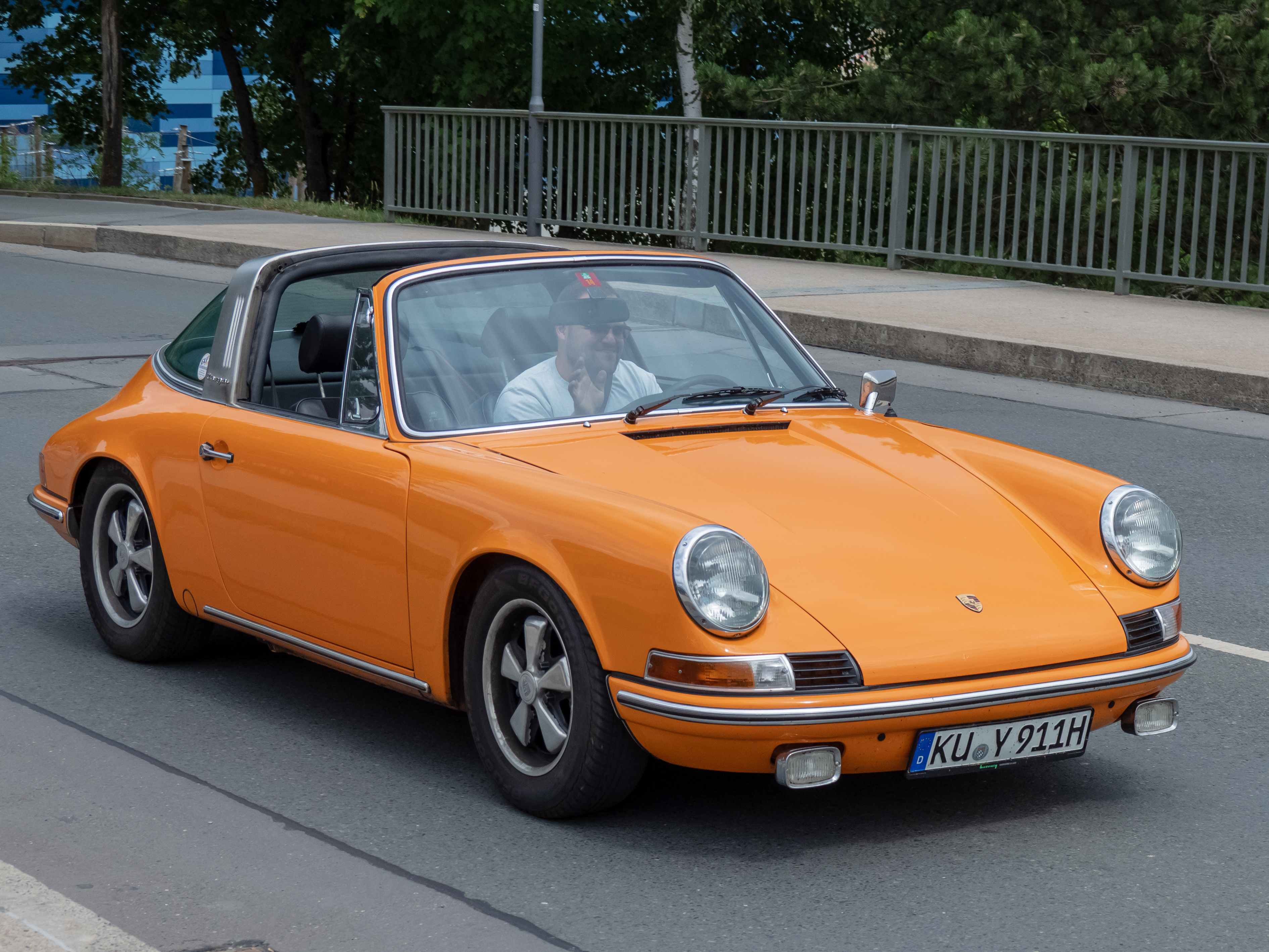
タイプ911タルガ

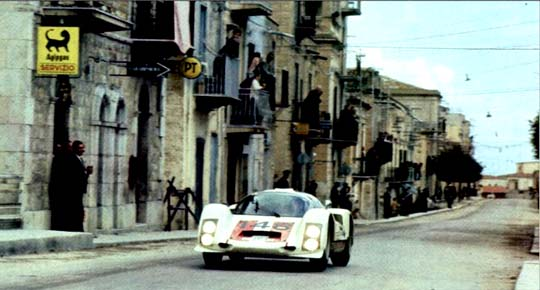
1966年のタルガ・フローリオ、ウィリー・メレス/ヘルベルト・ミューラー組によって優勝したタイプ906

1962年、フェリー・ポルシェは、4シーターのプロトタイプ、タイプ754（T7）のためにクランクシャフトで駆動される冷却ファンを採用した新しい水平対向6気筒エンジン（タイプ745）の開発をスタートさせていたものの、熟慮した結果、タイプ754の開発を打ち切り、2+2シーター（“T8”）のファーストバッククーペに重点を移すことに決めた。F.A.ポルシェ率いるデザインチームによって設計された”T7”から多くのディテールを採り入れつつ、のちにポルシェ356の後継車となるモデルが”タイプ901”というプロジェクト名のもとで開発された。なおこの当時、フォルクスワーゲンとの提携に直面していたポルシェでは、フォルクスワーゲンの社内タイプナンバー・システムに倣った方式に統一した方が望ましいと考えた。フォルクスワーゲンでは900番台のタイプ・ナンバーがまだ使用されていなかったため、ニュータイプは901からスタートした。
ニューポルシェ901のプロトタイプの初公開の舞台に選ばれたのは、1963年9月のフランクフルト・モーターショーであった。またこのモーターショーに出展された356 Cシリーズ（356最終型）は4輪ともディスクブレーキが装着されるなど多数の技術的改良が加えられ、タイプ911と平行して1965年9月まで生産され続けることになる。
1963年7月、コーチビルダーのロイター車体製造会社（Karosseriewerk Reutter & Co. GmbH）が新しいタイプ901の生産に必要な投資に尻込みしたため、ポルシェはこのサプライヤーの株式を約6百万ドイツマルクで取得することを決定した。そして翌年3月1日、コーチビルダーのロイター社は「Karosseriewerk Porsche GmbH」（ポルシェ車体製造会社）へと名称を変更した。買収時に約1,000人いたロイター社の従業員はそのままポルシェKGに引き継がれた。なお、ロイター社の経営陣はポルシェへの車両製造部門売却後に新会社を設立、「Reutter」と「K (C) AROsserie」の頭文字を取り、シート製造専門メーカー「レカロ」となった。
1964年、ガラス繊維強化プラスチック（FRP）製ボディを採用した初のポルシェであるタイプ904の発表した。この車両は、F.A.ポルシェによるデザインと同時に、その純粋なパフォーマンスによっても注目を浴び、Gran Turismo Sportを意味する”GTS”の称号が初めて与えられ、カレラGTSとしてデビューした。同年9月14日、最初の量産仕様のタイプ901が生産された。10月、このプロダクションモデルがパリモーターショーに出展される。しかし量産に踏み切る際、フランスの自動車メーカー、プジョーが真ん中に0の入る3桁の数字をすべて商標登録していたため、ポルシェはこの新しいモデルシリーズの名称を変更せざるを得なかった。こうして“911”という名前が誕生することになる。タイプ911は、翌年のラリー・モンテカルロで早くも競技車両としての実力を証明し、エントリー237台のうちフィニッシュしたのはわずか22台という悪天候のなか、総合5位という結果を生む。
1965年、21,900ドイツマルクの911クーペよりも安いエントリーモデルを求める営業部門の意見に応える形で4月、4気筒のタイプ912が披露された。タイプ356 SCエンジンを搭載した912クーペは、エントリーモデルにふさわしい16,250ドイツマルクという価格により、たちまちベストセラーとしての地位を確固たるものにした。さらに同年のフランクフルトモーターショーでは、”安全”なカブリオレ、タイプ911 2.0タルガがフランクフルトモーターショーでデビューした。このモデルは、アメリカのオープントップボディへの安全規制が強まったことへの対応策として、転覆時に乗員を保護するための強固な固定式のロールバー、脱着式フォールディングトップとプラスチック製フォールディングリアウインドウを備えていた。当時連勝を重ねていたシチリア島のレース、タルガ・フローリオから冠されたこの”Targa”（タルガ）ボディは当時の全てのモデルにラインナップされ、生産は1966年12月に開始される。
1966年5月26日、公式にはその生産は前年に終了していたが、特別にオランダの州警察向けに最後の10台のタイプ356 Cカブリオレが生産された。最終的に、1950年-1966年の生産期間を通じて合計77,766台のタイプ356がシュトゥットガルト・ツッフェンハウゼンで生産され、ポルシェ初のモデルはその歴史に幕を閉じた。
同年、タイプ906が国際自動車連盟（FIA）グループ4の規程に合わせて作られた。このマシンは2リッターのスポーツカーカテゴリーで独占的とも言える程の優秀な成績を収めた。さらに同年秋、ポルシェはいっそうパワフルなバージョンのスポーツカーとして、タイプ911Sを披露した。このポルシェ911Sは、なかでもラリー・モンテカルロにおいてその信頼性の高さを鮮やかに証明した。また同年の1966年12月21日には、10万台目のポルシェとして、ハイウェイパトロール用の特別な装備を施したタイプ913タルガが製作された。
1967年7月、ポルシェはタイプ911および912向けに「スポルトマチック」と呼ばれる4速セミオートマチックトランスミッションの提供を開始した。同時に、ツーリングカー（Touring Car）としてのホモロゲーションを得たことに由来する911Tの販売を開始する。また、翌年にかけてFIA規程に合わせて順次開発されたタイプ910、タイプ907、タイプ908、タイプ909もまた、多くのレースで優秀な成績を飾った。さらに、1967年10月にレーシング（Racing）の称号が冠されてそのヴェールを脱いだタイプ911Rは、モンツァ・サーキットにおいて20,000km、25,000km、10,000マイル、72時間、96時間の5種目で当時の世界新記録を樹立し、国際的な注目を集めた。

### レース史に残る917の誕生と市販車販売の好調（1970年代前半）

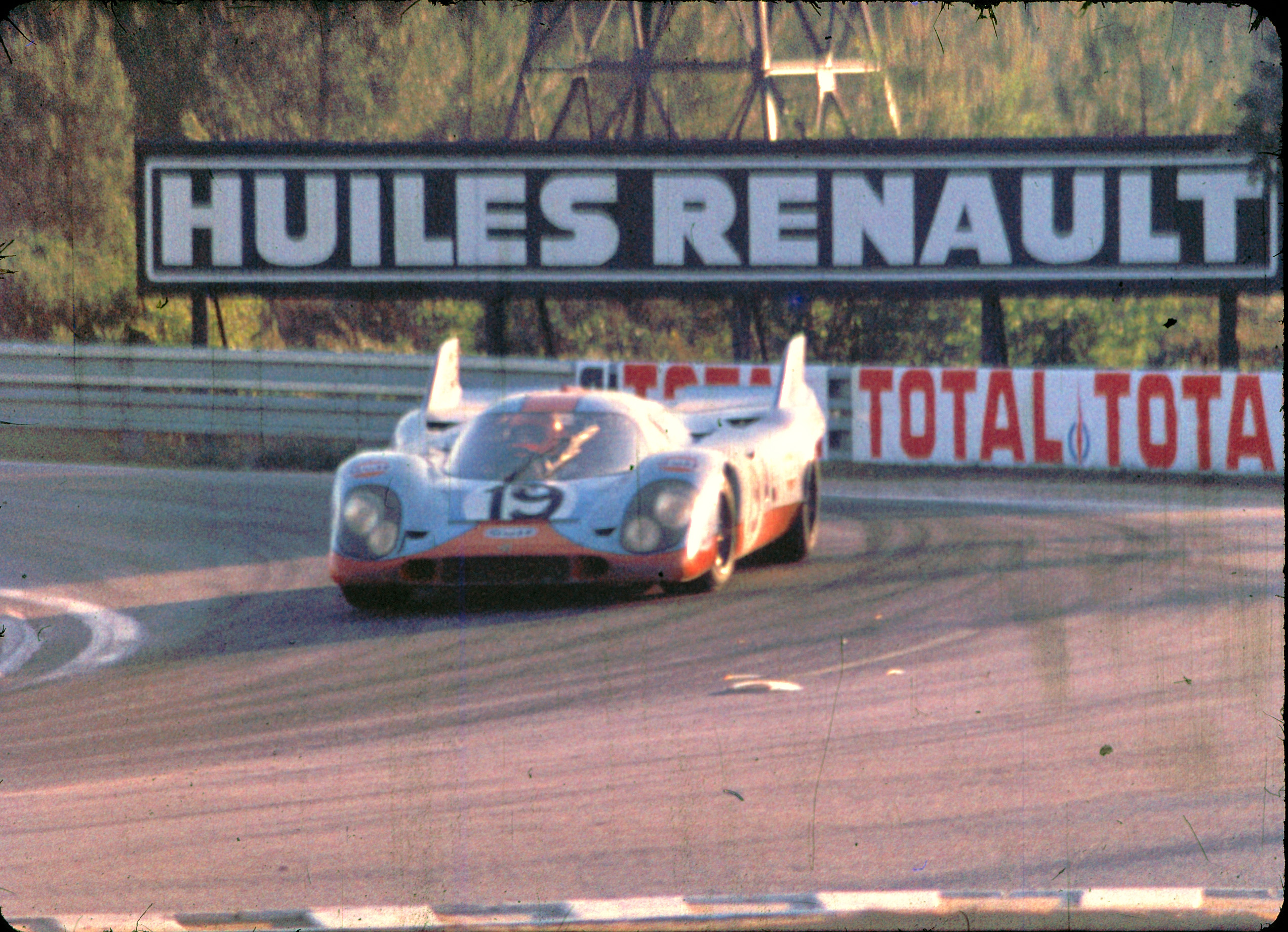
1971年のル・マン24時間レース、リチャード・アトウッド/ヘルベルト・ミューラー組によって総合2位の成績を残したタイプ917K

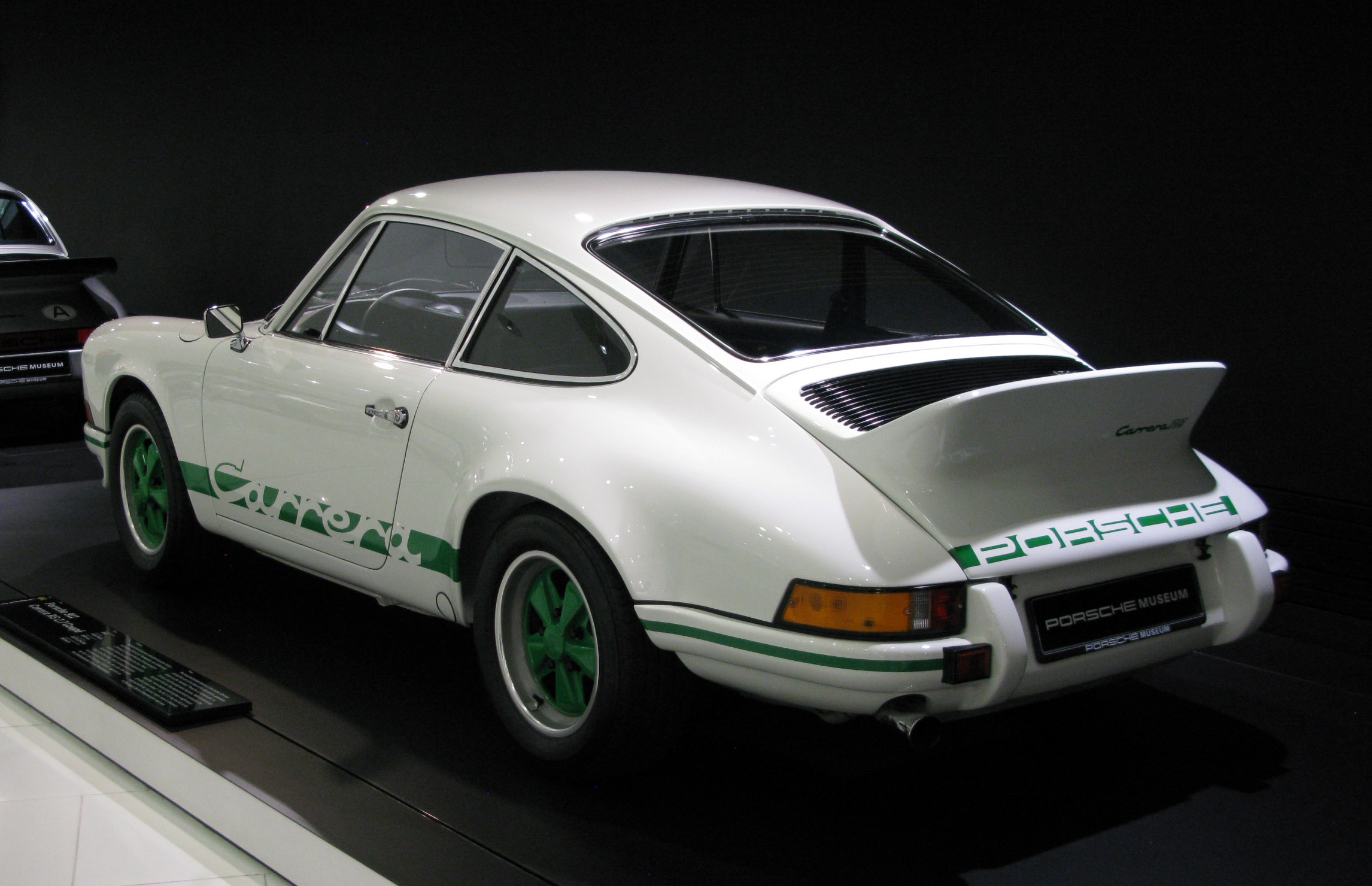
タイプ911RS 2.7（「ナナサンカレラ」）

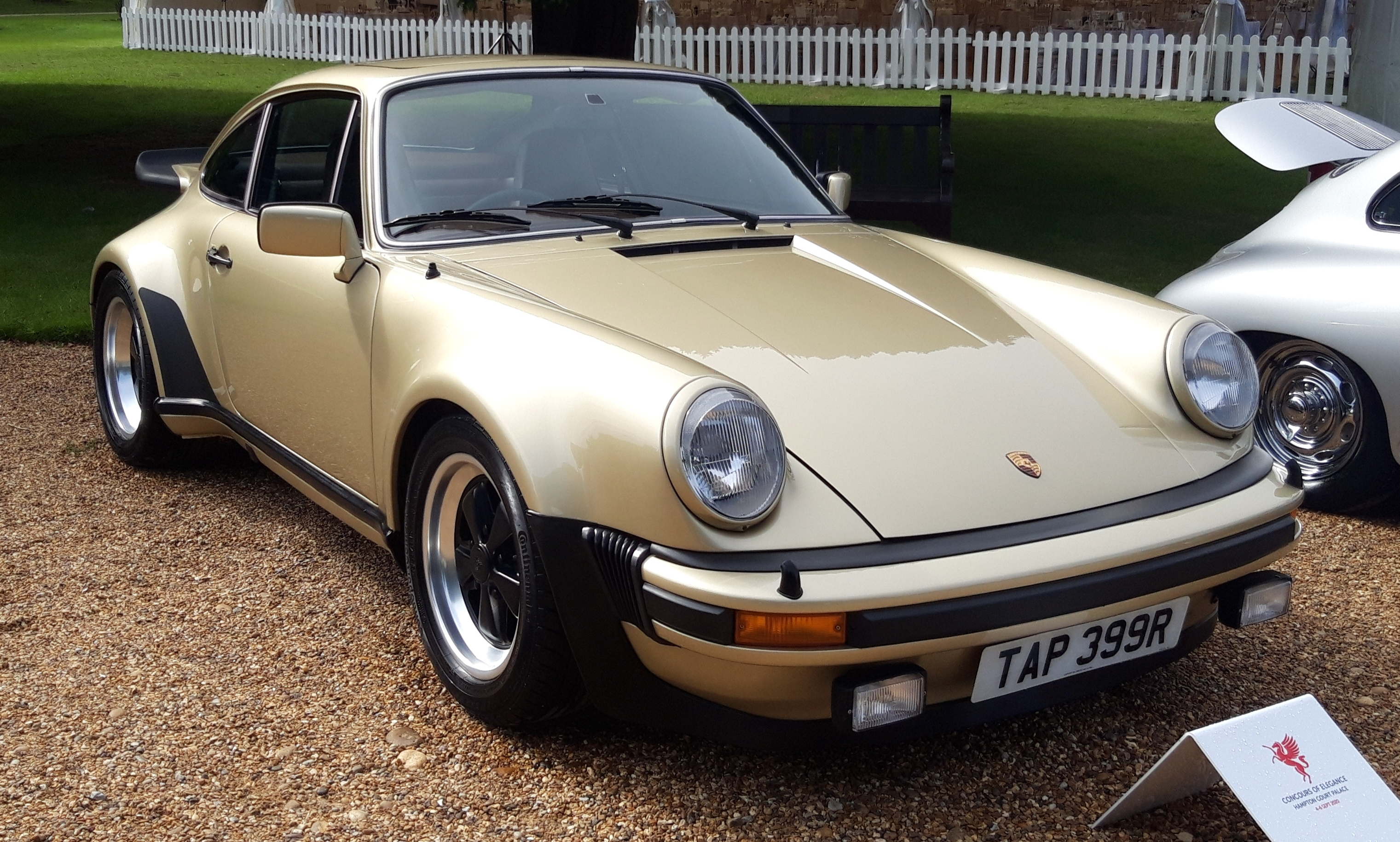
タイプ911（930型）ターボ

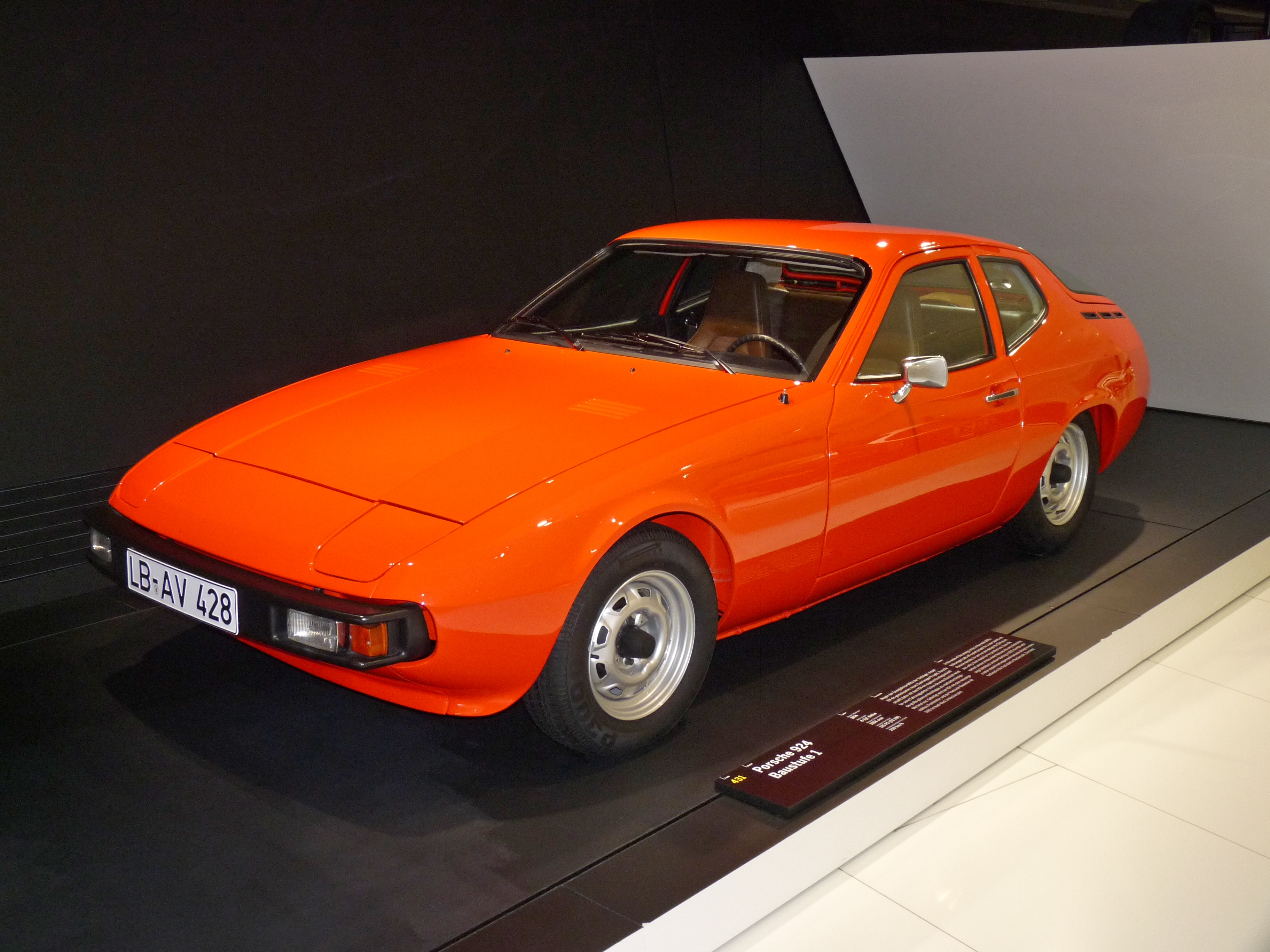
タイプ924（プロトタイプ）

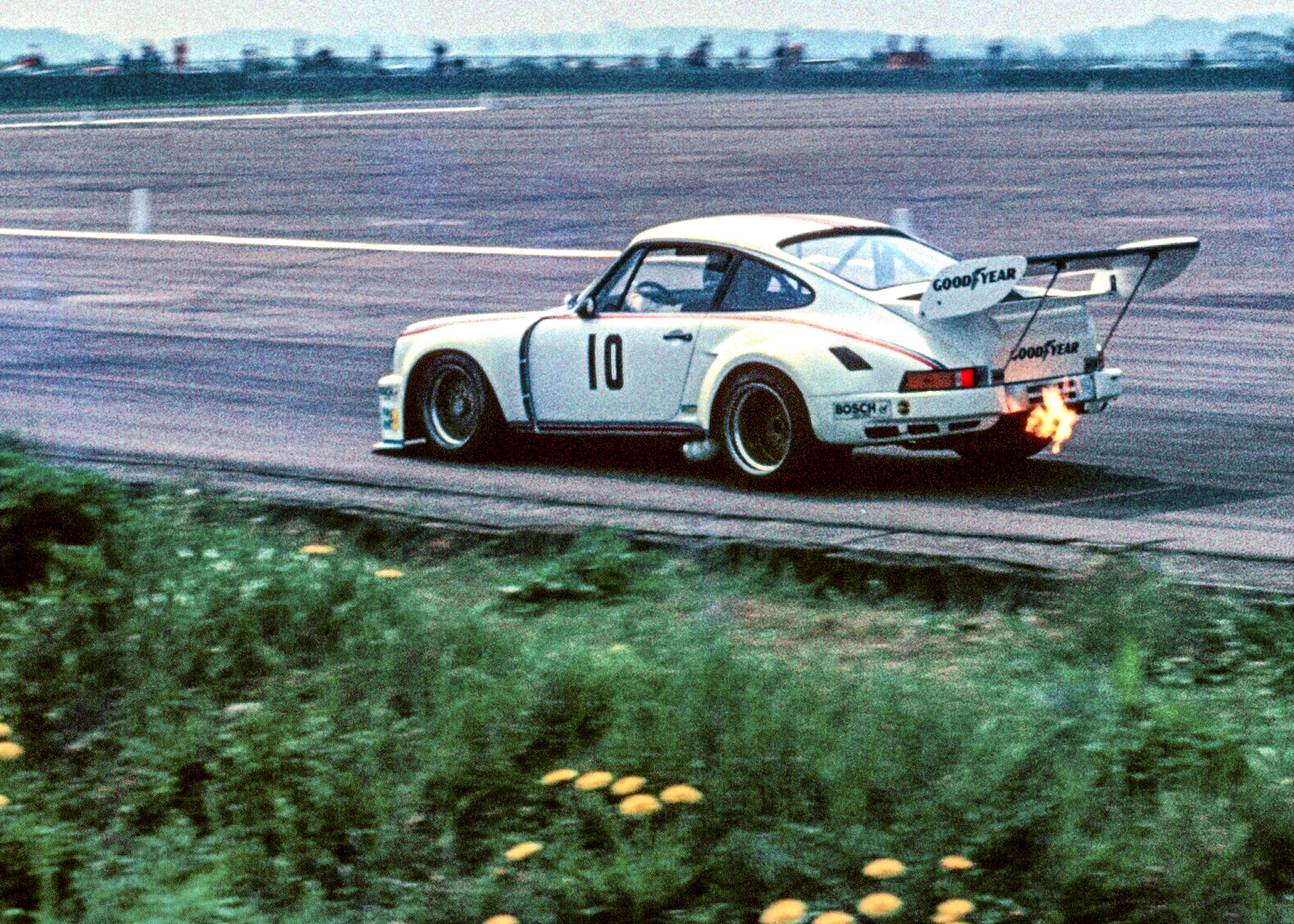
1976年のシルバーストン1000km、ボブ・ウォレク/ハンス・ヘイヤー組によって準優勝したタイプ935K1

1969年、レーシングカーのタイプ917を発表する場として、ポルシェはこの春のジュネーブ・モーターショーを選んだ。917のサクセスストーリーは8月10日に行われたオーストリアリンク1,000kmレースでの勝利を皮切りに、1973年まで続いた。
1969年4月、フォルクスワーゲンとの間に新しい販売会社「VW-Porsche-Vertriebsgesellschaft mbH」（VW ポルシェ販売会社）が共同設立された。その目的はポルシェとフォルクスワーゲンで共同開発され、1969年秋にフランクフルト・モーターショーで初めて一般に公開された新しいタイプ914を販売することであった。1970年、これまでのポルシェのデザインとは一線を画し、12,000マルクを切る車両本体価格で販売されたタイプ914は、瞬く間にベストセラーとなった。914の1.7リッター4気筒エンジンモデルの販売台数は1970年だけでも12,312台に達し、上級モデルのタイプ914/6はタイプ911Tの2リッター6気筒エンジンを搭載して優れた走行性能を発揮した。
1971年夏、開発部門とエンジニアリング、試験、設計の各部門がツッフェンハウゼン本社から、ヴァイザッハに新設されたポルシェ研究開発センターへ移転を始めた。その後の長きにわたり、このシンクタンクではフォルクスワーゲンからの委託を受け、数多くの新たな技術が誕生した。またスペインの自動車メーカー、セアト向けの小型4気筒エンジンや、ソビエト国営アフトヴァース社（ラーダ）の小型車の開発など、さまざまなプロジェクトが進められた。
1971年8月以降、最も重要な販売市場であるアメリカで施行された厳しい排出ガス基準をクリアするために、ポルシェはレギュラーガソリンを使用する2.4リッター6気筒エンジンを開発、このエンジンはタイプ911に搭載された。さらに911Sは1972年にフェイスリフトされ、生産型スポーツカーとしては初めてフロントスポイラーが装備された。
1971年、ジィズ・ヴァン・レネップ/ヘルムート・マルコ組のタイプ917はル・マン24時間レースを完走し、平均速度222km/hの新記録を達成、この記録はそれから39年間破られることがない歴史的偉業となった。
1972年の初め、フェリー・ポルシェは、同族経営に反対していた本田宗一郎の政策に動機づけられ（フェルディナント・ピエヒも本田を深く賞賛していた）、ポルシェKGの共同経営者会で、1972年8月1日より、合資会社から株式会社に移行することが議決された。フェリー・ポルシェは監査役会議長に就任、株式会社移行後のポルシェAG取締役会会長にはエルンスト・フールマンが選任された。株式会社への移行に先立ち、ポルシェ、ピエヒの両家は声明を発表し、今後両家の一員をポルシェAGの取締役に選任する意思がないことを明らかにした。これによりほとんどの家族がポルシェを去ったが、その中でもフェリー・ポルシェの息子でありデザイナーであったF.A.ポルシェは、新たにデザイン設計事務所「ポルシェデザイン・スタジオ」を設立した（のちにポルシェAG傘下）。
1972年10月から1973年7月にかけて、ポルシェのモデルレンジを代表する新たな高性能スポーツカーとして存在していたのがタイプ911カレラRS 2.7であった。この車両は、日本では「73（ナナサン）カレラ」と呼ばれ、名車として現在まで語り継がれている。
1973年、前年の株式会社への移行に続き、社名の「Dr. Ing. h.c. F. Porsche AG」が3月1日、正式に商標登録された。さらにポルシェはこの年、911カレラRS 2.7をさらにグレードアップさせたタイプ911カレラRSRを開発し、この年がスポーツカー世界選手権として最後の開催となったタルガ・フローリオで総合優勝を果たすなど、数多くのレースで優れた成績を残した。
また1974年9月から、タイプ911の「Gシリーズ」（マイナーチェンジ8代目）に、新しいデザインのセーフティバンパー（5マイルバンパー）が装着された。この時に完成された「ビッグバンパー」と俗称される911独特のルックスは、1989年の964型がデビューするまで受け継がれた。また3点式シートベルトやヘッドレスト一体型シートが装備されたことで、安全性能も向上した。
1974年、パリモーターショーに出展されたタイプ911ターボは大きな反響を呼んだ。ポルシェAGの社内で「930」と呼ばれたターボチャージャー付きのこのモデルは、1975年春から納車が開始され、ワイドなボディとタイヤ、フロントスポイラー、リアウイングによってひと目で見分けることができた。以降、市販モデルの最上位グレードには”Turbo”（ターボ）の名が冠されることになる。
ヴァイザッハのポルシェ研究開発センターでは1974年9月20日、各種テスト装置やワークショップ、試験室の入る第2棟が竣工した。1975年、ポルシェAGは911の「Jシリーズ」（マイナーチェンジ11代目）を導入し、両面に亜鉛コートを施した鋼材を製品に使用した初の自動車メーカーとなった。さらに新年度を前にした同年7月31日、ポルシェAGは「VW-Porsche-Vertriebsgesellschaft mbH」（VW ポルシェ販売会社）を吸収合併した。
1975年8月、タイプ917/30スパイダーに乗ったマーク・ダナヒューが、アメリカのタラデガ・スーパースピードウェイで、1周あたりの平均速度355.86km/hを叩き出し、世界記録を樹立した。同年、フォルクスワーゲンとポルシェが共同で進めてきた、タイプ914の後継モデルの開発が中止を余儀なくされたことで、ポルシェはフロントエンジン・スポーツカーの発売を決断する。このスポーツカーはタイプ924と名付けられ、生産の準備に入った。タイプ914から受け継がれたリトラクタブル・ヘッドライトを備えるフラットなノーズと水冷4気筒エンジンを搭載したタイプ924は、部品とエンジンを他のモデルと徹底的に共有化したことにより、車両本体価格23,240マルクで販売された。
さらに幅広いプライベート・チームのオーナーにレーシングカーを販売するためのプロジェクトを展開したことで、ワークス・チームによる参戦がなかったにもかかわらず、ポルシェはこのシーズンも変わらず、モータースポーツの舞台で好成績を残した。
1976年初頭より、モデルレンジに加わったタイプ924の組み立てがアウディのネッカーズルム工場に委託された。世界各国から多くの購入希望が寄せられたため、7月まで一日あたりの生産台数は80台に引き上げられ、年度末の時点で売上高全体の48 ％を、このモデルの販売が占める結果になった。最終的に924Sの生産が終了する1988年までの間に、タイプ924は150,684台生産された。
さらに1976年、ポルシェはFIAのグループ4、グループ5、グループ6の規程に合わせて、それぞれレーシングモデルのタイプ934、タイプ935、タイプ936を投入し、多くの勝利を掴んでいった。この絶頂期を迎えたところでポルシェはワークスチームによるモータースポーツ活動を縮小し、今後の活動をプライベートチームへの技術的サポートに制限することにした。しかしこうしたプライベートチームによって出場した多くのポルシェが、さまざまなワークスチームよりも先にフィニッシュラインを通過した。1976年11月6日、ポルシェAG監査役会は取締役会会長のエルンスト・フールマンを最高経営責任者に選任した。

### モータースポーツでのさらなる躍進（1980年代）

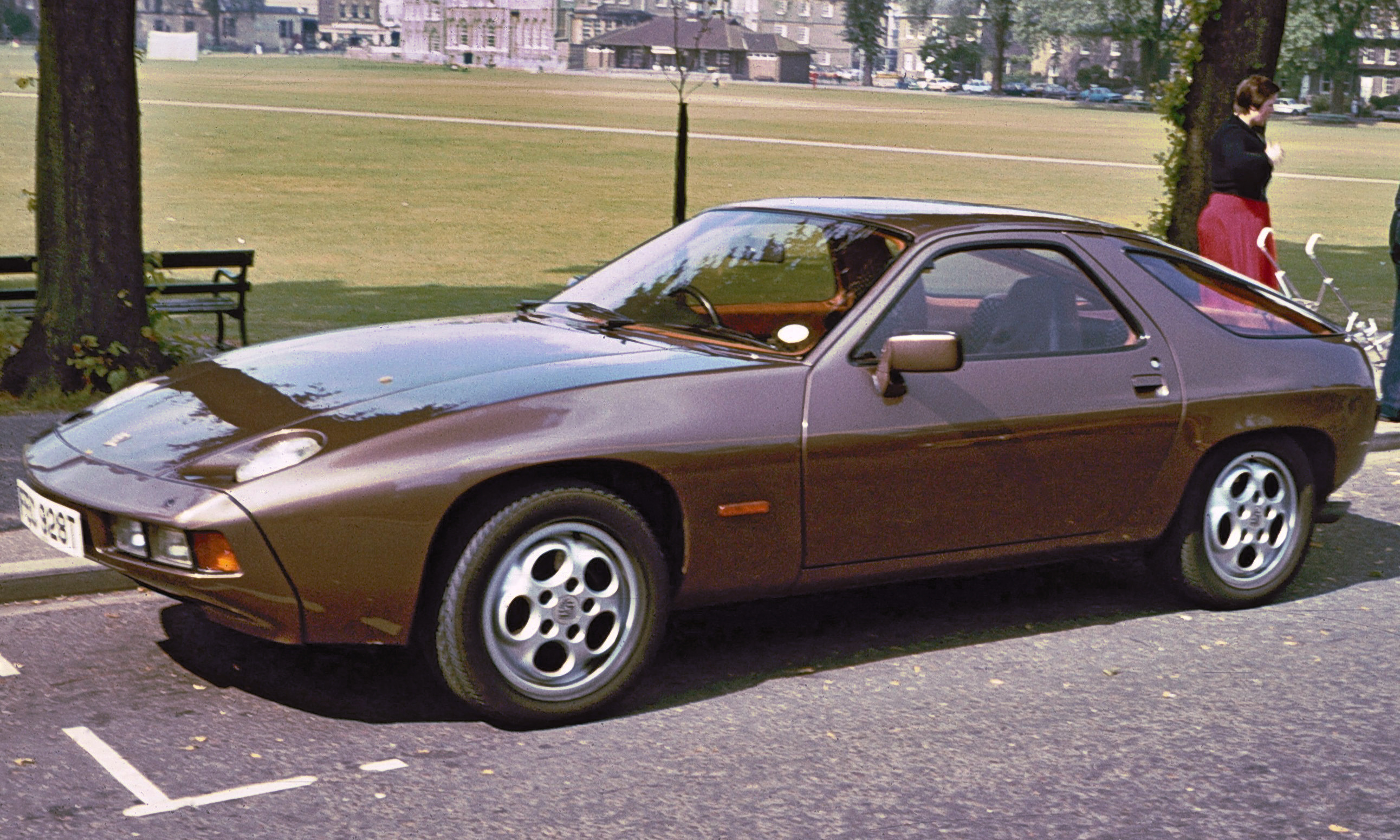
タイプ928

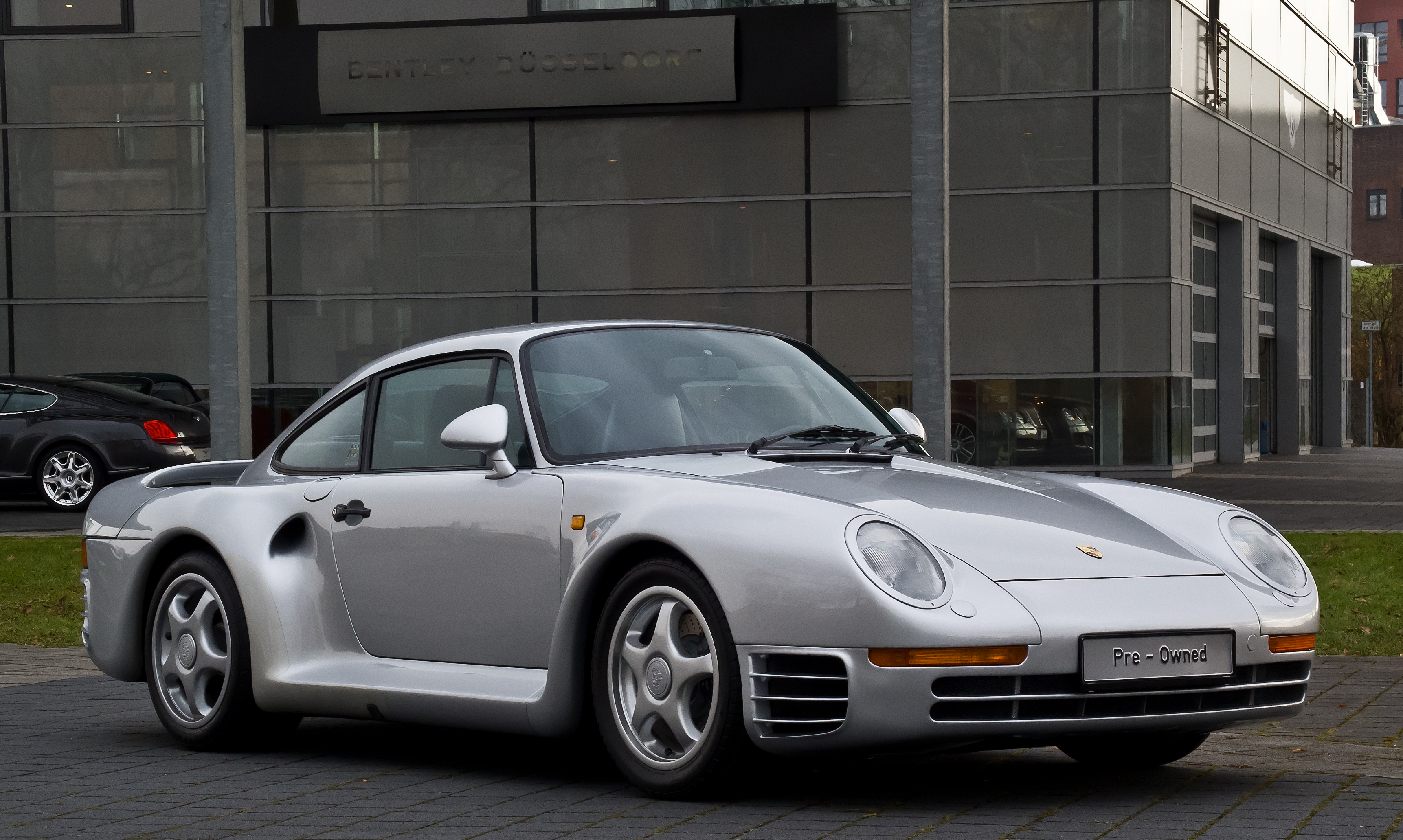
タイプ959

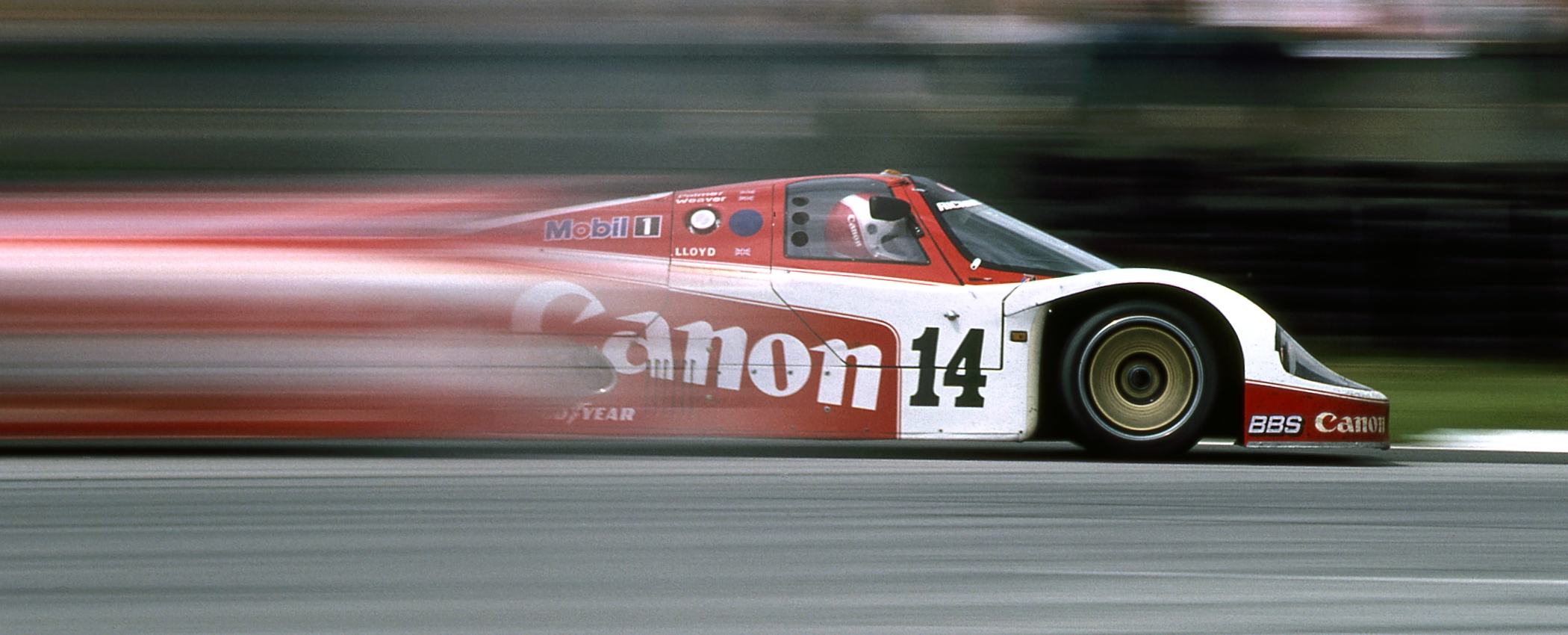
1985年のル・マン24時間レース、 ジョナサン・パーマー/ジェームス・ウィーバー/リチャード・ロイド組によって準優勝したタイプ956GTi

1977年、この年の春にポルシェはラグジュアリーハイパフォーマンススポーツカー、タイプ928を発表した。アルミニウム合金製のV8エンジンを搭載したと同時に、アルミニウム製のサスペンションとトーインを補正する機能を備えた「ヴァイザッハ・アクスル」をリアに用い、独特のスタイリングでデザインされた928は、チーフデザイナーのアナトール・ラピーン主導のもとで開発され、ポルシェを新たな方向へと導いた。
根強い人気を誇るタイプ911の「Lシリーズ」（初代911最終型）は1977年夏から2モデルに限って販売されるようになった。これにより、唯一の自然吸気エンジン搭載モデルとなったのがタイプ911SCであった。911SCはSuper Carreraの名の通り、これまでのカレラに代わって登場したタイプで、ここからタイプ911はターボのみならずベースグレードまでもが初代911から2代目930型へとモデルチェンジした。
1978年10月、女子テニスのポルシェ・テニス・グランプリが、シュトゥットガルト近郊のフィルダーシュタットで初めて開催された。
1980年10月には、第8回「実験的セーフティカーに関する国際会議」が開かれ、ポルシェAGは「P.E.S」と名付けられた試作モデル、タイプ960を展示した。この試作モデルは928と似た外観で、フロントセクション全体の素材にアルミニウムを採用していた。
1981年に向けて、ポルシェは車両の錆び保証期間を7年間に延長した。この保証は亜鉛コートが施された鋼板を用いたすべての車両のボディに適用された。
1981年1月1日、エルンスト・フールマンに代わり、ドイツ系アメリカ人のペーター・W・シュッツがポルシェAGの最高経営責任者に就任した。
同年9月、ポルシェはフランクフルト・モーターショーでタイプ944の生産型モデルを初公開した。最高出力163 PSの4気筒エンジンを搭載した944は、タイプ924とタイプ911SCの間に位置づけられた一台であった。この4気筒エンジンを搭載したスポーツカーは1991年の生産終了までの間に、163,302台が生産された。
1981年に開発されたポルシェによる航空機用エンジン、PFM3200は、タイプ911に搭載されている水平対向6気筒エンジンをベースに開発されたもので、低燃費と低騒音、シンプルな制御システムが特徴であった。
1982年、タイプ356で人気を博しながらもタイプ911に移行してから長らく実装されていなかったオープンタイプの911 SCカブリオレ（930型）が、3月のジュネーブ・モーターショーでワールドプレミアされた。同年のル・マン24時間レースでは、モノコックシャシーを初めて採用し、グランドエフェクト効果を意識して設計されたレーシングカー、タイプ956が早速1位から3位を独占し、その性能の高さを見せつけた。
1982年秋には、世界初の独立したエミッション試験施設として「環境保護測定センター」（MZU）がヴァイザッハに開設された。また、ヴァイザッハで開発された「ポルシェ・ドッペルクップルング」（PDK）は、パワーの流れを途切れさせずにシフトチェンジできるシステムであり、このトランスミッションがタイプ956へ試験的に装備されたのは、1983年のことであった。
1983年、この年のフランクフルト・モーターショーで、ポルシェはきわめて特殊なハイパフォーマンスカーのプロトタイプ「Gruppe B」を公開した。この車両は当時としては画期的な四輪駆動システムとターボエンジンを搭載し、その名の通り当時ラリーのトップカテゴリーであった“グループB”に認証されていた（しかしそのわずか3年後グループBは消滅した）。同年のニュルブルクリンク1,000 kmレースでは、タイプ956で出場したステファン・ベロフが予選中に200 km/h以上の平均速度をマーク。サーキットのコースレコードを樹立し、この記録はその後35年間破られることのない偉業となった。
同じく1983年、イギリスのレーシング・チーム、マクラーレンインターナショナルからの委託で開発した「TAGポルシェ」ターボエンジンが、マクラーレンのF1レーシングカー、MP4/1Cに搭載されて1983年夏に初登場した。TAGポルシェエンジンは、登場から1985年にかけて他を圧倒するパワーユニットとして活躍し、F1通算25勝、3度のワールドチャンピオンを獲得した。なかでも1984年は、TAGポルシェエンジンを搭載したマクラーレン・MP4/2によって全16戦中12勝を挙げ、ニキ・ラウダとアラン・プロストがドライバーズランキングでも1、2位を占めるなど無敵とも言える強さでそのシーズンを締め括っている。
1983年夏の終盤、ポルシェ911の誕生20周年を祝い、911カレラ（930型）が911 SCの後継モデルとして復活した。1984年、市販のタイプ911（930型）に4WDシステムを搭載したロスマンズカラーのプロトタイプカー、タイプ953が、パリ・ダカールラリーを制覇した。また同じく1984年の世界ラリー選手権に参加すべくグループBのホモロゲーションを取得するため、911SC RS（930型）を投入、新たにタイプ954のナンバーを与えられた。また同年には、75歳を迎えたフェリー・ポルシェのために、当時としては画期的なプロジェクター・ヘッドランプなどを備えたタイプ928の特別車、タイプ942が製作された。
1985年、フランクフルト・モーターショーでは、最先端の技術を搭載し“世界最速の市販モデル”と謳われたタイプ959のデビューが、ポルシェの持つ技術力の強みを改めて証明した。959は開発プログラムの一環として同年のファラオラリーに参戦し圧倒的な力で優勝、翌年のパリ・ダカールラリーも制覇した。さらにタイプ959のシャシーを流用したタイプ961は、同じく1986年のル・マン24時間レースでクラス優勝を果たした。
1986年、エアロダイナミクス研究実験センターがヴァイザッハに開設された。これによって、ポルシェ研究開発センターではこの施設に導入されている、世界の自動車業界の中で最高の性能を備えたウインドトンネルを利用できるようになった。
また同年には環境に優しいワンメイクシリーズとして、「ポルシェ944ターボカップ」が始まった。このシリーズは、クローズドループ制御の三元触媒コンバータを標準装備した同一の車両によって争われた。
1987年、ヴァイザッハではポルシェ研究開発センターが拡張され、制御・監視装置を備えた最新の衝突安全試験施設が設けられた。さらにフランクフルト・モーターショーでは、356から復刻されたオープンタイプの911カレラ スピードスター（930型）が来場者を魅了した。また同年のル・マン24時間レースでは、タイプ962Cでポルシェは７回連続、12回目の総合優勝という偉業を成し遂げた。なお、ポルシェAGでは最高経営責任者を務めてきたペーター・W・シュッツが同年12月31日付で退任した。監査役会によって、後任には副経営責任者のハインツ・ブラニツキーが選任された。

### 経営難直面とそこからの再建（1990年代）

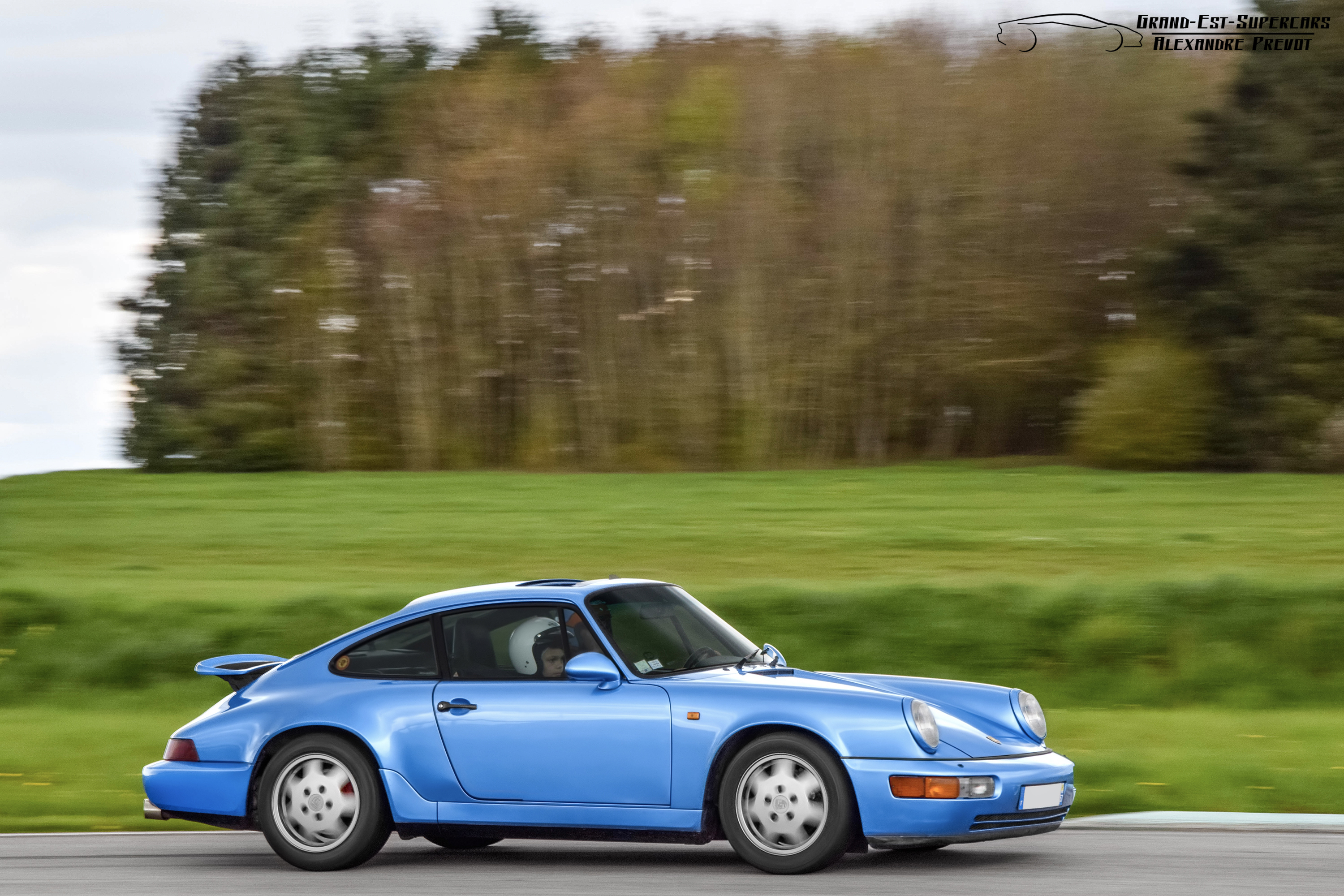
タイプ911（964型）カレラ2

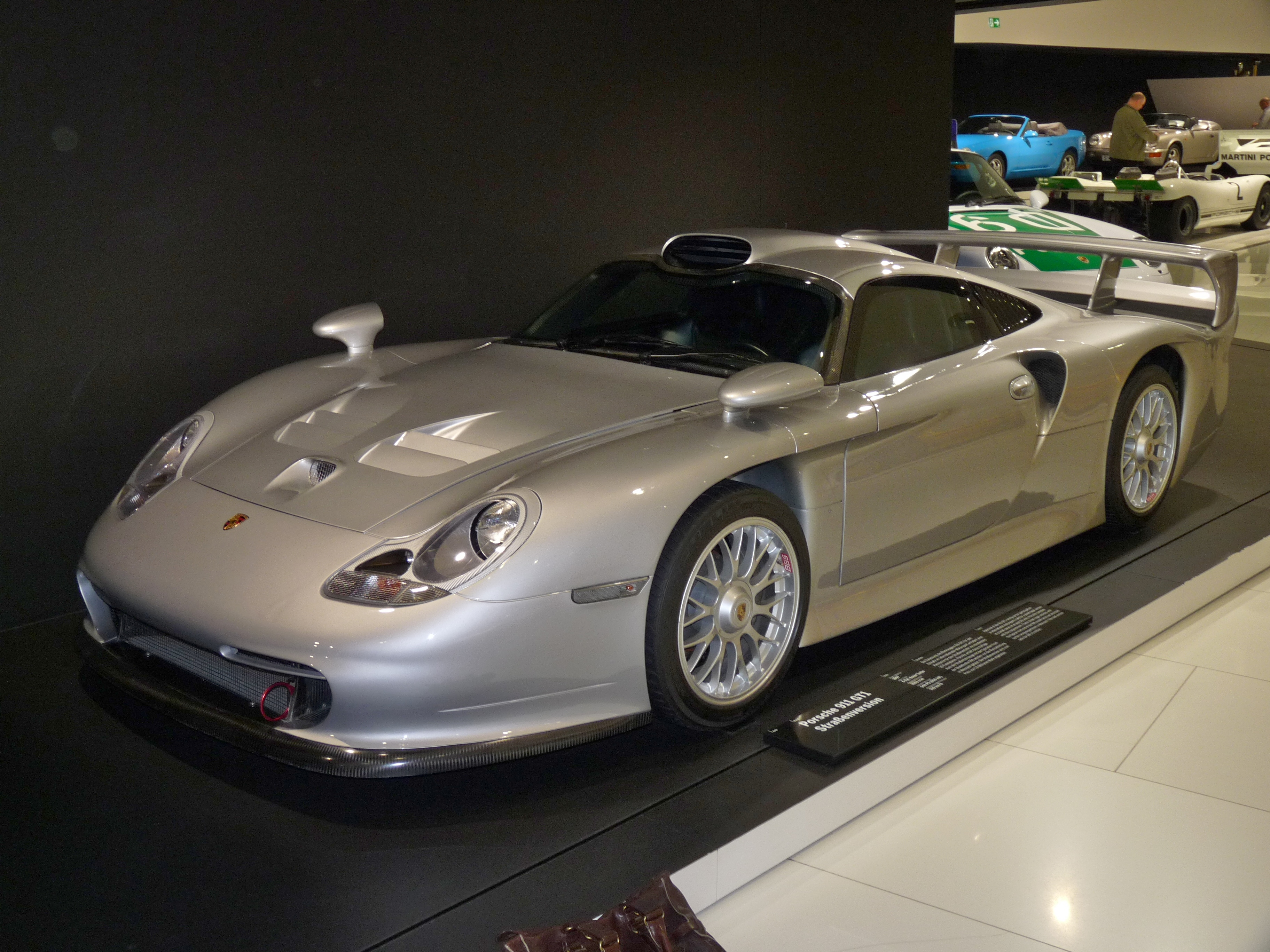
タイプ911 GT1（ストリートバージョン）

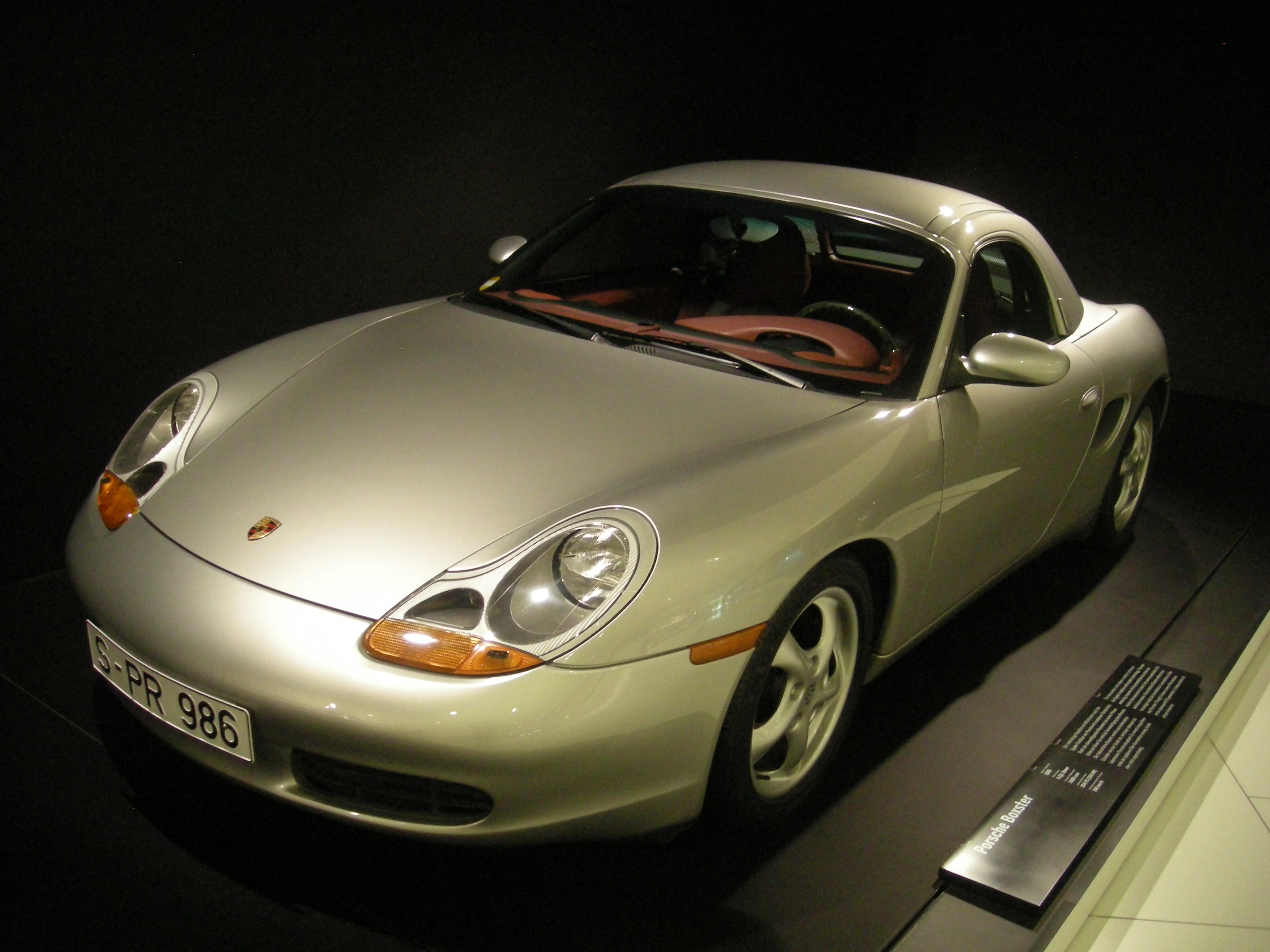
タイプ986/初代ボクスター

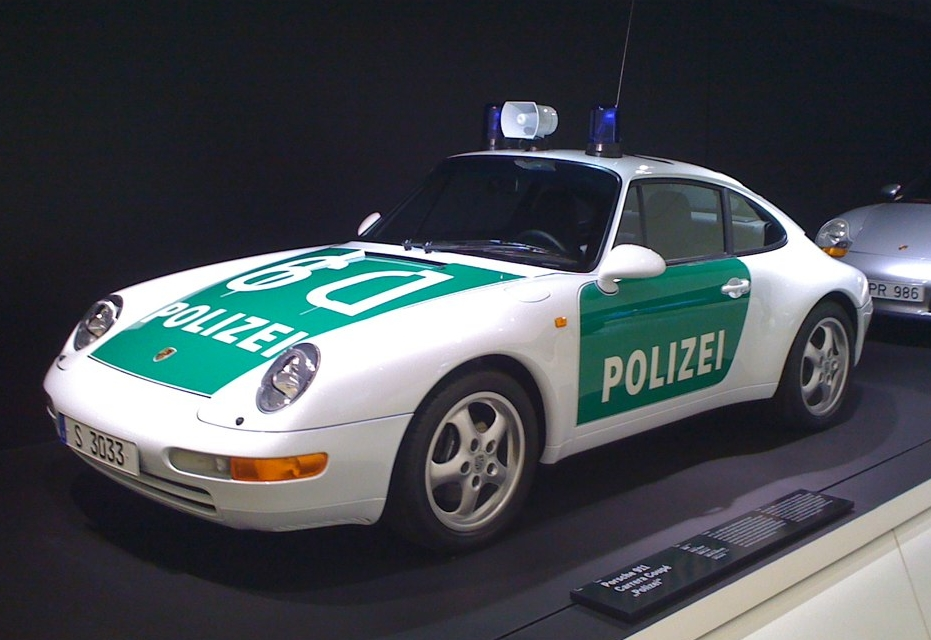
通算100万台目のポルシェを記念して本社のあるバーデン・ヴュルテンベルク州警察に寄贈されたタイプ911（993型）カレラ

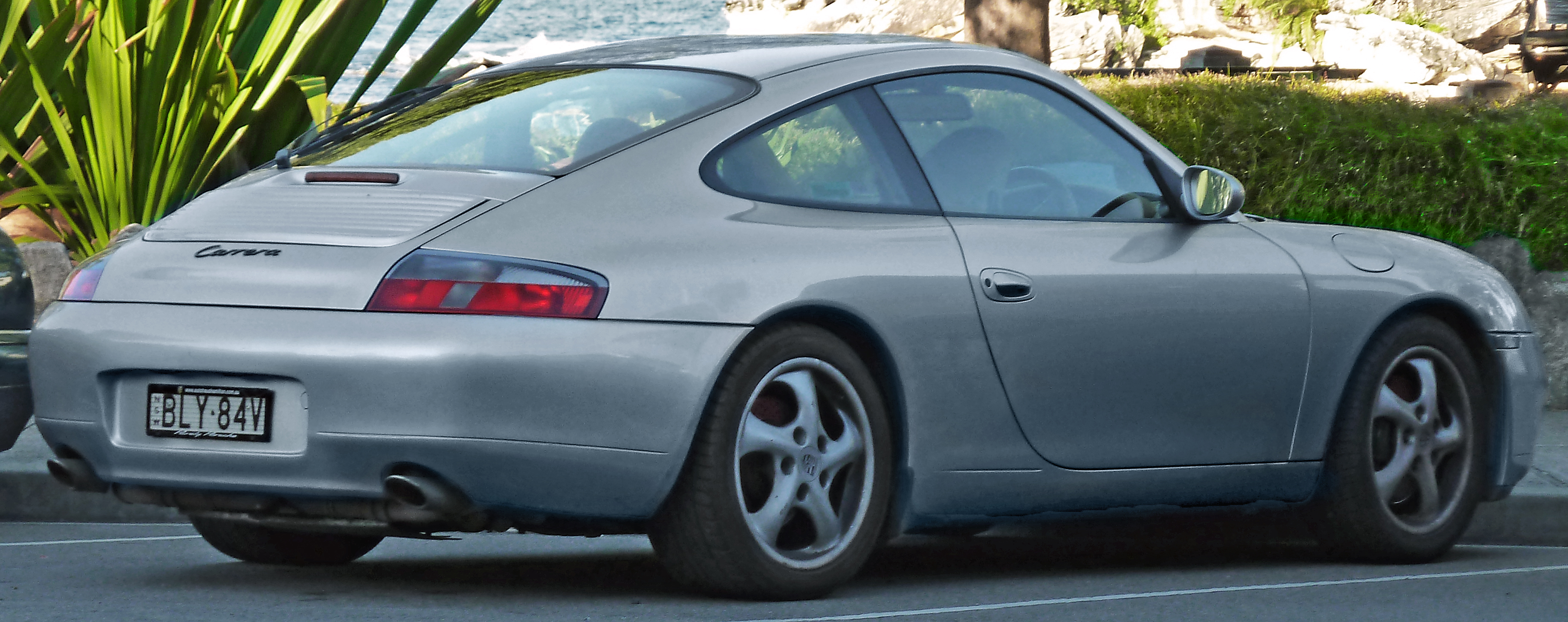
タイプ911（996型）カレラ

1988年、アメリカのCARTシリーズ参戦のために開発されたタイプ2708がデビュー。アルミニウムとプラスチックを素材としたモノコックボディを用いたまったく新しい設計で作られていた。同年8月25日にはツッフェンハウゼン本社工場で、タイプ911（930型）とタイプ928のボディをひとつのラインで組み立てる新しいボディ組み立てプラントが稼働を始めた。
1988年11月、タイプ911のデビュー25周年を記念し、4WDシステム搭載モデルの911カレラ4が導入された。ポルシェAG社内では「964」と呼ばれていた。樹脂製のノーズとリアエンドによるエアロダイナミクスを最適化したボディや、新開発の3.6リッターエンジンなど、先代の雰囲気を残しながらも内容は一新された。
1989年、年明けにオープントップモデルのタイプ944 S2カブリオレの生産が始まると、このモデルの組み立てはハイルブロン近郊のヴァインスベルクに工場を構えている、アメリカン・サンルーフ・コーポレーション（ASC）に委託された。同年のフランクフルト・モーターショーでは、フェリー・ポルシェの80回目の誕生日を祝して製作した試作ロードスターモデル、「パナメリカーナ」が、ヴァイザッハのデザイナーたちによって出展された。
1989年7月には930型最終シリーズの911カレラと911ターボの生産が終了し、ひとつの時代が幕を閉じた。これらの後継モデルが911カレラ2（964型）であった。同年11月にはオートマチックとマニュアル操作の両方でギアチェンジできるトランスミッション、「ティプトロニック」の供給が始まった。
1990年、年次株主総会に続いて開かれた監査役会で、フェリー・ポルシェが監査役会名誉会長に就任した。同年3月10日にはアルノ・ボーンが最高経営責任者（CEO）に選ばれた。
春には委託契約によるメルセデス・ベンツ 500Eの組み立てが始められた。ツッフェンハウゼンの旧ボディ組み立てプラントからは1995年4月までに、速さに優れたメルセデスのツーリングセダン10,479台が、メルセデス・ベンツAGに供給された。
また1990年4月1日には、ベルギーのゾルダー・サーキットで、「ポルシェ944ターボカップ」の後を受けて開設されたワンメイクシリーズ、「ポルシェ・カレラカップ」が開幕した。
1991年夏、ポルシェは世界で初めて、運転席および助手席用エアバッグをすべてのモデルに標準装備させた。また、塗装は環境に優しい水性ペイント仕上げを採用したことも画期的な出来事であった。またタイプ944の後継モデル、タイプ968のクーペとカブリオレが、この夏の終盤に発売された。このモデルには4気筒エンジンが搭載され、パワートレインにトランスアクスル方式が採用され、1995年の生産終了までの間に計12,776台が生産された。
さらに1991年には、ポルシェの開発したF1用3.5リッターV型12気筒エンジンのタイプ3512が、フットワーク・アロウズレーシングチームへ独占的に供給された。
1992年、世界的な経済情勢の悪化により販売台数は減少した。「リーンマネージメント」と呼ばれる、組織と生産のための新たな手法が導入されたほか、従業員すべてを対象とした「ポルシェインプルーブメントプロセス」（PVP）が策定され、ポルシェの潜在能力と生産性を大きく高めた。また競争力を高めるための社内の再編と並行して、モデルレンジの持続可能な拡張も始まった。9月30日付で最高経営責任者（CEO）を退任するアルノ・ボーンの後任として、ヴェンデリン・ヴィーデキングが取締役会スポークスマンに選任され、1年後にポルシェAG取締役会会長に就任した。ヴィデーキングは日本人（主にトヨタ自動車から）を管理者として招き入れることでポルシェ社員に効率性を学ばせ、経営状態の好転に導いた。
1993年、この年のデトロイト・モーターショーではコンセプトモデルの「ボクスター」が発表された。このモデルの外観は伝説のレーシングカー、タイプ550をヒントに、ハーム・ラガーイ率いるデザインチームによってデザインされたものであった。この年にはアウディとポルシェが共同で高性能スポーツワゴン、アウディ・アバントRS2の開発も行った。10月にはツッフェンハウゼン本社工場で、メルセデス・ベンツE500と並行する形でこのモデルの生産が始まった。
また同年のフランクフルト・モーターショーでは、ポルシェ911の進化が新たな段階を迎えたことが世界に向けて明らかにされた。この時に初公開されたポルシェ911カレラ（993型）は、ノーズの低い調和の取れたボディのスタイリングが特徴的であった。同年度中に、FIAのグループGT2のホモロゲーションを取得するために、ハイエンドモデルのタイプ911 GT2（993型）が初めて開発された。
1994年8月にはポルシェAGの100％子会社、「Porsche Consulting GmbH」（ポルシェ・コンサルティング有限会社）が設立された。同年秋には、ポルシェAGはライフスタイル製品のコレクション、「セレクション」の販売を開始した。
1995年、ステアリング・ホイールにふたつのシフトスイッチを組み込んだオートマチックトランスミッション、「ティプトロニックS」が911カレラ（993型）に用意されることになった。これによって「ポルシェのドライブフィーリング」にまったく新たな次元が広がった。
1995年春、ポルシェAGはポルシェをさらに個性豊かな一台にするためのレトロフィットアクセサリーのプログラム、「テクイップメント」を導入した。
3月にはジュネーブ・モーターショーで初公開された911ターボ（993型）には、エミッション制御システムを監視するためのオン・ボード・ダイアグノーシス（OBD ll）が搭載された。911ターボのエンジンはこのOBD llによって、プロダクションモデルに搭載されるものとしては、世界で最もエミッション排出量の少ないパワーユニットとなった。
1995年末には4気筒モデルのタイプ968と、8気筒モデルのタイプ928の生産が終了した。同年9月に開かれたフランクフルト・モーターショーでポルシェAGは、世界各地を舞台にした冒険や体験のツアーを提供する「ポルシェ トラベルクラブ」について発表した。
1996年6月、ル・マン24時間耐久レースでタイプ911 GT1がデビューした。このレーシングカーはGT1クラスでワンツーフィニッシュ、総合順位でも2、3位に入賞した。総合優勝はヨースト・レーシングから出場したWSC95であった。
同年7月15日、通算100万台目のポルシェがツッフェンハウゼン本社工場の組み立てラインから送り出された。この911カレラ（993型）はポルシェが本社を構えるバーデン・ヴュルテンベルク州警察の、高速道路交通警察隊に寄贈された。
1996年9月にはボクスター（タイプ986）が導入され、スポーツカーの設計に新たな基準を確立した。3桁タイプ・ナンバーの伝統が受け継がれつつも新しい命名法で登場した待望のミッドシップモデルは、世界各国のメディアやポルシェ正規販売店関係者、インポーター、ポルシェの顧客から熱狂的な歓迎を受け、導入前にもかかわらず、この新しい2シーターモデルに寄せられた予約注文の数は10,000件を上回った。
同年10月にはポルシェAGの新しい100％子会社、「Porsche Engineering Services GmbH」（PES GmbH、ポルシェ・エンジニアリング・サービス有限会社）が設立され、ビーティッヒハイム＝ビッシンゲンに本社が置かれた 。正規の資格を持った約120人のエンジニアは、主にヴァイザッハのポルシェ研究開発センターが受注した委託業務のサポートを業務としていた。
1997年、ボクスターに対する需要がすべての予想をはるかに上回ったことを受け、ポルシェではこのモデルの増産に踏み切った。これにより9月には、フィンランド・ウーシカウプンキに本社を構えるヴァルメト・オートモーティブ社でも、ボクスターの組み立てが始まった。2004年に世代交代するまでの間に、ポルシェAG社内でタイプ986と呼ばれた初代ボクスターがフィンランドで生産された数は、109,213台にのぼった。
見事な成果を残したボクスターの導入から1年後のフランクフルト・モーターショーで、「エボリューション911」のテーマのもと、ニュー911カレラ（996型）が初公開された。この911カレラはまったく新しく開発されたモデルで、4バルブヘッドの水冷式水平対向6気筒エンジンが911として初めて搭載された。
1998年、世界各国のポルシェの主要市場すべてにポルシェ自らによる直接サポート体制を提供するという国際的な戦略に則り、ポルシェの100 ％子会社、「ポルシェ・ジャパン」が1月から営業を始めた。
同年3月27日にはフェリー・ポルシェがツエル・アム・ゼーで亡くなった。享年88歳であった。この年の夏の初めに生産が始まった911カレラカブリオレ（996型）は、オープントップモデルとしては世界初の、専用設計によるエアバッグが装備された。
1999年、911カレラRS（993型）の後継モデル、911GT3（996型）がジュネーブ・モーターショーで初公開された。ニッチ市場をターゲットにしたスポーツモデルの911 GT3（996型）は、ドライサンプ潤滑システムを採用していた。
同年9月には、フランクフルト・モーターショーで初公開されたティプトロニックS仕様車の911ターボ（996型）によって、オートマチックトランスミッションを好む顧客でも、ターボエンジンのパフォーマンスを存分に体験できる時代が到来した。これと同時に、市販車として初めてとなるセラミック・ブレーキ「ポルシェ・セラミックコンポジット・ブレーキ」（PCCB）の導入も正式に発表された。

### スポーツクーペ専業からの脱却（2000年代）

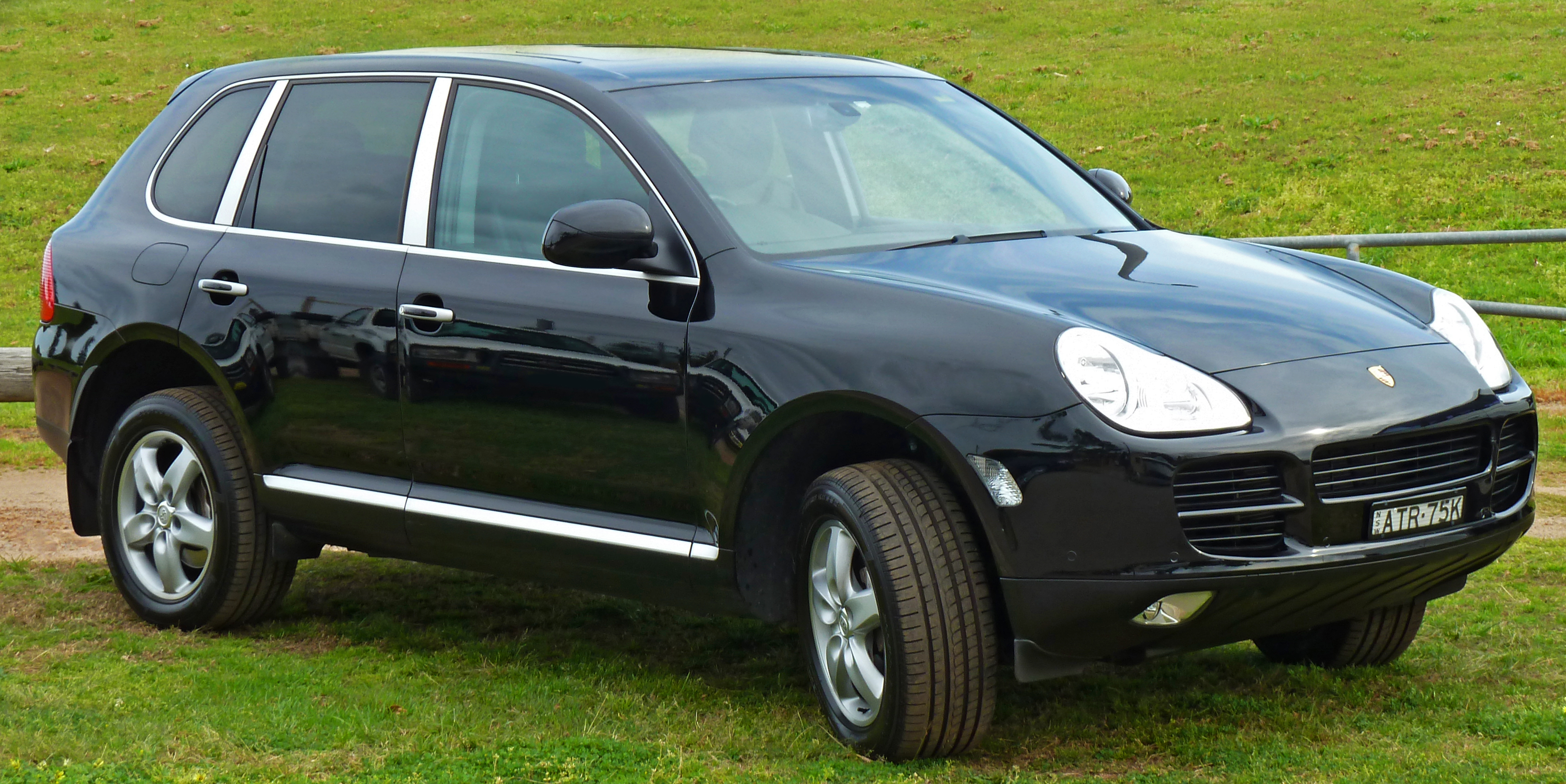
タイプ955（初代カイエン）

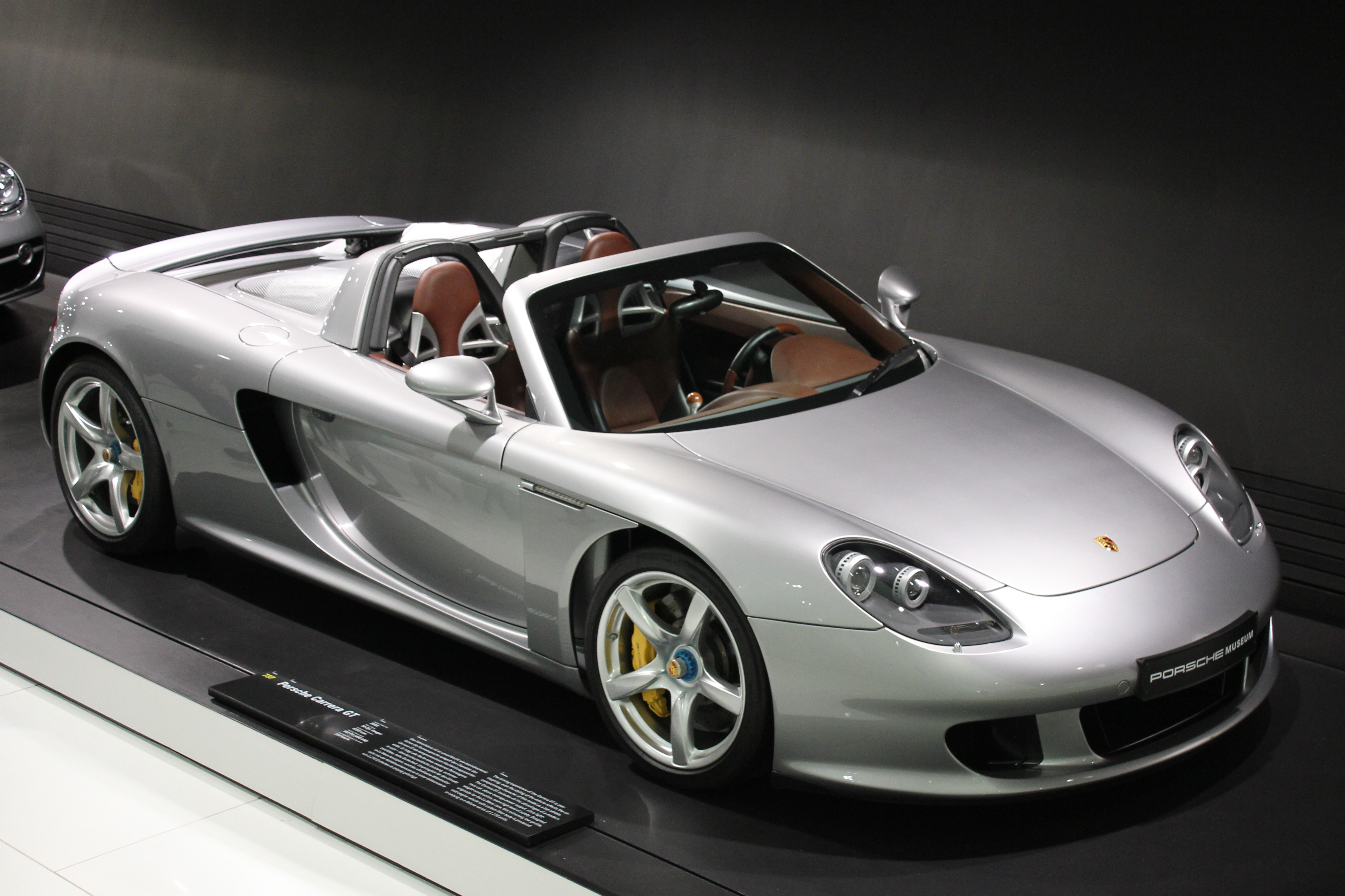
タイプ980（カレラGT）

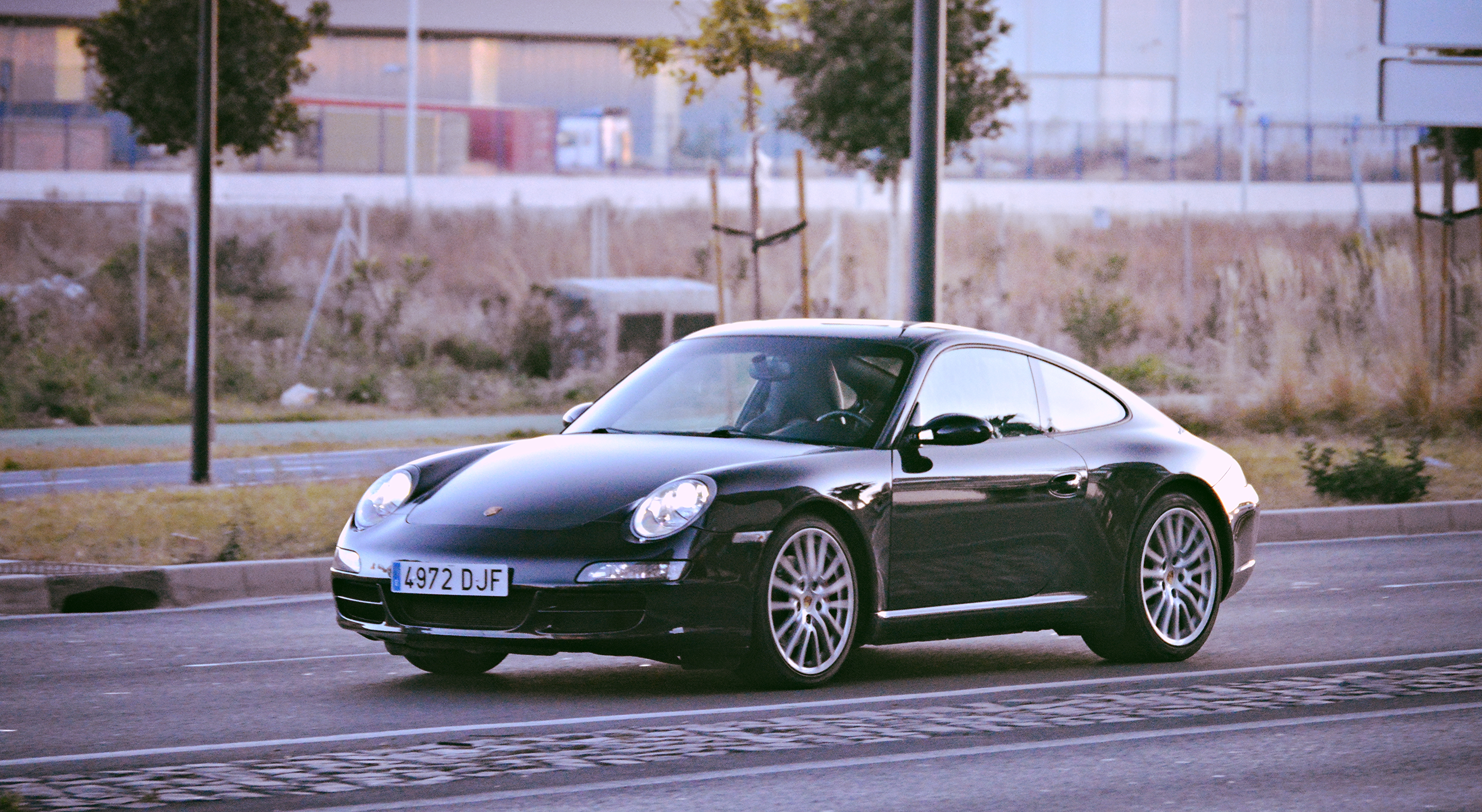
タイプ911（997型）カレラS

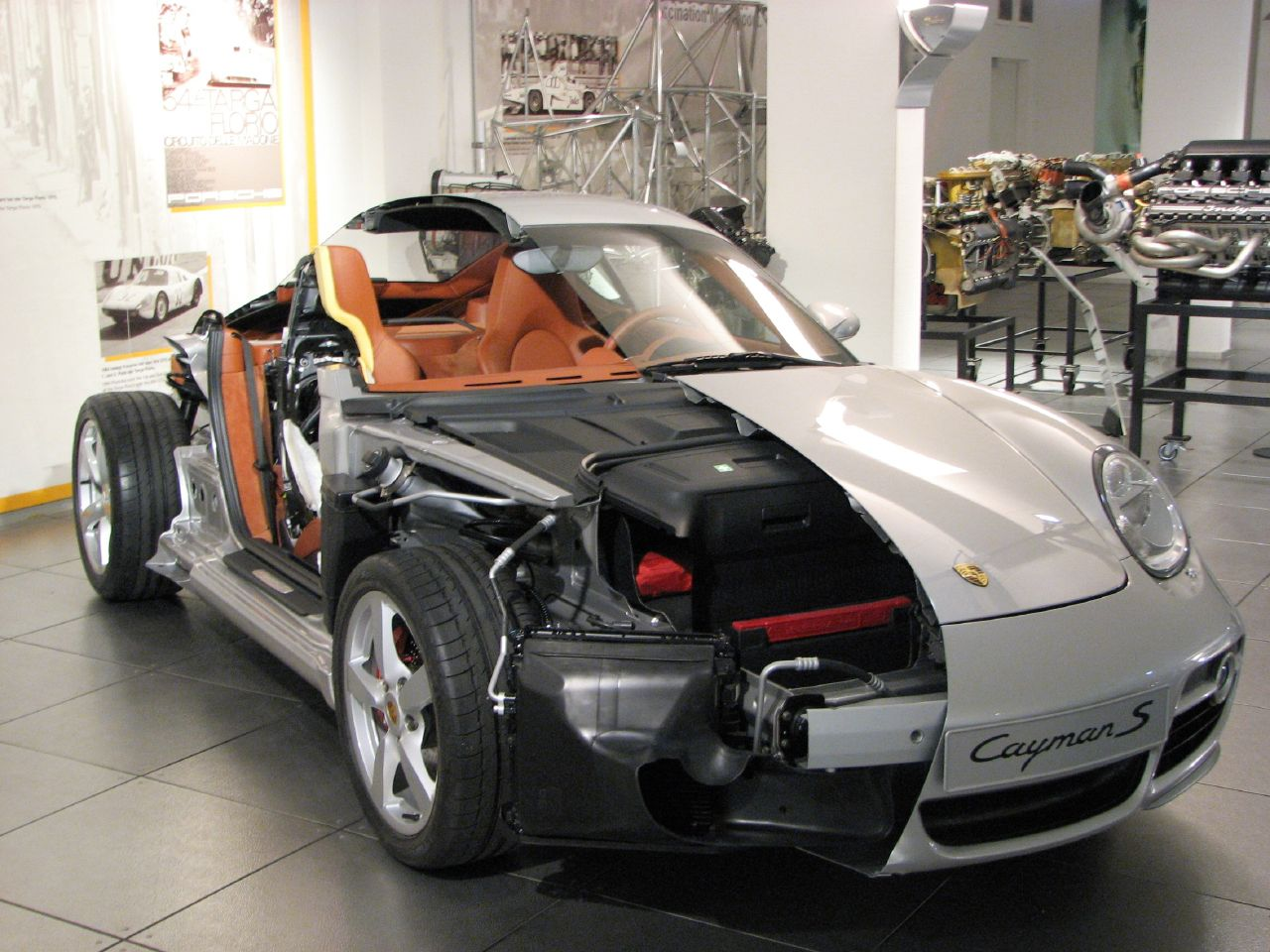
タイプ787（初代ケイマン）の断面模型

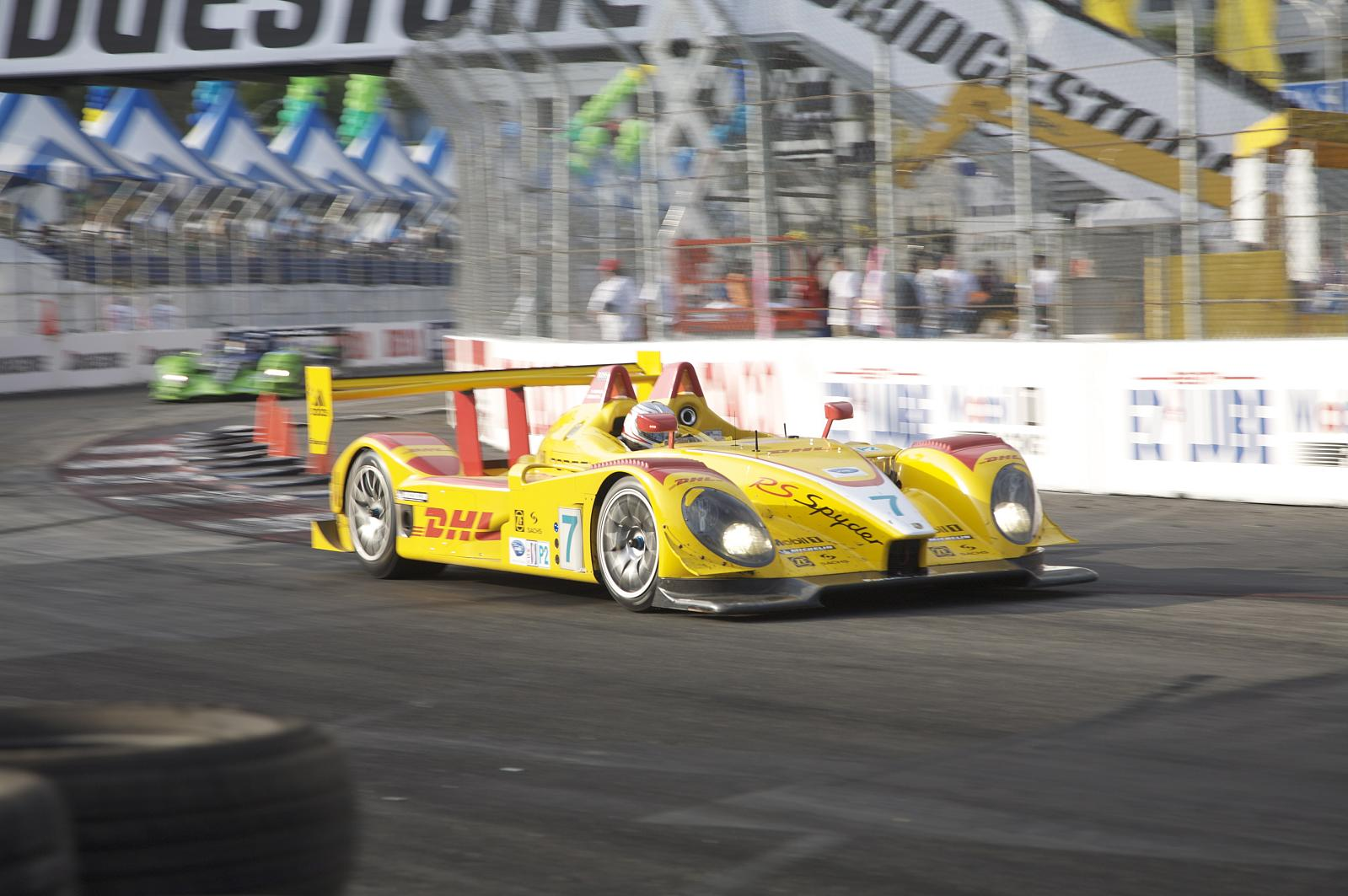
2008年のALMSロング・ビーチ、ティモ・ベルンハルト/ロマン・デュマ組によって4位でフィニッシュしたタイプ9R6（RSスパイダー）

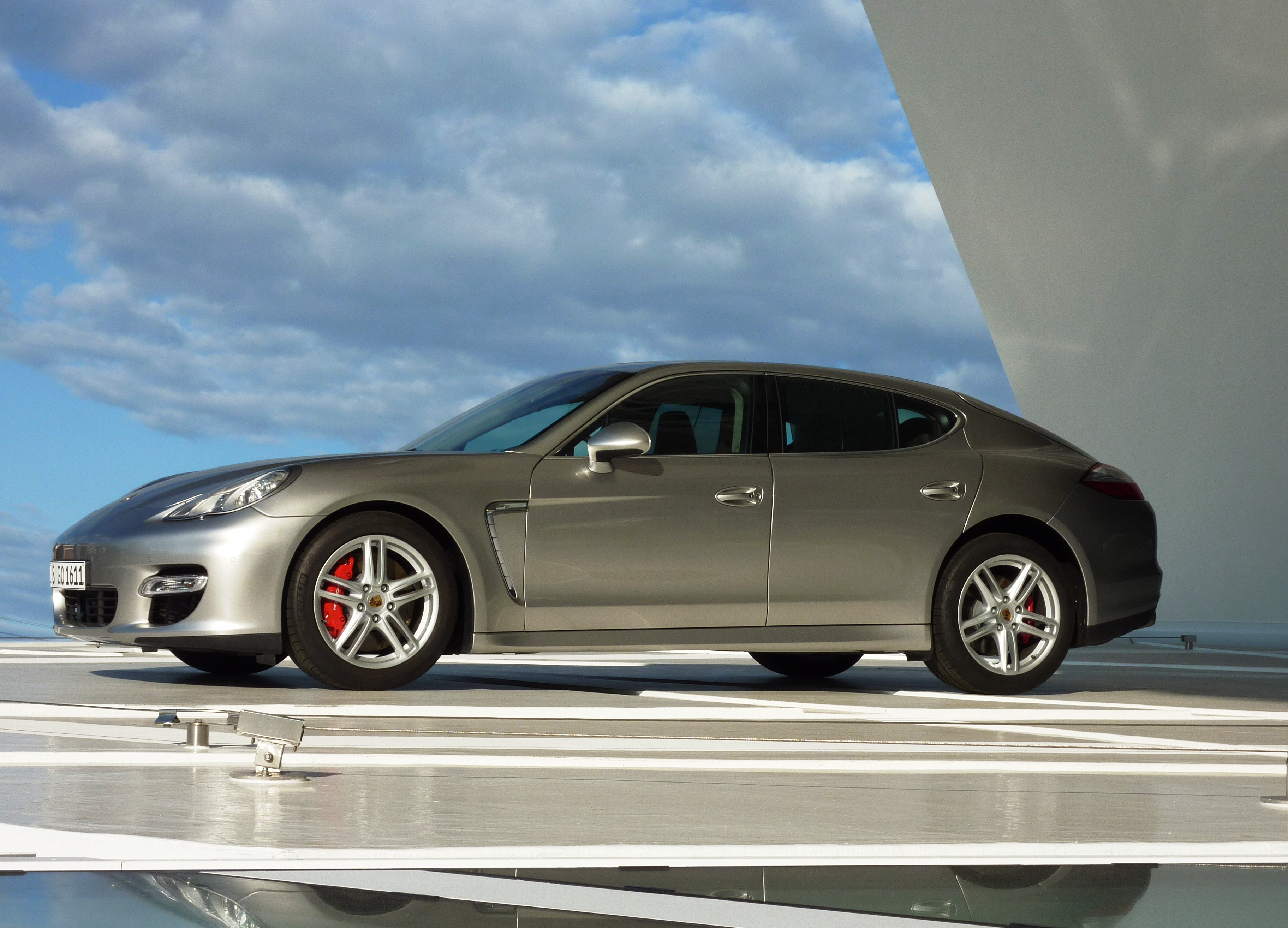
タイプ970（初代パナメーラ）

2000年2月7日、新しく建設されるポルシェ・ライプツィヒ工場の着工式が新工場の敷地内で行われた。この新工場で2002年から5シーターのスポーツ・ユーティリティ・ビークル（SUV）の生産を行う計画は、これによって一歩前進した。
2000年10月19日、ポルシェ初の直営正規販売店、ポルシェセンター・シュトゥットガルトがツッフェンハウゼンでオープンした。2001年、ポルシェAGの100 ％子会社、「Porsche Engineering Group GmbH」（PEG、ポルシェ・エンジニアリング・グループ）が8月1日から営業を始めた。PEGは外部の企業を顧客とした委託開発サービスの販売と管理をその事業とした。さらに中国の首都、北京にポルシェの正規販売店、「ポルシェセンター・北京」がオープンし、ポルシェAGは新たな大規模市場に参入した。この販売店は「ポルシェセンター・香港」とともに、中国市場で今後販売活動を展開するための、第2の拠点となった。
2002年2月には、韓国からニュージーランドの幅広い地域で事業を展開するポルシェのインポーターを支援する目的で、「ポルシェ・アジア・パシフィック」がシンガポールに設立された。同じ趣旨で設立された「ポルシェ・ミドルイースト」と「ポルシェ・ラテンアメリカ」は37のインポーターをサポートする事業を始めた。これにより世界各地に設けられたポルシェの販売拠点は、独立経営のインポーター25社を含め、550となった。
2002年10月には、オフロード走破性を備えたポルシェのSUV、「カイエン」（タイプ955）がパリ・モーターショーでワールドプレミアされた。ポルシェは創業以来2人乗りもしくは小さな後部座席を備えるスポーツクーペを専門にしていたが、クーペという限られた市場だけに依存した経営から脱却するために人気の高いSUV市場への参入を画策、ポルシェが開発作業を主導する形でフォルクスワーゲンと共同開発した。この開発に際して注目された技術は、従来のビスカスカップリングによるマルチプレートクラッチに代わり導入された、電子制御による「ポルシェ・トラクション・マネージメントシステム」（PTM）であった。
2003年3月、ジュネーブでカレラGT（タイプ980）がワールドプレミアを行った。このハイパフォーマンススポーツカーはポルシェのライプツィヒ工場で限定生産され、自然吸気式V型10気筒エンジンは、ツッフェンハウゼン工場のエンジン生産部門から送られた。また新たに誕生したタイプ911（996型）GT3 RSは、一般公道での走行も認められた、サーキットでレースに出場する際のベース車両として用意されたモデルであり、それをさらにアップグレードしたタイプ911 （GT3）RSRはモータースポーツで大きな活躍を見せることになる。
2004年7月16日、ポルシェAG社内で「997」と名付けられた6代目のタイプ911が、ドイツ国内85店舗のポルシェセンターで一斉に公開された。この新型スポーツカーの開発に際して、シャシー性能も見直しが加えられ、「ポルシェ・アクティブ・サスペンション・マネジメント」（PASM）が開発された。同年のパリモーターショーでは、2代目ニューボクスター（タイプ987）が発表された。
2005年1月、カイエンに搭載されるV型8気筒エンジンが、ツッフェンハウゼン工場の広さ9,000 平方メートルにもなる新しいエンジンプラントから供給されるようになった。同年1月28日の年次株主総会では、フェルディナンド・アレクサンダー・ポルシェ（F.A.ポルシェ）が監査役会名誉会長に就任することが認められ、その後任としてF.A.ポルシェの息子、フェルディナント・オリバー・ポルシェが選任された。
2005年のフランクフルト・モーターショーの主役は「ケイマン」（タイプ987）であった。このモデルはボクスターと911の間に位置づけられ、ミッドシップスポーツカーを熱狂的に愛するドライバーをターゲットとしていた。ボクスターと共通のベースであるため、タイプナンバーも同一となった。さらに同年8月には監査役会と取締役会で、ポルシェ第4のモデルレンジの開発と生産が決定した。それが、カレラと同じくカレラ・パナメリカーナ・メヒコの名称が冠された4ドアクーペモデルの「パナメーラ」（タイプ970）であった。市場への導入予定は2009年となった。
2005年9月には、ポルシェがフォルクスワーゲンAGの20%株式を取得したことが発表された。ポルシェの戦略的目標は、開発パートナーとしてフォルクスワーゲンを傘下におさめることによって、将来に向けた計画の長期的な実現性を確保することにあった。
同年秋になるとポルシェは新しく開発されたスポーツプロトタイプカー、RSスパイダー（タイプ9R6）でアメリカン・ル・マン・シリーズ（ALMS）に参戦、デビューレースとなったラグナ・セカ（アメリカ・カリフォルニア州）ではコースレコードを更新してクラス優勝を飾った。その後2011年に廃止されるまで、ALMSを中心に数多くのレースで優秀な成績を収めた。
2006年2月28日、ジュネーブ・モーターショーで初公開された新型の911ターボ（997型）は、可変タービンジオメトリー（VTG）を採用した初めてのガソリンエンジンを搭載していた。2006年7月、ヴァイザッハに「モータースポーツ・センター」がオープンした。以降、ポルシェのレーシングカーはこの施設で生産されることになる。
2006年12月、初代モデルの導入から4年が経過したSUV、カイエンの初代後期型（タイプ957）が発表された。
2007年1月26日、ポルシェAG監査役会は14年間にわたって会長職を務めてきたヘルムート・ジーラーの後任としてヴォルフガング・ポルシェを選任した。またハンス・ペーター・ポルシェ（Hans-Peter Porsche）が新しく監査役会に加わることになった。同時に27年間監査役を務めてきたヴァルター・ツューゲルが退任し、後任にウルリッヒ・レーナーが就任することになった。
2007年6月26日の臨時総会の決議により、ポルシェ AGの運営事業は、新たに設立された子会社の「Porsche Vermögensverwaltungs AG」に移管され、同年11月13日に「Porsche Automobil Holding」（ポルシェSE、ポルシェ・オートモービル・ホールディング）が設立されると共に、「Porsche Vermögensverwaltungs AG」は、「Dr Ing hc F.Porsche AG」（ポルシェAG）に改称された。この持株会社の設立は、自動車の開発、設計、製造、販売と企業の持株の管理を分離することを意図したものであった。
2007年6月、1948年のタイプ356生産時から関係が続いていたスイスの自動車販売会社AMAGアウトモビール・ウント・モトーレンAGから引き継いで、子会社の「Porsche Swiss Ltd」（ポルシェ・スイス株式会社）が正式にポルシェ車、交換部品、およびのアクセサリーの輸入と販売を開始した。生産開始から3年に満たない2007年7月11日、タイプ911としては異例の早さで100,000台目の6代目タイプ911（997型）モデルシリーズがツッフェンハウゼンのアッセンブリーラインを離れた。
2008年2月1日、ライプツィヒ工場の生産ラインから20万台目のカイエンが送り出された。1999年-2000年の生産台数が約4万5千台であったのに対し、2008年には年間9万7千台に達しており、その大規模化は顕著に現れてきた。同年4月15日、1年弱にわたる工事を終えザクセンハイムに新設された部品倉庫がに稼働を始めた。さらに5月25日に伝統あるニュルブルクリンク24時間レースが開催されると、ポルシェが総合3連覇を飾った。2008年6月、タイプ911（997/II型、マイナーチェンジ2代目）に、新たに「ダイレクト・フューエル・インジェクション」（DFI）とPDKが導入された。この新しい7速のトランスミッションはこれまでのティプトロニックSに代わるものであった。2009年1月28日、「ポルシェ・ミュージアム」の落成式が行われ、その3日後に正式にオープンした。同年のジュネーブ・モーターショーにおいて、乗用車としてポルシェ初のディーゼルエンジンを搭載した、カイエン・ディーゼルが披露された。
2009年3月6日にはライプツィヒ工場で、25万台目のカイエンが組み立てラインから送り出された。同年4月19日には、上海の世界金融センターの94階フロアで「パナメーラ」がワールドプレミアされ、上海モーターショーで一般に向けて初公開された。同年12月4日、ライプツィヒ工場では、発売からわずか3ヶ月でパナメーラの累計生産台数が10,000台に達した。その翌年7月29日には、ライプツィヒ工場の組み立てラインから25,000台目のパナメーラが送り出された。
2009年7月23日には、退任したポルシェAG前CEOのヴェンデリン・ヴィーデキングの後任として、監査役会はミヒャエル・マハトを選任した。また同年12月8日、ポルシェ・ミュージアムではオープン以来の来場者が500,000万人に達した。
2010年2月1日、わずか6ヶ月半の工事を経て、ツッフェンハウゼン本社工場の新しい塗装ブースの棟上式が各界から来賓を招いて行われた。同年3月、ジュネーブ・モーターショーで”ポルシェ・インテリジェント・パフォーマンス”が生み出したハイブリッドカー3モデルが初公開された。その中で最も注目を集めたのが、プラグインハイブリッド技術を採用した高性能ミッドシップスポーツカー、タイプ918であった。そしてポルシェが公開した創業以来初の生産型ハイブリッドモデルはカイエンSハイブリッドであり、同時にフルモデルチェンジして2代目カイエン（タイプ958）となった。3番目の新しいモデルは、フライホイールジェネレーターの供給する電気でフロントホイールを駆動するタイプ911（997型）GT3 Rハイブリッドであった。

### 大規模自動車メーカーへの歩み（2010年代以降）

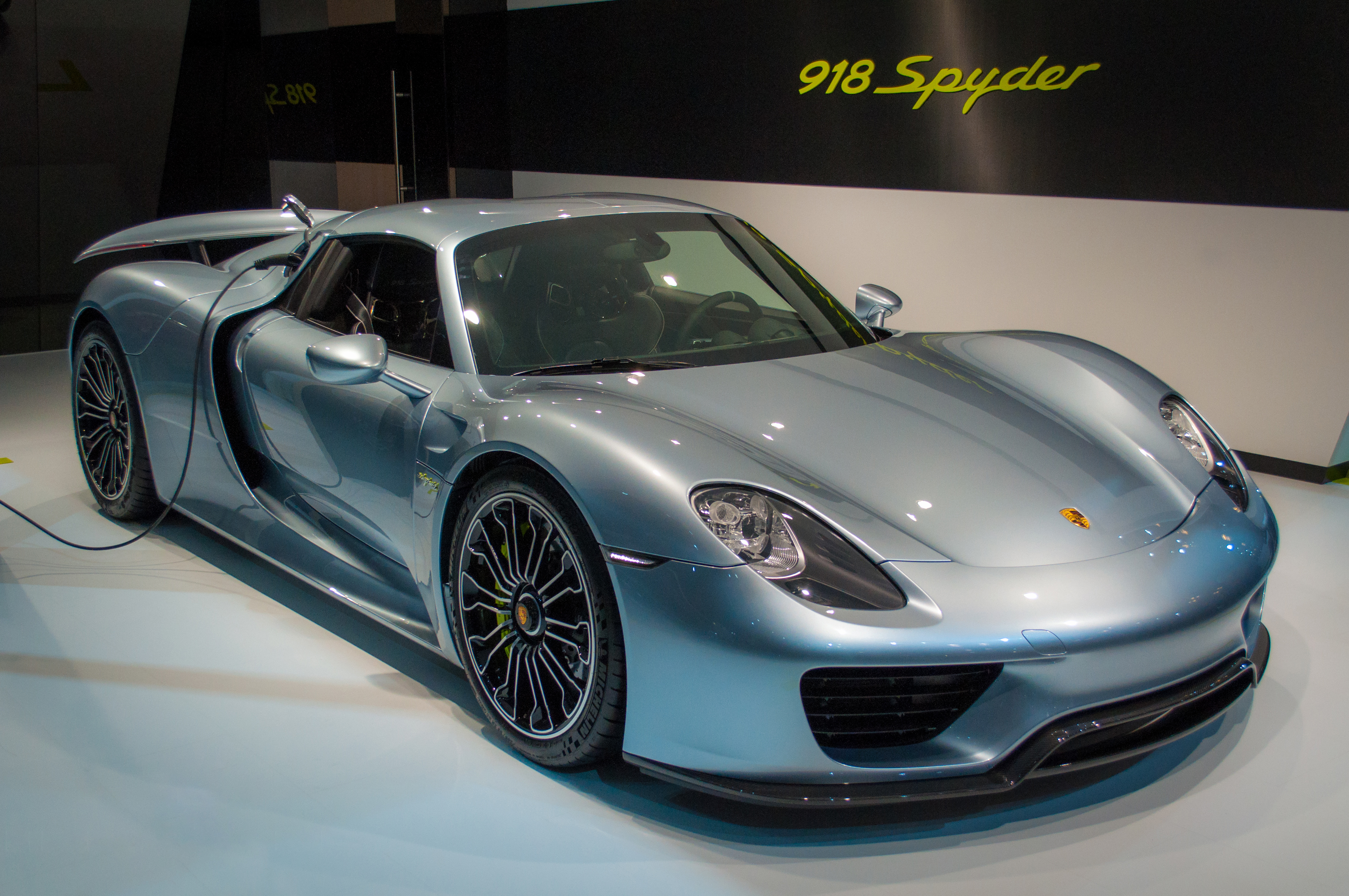
タイプ918スパイダー

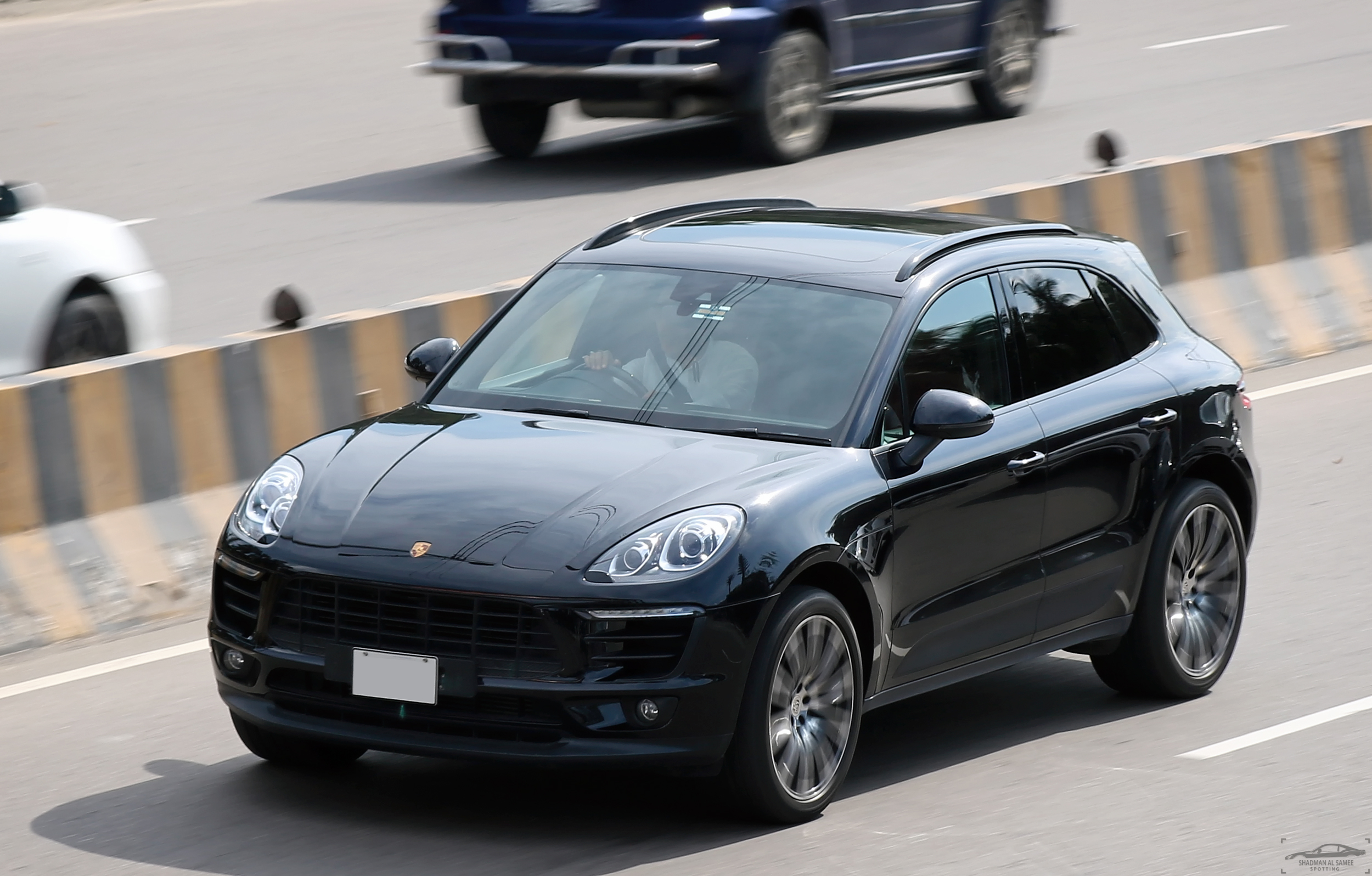
タイプ95B（マカン）

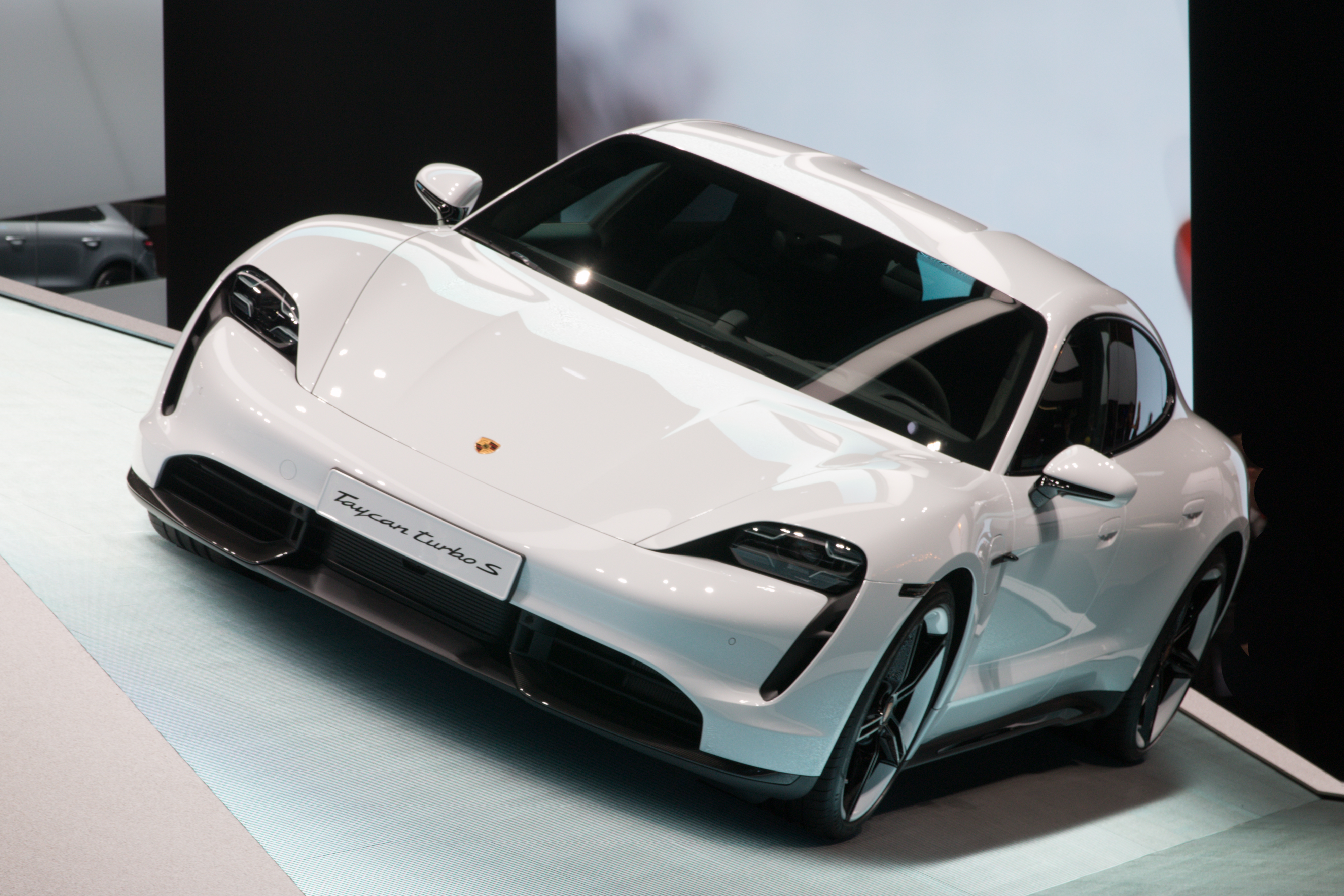
タイカン・ターボS

2011年、Eモビリティーの大規模な研究の一環として、ポルシェは春に100％電気自動車の3台のボクスターEプロトタイプで実地テストをした。日常における使用とユーザーの行動についてのデータを得ることが目的であった。同年9月13日のフランクフルト・モーターショーで、ポルシェは新世代911を発表。7代目タイプ911の「991型」は、性能と効率性のユニークな融合が特徴で、7速トランスミッションはグローバルイノベーションとなった。
2008年11月時点でフォルクスワーゲンAGの持ち株比率は約43%となり事実上同社を傘下に収めていたポルシェAGは、その後も、金融機関から必要に応じて株式を追加取得できる権利も含め、約75%まで買い増す方針であったが、資金繰りに行き詰まり、逆にフォルクスワーゲンがポルシェを買収するかたちで2011年半ばをメドに経営統合することが一旦決まった。しかし、ポルシェのフォルクスワーゲン株式取得をめぐる訴訟問題の解決が長引いたため、経営統合に遅れが生じた。2012年8月1日にフォルクスワーゲンが全てのポルシェ株式を取得し、ポルシェはフォルクスワーゲンの完全子会社となった。
2012年2月、一新されたシャシー、さらに向上した効率性、および独自のデザインを備えて、3代目の新世代ボクスター（タイプ981）が登場した。同年4月5日、タイプ911の生みの親であるF.A.ポルシェがこの世を去った。同年夏に、ポルシェはヴォルフスブルクの複合施設「アウトシュタット」に独自の展示館を設けた。同年のパリ・モーターショーでは、プラグインハイブリッドドライブのコンセプトカー、パナメーラ・スポーツツーリスモが、ライフスタイルカーの研究として未来を垣間見せた。さらに12月のロサンゼルスモーターショーでは、ニューケイマン（タイプ981）が発表された。
2013年、ポルシェはジュネーブモーターショーでニュー911 GT3（991型）をデビューさせたが、前輪の切れ角と車速に応じて後輪も操舵制御する、ポルシェ初の「リアアクスル・ステアリング」は、技術的なマイルストーンとなった。同年6月、ポルシェのライプツィヒ工場で、100,000台目のパナメーラが生産された。さらに同年のル・マン24時間レースで、ポルシェが99回目と100回目のクラス優勝を飾った。また、この年の頂点は市販仕様のタイプ918スパイダーの発表であった。フランクフルト・モーターショーが開幕するわずか数日前に、この高性能ハイブリッドスポーツカーは、ニュルブルクリンク北コースにおいて6分57秒のラップタイム新記録を樹立した。その直後の11月に、ポルシェはロサンゼルスと東京のモーターショーでカイエンよりも一回り小さいSUV、「マカン」（タイプ95B）を発表。このコンパクトSUVは、生産拠点を拡張するために5億ユーロが投資されたライプツィヒ工場で製造される。
2014年、ポルシェはタイプ919ハイブリッドによってFIA世界耐久選手権（WEC）のトップカテゴリーに復帰した。最速の開発設備であり、これまでで最も複雑なポルシェのレーシングカーである919ハイブリッドは、WECシリーズの8戦すべてに出場、WEC最終戦において、919ハイブリッドを駆るポルシェチームがサンパウロで総合優勝を飾った。
2015年3月、ポルシェは、ジュネーブ・モーターショーで、エンジン、シャシー、ブレーキ、およびエアロダイナミクスを高めた、新たなGTスポ－ツカーのケイマンGT4を発表した。同年5月7日、ジョージア州アトランタに新しい顧客体験センター兼北米本社である「Porsche Experience Center」（ポルシェ・エクスペリエンスセンター）をオープン、その住所は「One Point Drive」となった。世界の自動車業界で初めてとなるこの施設は、オフィス、トレーニング、イベントスペースに加え、モジュール式テストコース、クラシックカーギャラリー、レストアワークショップで構成されており、のちに世界各地で開設されていく。
2015年のフランクフルト・モーターショーでは、コンセプトスタディ「ミッションE」がワールドプレミアを迎えた。この4ドアクーペは、来たるべきEV時代のタイプ911を予感させるもので、919ハイブリッドが搭載するシステムに類似した2基の永久磁石シンクロナス・モーター（PSM）を備え、歴代のモデルと同様にサーキット走行を前提に開発されたものであった。
同年10月には、フォルクスワーゲングループのCEOに就任したマティアス・ミューラーから、オリバー・ブルーメがポルシェAGの取締役会会長の座を引き継いだ。さらに監査役会は、ファイナンス担当取締役のルッツ・メシュケ（Lutz Meschke）を取締役会副会長に任命した。
2015年12月4日、ポルシェ監査役会が100％電気自動車の計画であるミッションE・プロジェクトにゴーサインを出し、ツッフェンハウゼン本社で生産するために、本社ビルの大規模な改築を実施。約7億ユーロを投じて、新施設、新塗装工場、自社組立工場が建設される。また、1,000人以上の雇用が創出された。さらに同月、フルモデルチェンジによって水平対向6気筒エンジンから新たに水平対向4気筒ターボエンジンを搭載することになったミッドエンジンスポーツカー「ボクスター」と「ケイマン」は、1950年代から60年代にかけて活躍したフラット4ミッドエンジンであるタイプ718の伝統を意識し、それぞれ「718ボクスター」「718ケイマン」と名を改めた（タイプ982）。
2016年のジュネーブ・モーターショーで、タイプ911 R（991型）が復活し、ワールドプレミアを迎える。この特別仕様車は991台の限定生産で、1967年の同名モデルと同様に、一貫した軽量構造、ハイパフォーマンスを提供するモデルであった。
同年6月、ベルリンのエンジン工場では、ポルシェが新型パナメーラ（タイプ971）のワールドプレミアを祝った。2代目となるグランツーリスモは、スポーツカーの性能と高級サルーンの快適性をさらに向上させた。そしてライプツィヒ工場は、新世代のパナメーラの生産に伴い、600人の追加雇用を行った。同社は同地域の人々を雇用し、ザクセン州の産業中心地の要となっている。
2016年8月、ベルリンでは、ポルシェが革新的な情報技術を特定し、テストするための「ポルシェ デジタルラボ」を開設した。このラボでは、ポルシェとMieschke Hofmann und Partnerのチームが、ビッグデータや機械学習、マイクロサービス、クラウド技術、インダストリー4.0、IoTといった分野のイノベーションを、ポルシェがどのように実用的なソリューションに変えていけるかという問題に焦点を合わせて取り組んでいる。
2018年11月、新型タイプ911が登場、社内コードは「992型」であった。2019年9月、フランクフルト・モーターショーにおいて、ポルシェ初となる量産電気自動車「タイカン」が披露され、ミッションE・プロジェクトは一つの目標を達成した。4ドアおよび5ドアのスポーツセダンとクロスオーバーSUVのラインナップとなり、ポルシェの新たな歴史を告げる革新的なモデルとなった。
2022年9月29日、フォルクスワーゲンはポルシェ株式中議決権のない無期限株（優先株）の一部を上場し、ポルシェは株式公開企業となった（フォルクスワーゲンの保有比率は75％）。

## 経営状況

### 年間販売台数
1980年代半ばには北米における販売が販売全体の6割を占めていたが、現在では中国、インド、中東といった新興市場での販売が順調であり、2024年における北米での販売比率は27.9%にまで低下した。2024年の世界新車販売台数は310,718台で、地域別ではドイツ 32,430台、北米 86,541台、中国 56,887台、 ヨーロッパ（ドイツを除く）75,899台、その他新興市場 55,533台。また、日本の2024年の新規登録台数は9,292台。
2024年の決算では、販売した310,718台のうちカイエンが102,889台で車種別販売台数1位、2位がマカンで82,795台、3位が911で50,941台、4位がパナメーラで29,587台、5位が718で23,670台、6位がタイカンで20,836台で、全生産台数のおよそ75％を4ドアモデルが占めている。

## 車種

### 現行モデル
| 外観 | 車名                                        | 排気量／バッテリー | 原動機                                                         | 駆動方式 | 座席 | 解説                             |
| ---- | ------------------------------------------- | --- | -------------------------------------------------------------- | -------- | ---- | -------------------------------- |
|      | 911                                         | - 2,981 cc（カレラ、カレラS、カレラGTS） - 3,745 cc（ターボ、ターボS） - 3,996 cc（GT3）                                    | - 水平対向6気筒ツインターボ - 水平対向6気筒                    | RR/4WD   | 2/4  | リアエンジンフラッグシップクーペ |
|      | 718                                         | - 1,988 cc（ボクスター、ボクスターT） - 2,497 cc（ボクスターS） - 3,995 cc（ボクスターGTS4.0、スパイダー）                  | - 水平対向4気筒ターボ - 水平対向6気筒                          | MR       | 2    | ミドシップオープン               |
|      | 718                                         | - 1,988 cc（ケイマン、ケイマンT） - 2,497 cc（ケイマンS） - 3,995 cc（ケイマンGTS4.0、GT4） - 3,996 cc（ケイマンGT4 RS）    | - 水平対向4気筒ターボ - 水平対向6気筒                          | MR       | 2    | ミドシップクーペ                 |
|      | - カイエン - カイエンクーペ                 | - 2,995 cc（カイエン、Eハイブリッド） - 2,894 cc（カイエンS） - 3,996 cc（カイエンGTS、カイエンターボ）                     | - V型6気筒ターボ - V型6気筒ツインターボ - V型8気筒ツインターボ | 4WD      | 5    | フルサイズクロスオーバーSUV      |
|      | - パナメーラ - パナメーラスポーツツーリスモ | - 2,995 cc（パナメーラ） - 2,894 cc（パナメーラS、Eハイブリッド） - 3,996 cc（パナメーラGTS、ターボ、ターボSEハイブリッド） | - V型6気筒ターボ - V型6気筒ツインターボ - V型8気筒ツインターボ | FR/4WD   | 4    | フルサイズセダン                 |
|      | マカン                                      | - 1,984 cc（マカン） - 2,894 cc（マカンS、マカンGTS）                                                                       | - 直列4気筒ターボ - V型6気筒ツインターボ                       | 4WD      | 5    | ミドルサイズクロスオーバーSUV    |
|      | タイカン                                    | 800 Vリチウムイオン電池 | 永久磁石同期モーター                                           | RWD/4WD  | 4/5  | ミドルサイズセダン(BEV)          |

### 過去のモデル

#### 市販モデル
- RR
  - ポルシェ・356
  - ポルシェ・912
- MR
  - ポルシェ・914
- FR
  - ポルシェ・924
  - ポルシェ・944
  - ポルシェ・968
  - ポルシェ・928

#### スペシャルモデル
- ポルシェ・550
- ポルシェ・904
- ポルシェ・959
- ポルシェ・911 GT1
- ポルシェ・カレラGT
- ポルシェ・918

### 軍用車両
※開発に関わったもの
- ティーガーI
- ティーガーII
- ポルシェ ･ ティーガー
- マウス (戦車)
- ヤークトティーガー
- フェルディナンド重駆逐戦車

### トラクター
日本では、1962年から1966年にかけて井関農機が一部のポルシェトラクターを輸入販売し、その後ポルシェトラクターを参考に日本の気候や風土に合わせたヰセキオリジナルのトラクター「ヰセキトラクターTBシリーズ」を開発し、1964年に販売を開始した。
- ポルシェ・タイプ110トラクタ
- ポルシェ・APトラクタ
- ポルシェ・ジュニアトラクタ
- ポルシェ・スタンダードトラクタ
- ポルシェ・スーパートラクタ
- ポルシェ・マスター
- ポルシェ・309トラクタ
- ポルシェ・312トラクタ
- ポルシェ・329トラクタ
- ポルシェ・108Fトラクタ
- ポルシェ・R22トラクタ
- ポルシェ・AP16トラクタ

### 試作車・その他
- タイプ32 - 「KdF」（後のフォルクスワーゲン・タイプ1の原型）
- タイプ60 - 「KdF」の量産型試作車
- V303 - 「KdF」の軍用版

### コンセプトカー
- 530 (1953)
- タイプ542（英語版） (1953)
- タイプ754 T7（英語版） (1959)
- 633 (1961)
- 911 HLS (1966)
- 911 ロードスター (1966)
- 911 4ドア プロトタイプ (1967)
- 911 B17 (1969)
- 914/6 ミュレーヌ (1970)
- タピロ（英語版） (1970)
- FLA (1973)
- グループB コンセプト (1983)
- 984（英語版） (1984)
- 928 H50 (1987)
- 911 3.2 スピードスター クラブスポーツ (1987)
- 969 (1988)
- タイプ965 プロトタイプ (1988)
- 989（英語版） (1989)
- パナメリカーナ (1989)
- ボクスターコンセプト (1993)
- C88 (1994)
- カレラGT コンセプト (2000)
- カイエン カブリオレ (2002)
- 916 リビングレジェンド (2005)
- 55One (2008)
- 918スパイダー コンセプト (2010)
- 918 RSR (2011)
- 911 ビジョン サファリ (2012)
- パナメーラ スポーツツーリスモ コンセプト (2012)
- 904 リビングレジェンド (2013)
- マカン ビジョン サファリ (2013)
- ボクスター ベルグスパイダー (2014)
- ミッションE (2015)
- 906 リビングレジェンド (2015)
- ビジョン 916 (2016)
- ル・マン リビングレジェンド (2016)
- 960 ビジョン ツーリスモ (2016)
- 908-04 (2017)
- 919ストリート (2017)
- ミッションE クロスツーリスモ (2018)
- 911 スピードスター コンセプト (2018)
- GT4 クラブスポーツ (2018)
- ビジョン レンディエンスト (2018)
- コンセプト ミラージュ (2019)
- ビジョン 918 RS (2019)
- ビジョン 920 (2019)
- 917 リビングレジェンド (2019)
- ビジョン スパイダー (2019)
- ビジョンE (2019)
- ビジョン グランツーリスモ (2021)
- ミッションR (2021)
- ビジョン グランツーリスモ スパイダー (2022)
- ミッションX (2023)
- ビジョン357 (2023)
- ビジョン357 スピードスター (2023)

## 生産・開発拠点

ツッフェンハウゼン本社の遠景。左手にポルシェ・ミュージアム、中央にポルシェセンター・シュトゥットガルト、右手にWerk2（工場2号棟）がある。

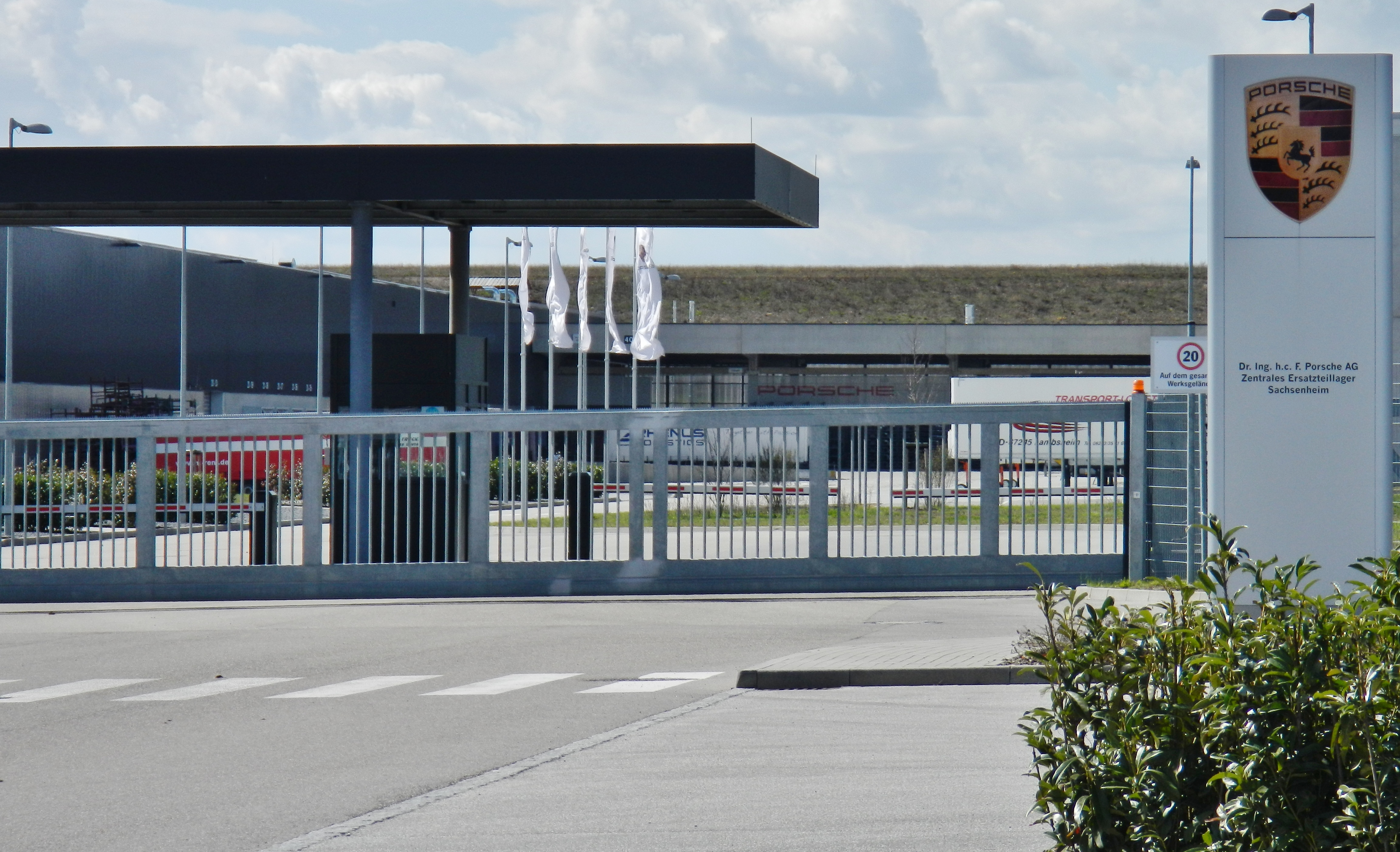
ザクセンハイム部品倉庫

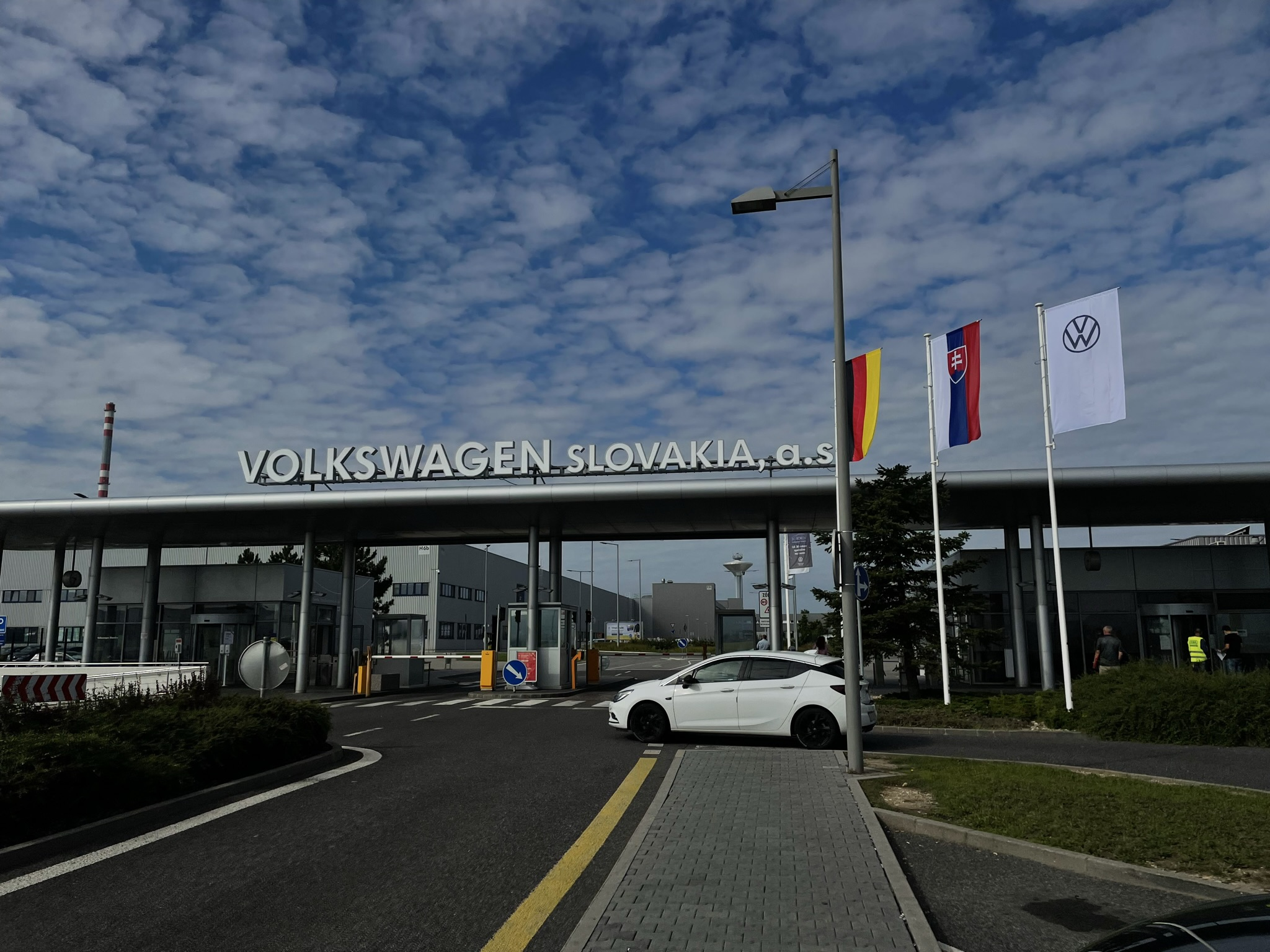
フォルクスワーゲン・ブラチスラヴァ工場

ツッフェンハウゼン本社
シュトゥットガルト・ツッフェンハウゼン (Zuffenhausen) 工場がポルシェの主力工場であり、本社所在地である。工場は大小4つの建物からなり、911、718、タイカンの生産を行っているほか、販売拠点であるポルシェセンター・シュトゥットガルトやポルシェ・ミュージアム、修理・特注工場が併設されている。ポルシェは1938年からこの地に拠点を置いていたが、第二次世界大戦の敗戦により接収され、1949年、本社の返還交渉を進めながら、本社の隣にあったロイター（現レカロ）の敷地を一部借りた。そしてロイターにボディー生産を依頼、組み立てをポルシェで行なうという方法を採り、生産性が格段に向上した。1950年4月にこの工場からドイツ生産された最初のポルシェ・356が出荷された。

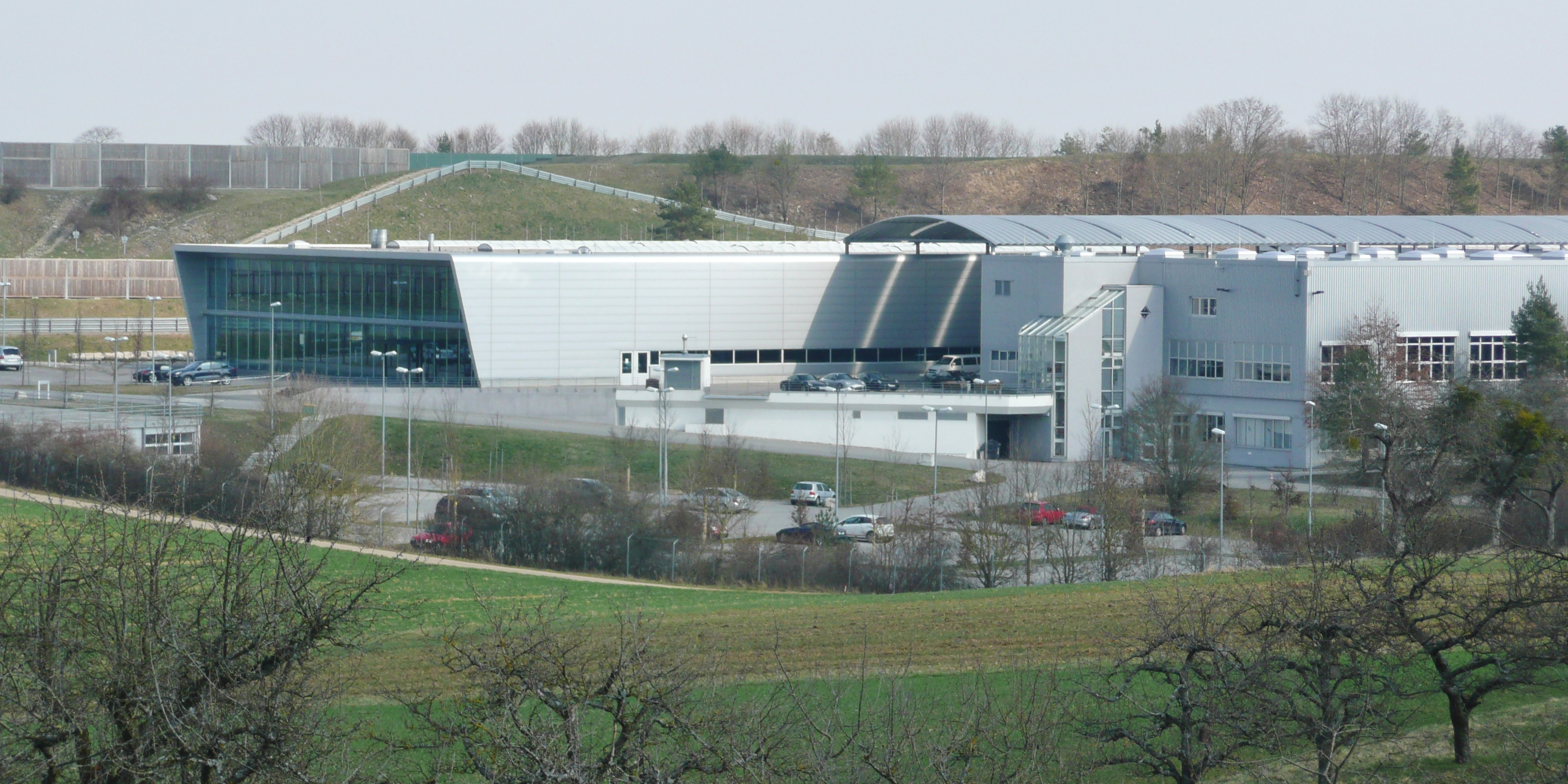
ヴァイザッハ研究所
研究開発部門であり、設計開発とテストが行なわれており、またレース用車両を製造している。新型車だけでなく現行モデルの改良や社外からの依頼に伴う設計開発も行なう。1969年に建設が始まり、1972年に完成した。敷地は465000 m2に及び、その大部分を通称「カンナム」「マウンテン」「サファリ」という3つのテストコースが占める。「カンナム」は外周を回る2.531 kmの高速コースである。「マウンテン」はカンナムコースと一部を共用し登り降りやきついコーナーを組み合わせた2.879 kmのコースで、操縦性を検討するためのものである。「サファリ」は内側にあるダートコースで、ラリー車両検討の他に外国から注文を受けた戦車の性能チェックに使われる。

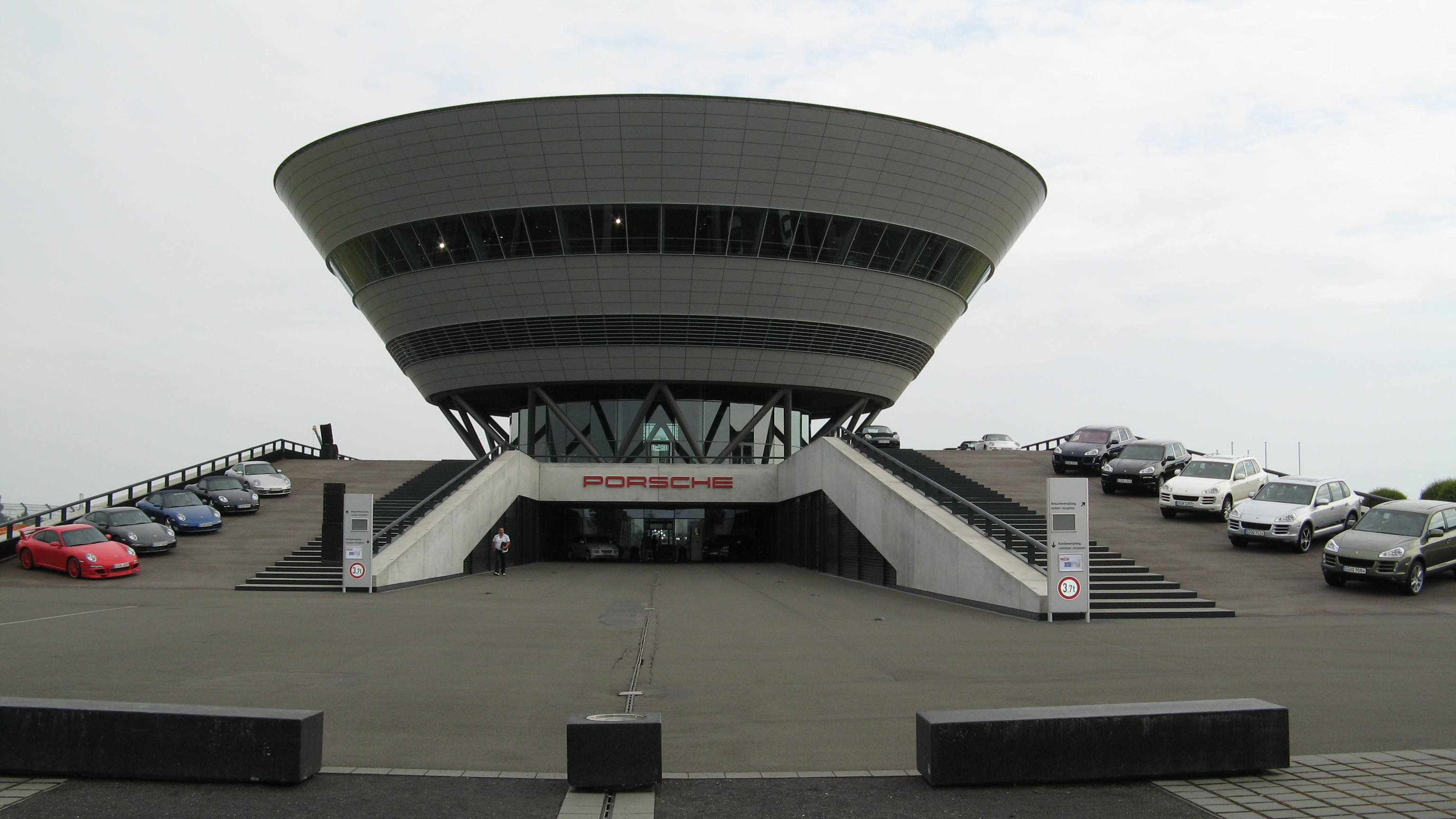
ライプツィヒ工場
生産能力増強のため、旧東ドイツ地区のライプツィヒに新しい工場を建設し、2002年8月に稼動開始した。テストコースも備える広大な敷地に近代的な外観と設備を備えるライプツィヒ工場は年間3万台超の生産能力を持ち、パナメーラ、マカンの生産を行なっている（2006年まではカレラGTもここで生産された）。元々この工場は、ポルシェがカイエンを世に送り出すために建設したもので、同じプラットフォームであるフォルクスワーゲン・トゥアレグとアウディ・Q7が生産されていたスロバキアのブラチスラヴァにあるフォルクスワーゲン工場（リンク）でボディワークが製作されたのち、最終組み立てをこのライプツィヒ工場で行うという手法を採用していた。しかし、パナメーラやマカンの生産が開始された影響もあり、カイエンの生産は2017年にフォルクスワーゲン・ブラチスラヴァ工場に完全移管されるようになった。
ザクセンハイム部品倉庫
本社のあるツッフェンハウゼンからわずか25kmのザクセンハイムに所在し、約85,000種類のポルシェパーツが収蔵されている。この場所から世界各国のディーラーにスペアパーツが供給される。
ルートヴィヒスブルク
ポルシェデザインをはじめとするポルシェAGの主要子会社のほとんどがルートヴィヒスブルクに所在する。
フォルクスワーゲン・ブラチスラヴァ工場
ポルシェ・カイエンは、2017年以降、スロバキアのフォルクスワーゲン ブラチスラヴァ工場で生産されている。
フォルクスワーゲン・オスナブリュック工場
2023年半ばあたりから、ドイツのオスナブリュックにあるフォルクスワーゲン工場で718のオーバーフロー生産を開始することが予定されている。なお、この工場では、2014年から2017年までの一時期、カイエンの最終組み立てをライプツィヒ工場から一部委託されていた。

### 過去の生産・開発拠点
グミュント工場
最初の工場は第二次世界大戦の疎開先であったオーストリアのグミュント工場であった。ここでポルシェはメーカーとしてスタートし、356の試作2台と量産50台を生産した。
アウディ・ネッカーズルム工場
ポルシェ・924の生産はアウディに委託され、ネッカーズルム工場にて生産された。
ヴァルメト・オートモーティブ
ボクスターが販売好調のためフィンランドのヴァルメト・オートモーティブにボクスターの生産を委託。その後ケイマンの生産も委託し、徐々にフィンランド製の割合が引き上げられ、2007年からボクスターとケイマンの生産はすべてフィンランドで行われていたが、2012年にこの契約を終了した。
カルマン
2012年から、上述のボクスターとケイマンは、倒産したことでフォルクスワーゲンに移管された旧カルマン工場で生産されることになった。一時はマグナ・シュタイアへ移すという発表もあったが、この契約は2009年12月に破棄されている。2016年にカルマンでの生産は終了し、以降はツッフェンハウゼンで生産されるようになった。なお、カルマンは1960年代から1970年代にかけて、356や911、912、914の生産も一部担当したことがある。

## 関連会社
- ポルシェSE
  - フォルクスワーゲンAG
    - ポルシェ・ホールディング（英語版）
    - ポルシェAG
      - ポルシェ・ライフスタイル・グループ
        - ポルシェデザイン
          - ポルシェデザイン・タイムピース

        - ポルシェ・ライフスタイル
        - スタジオ・F.A.ポルシェ

      - ポルシェ・ライプツィヒ（ドイツ語版）
      - ポルシェ・コンサルティング
      - ポルシェ・エンジニアリング（英語版）
      - ポルシェ・デジタル
      - ミシュク・ホフマン・アンド・パートナー（英語版）
      - ポルシェ・ファイナンシャル・サービス
      - ポルシェeバイク・パフォーマンス[注釈 5]
      - ポルシェ・ジャパン含む世界各国の正規輸入・販売会社

このほか、ポルシェAGのベンチャーキャピタル部門「ポルシェ・ベンチャーズ」は、多くの企業の株式を保有している。

## モータースポーツ

### 耐久レース
ポルシェは積極的にモータースポーツ活動を行い、レーシングカー・コンストラクターとしても数多くのマシンを製造している。ロードカーにおいても「カレラ」や「パナメーラ」、「タルガ」といったレースにちなんだ名称を用いている。様々なレース活動の中でも耐久レースにおける成功は顕著であり、世界三大レースのひとつであるル・マン24時間レースで歴代最多の19勝を挙げるなどして、「耐久王ポルシェ」という名声を得てきた。
初期のポルシェは2リッター以下のクラスを主戦場とし、タルガ・フローリオなどのテクニカルコースでは上位クラスを喰う戦果を残した。911の強制空冷式水平対向6気筒エンジンを基にして、1966年の906より本格的にスポーツプロトタイプを開発。総合優勝を狙うため水平対向8気筒の908、水平対向12気筒の917を投入し、1970年に念願のル・マン初制覇を果たした。1970年代は北米のCan-Amシリーズで917用ターボエンジンを開発し、市販車の911ターボ（930型）へ還元。ヨーロッパではグループ4に934、グループ5（特殊プロダクションカー、シルエットフォーミュラ）に935、グループ6に936とターボ車を投入し、いずれもほぼポルシェ一強となった。
初期の日本グランプリにも、プライベーターの手によってポルシェのレーシングカーが輸入され、日産/プリンスやトヨタのワークス勢を打ち破った。
1982年よりグループC規定が導入されると956と962Cを送り出し、ワークスの他にもヨースト、ブルン、クレマーといった有力チームによって一大勢力が築き上げられた。全日本スポーツプロトタイプカー耐久選手権へもノバ・エンジニアリングを介して多数のマシンが来襲し、日産やトヨタなどの国産マシンにとっては越えなければならない壁となった。このJSPCにおいてポルシェで4度王者に輝いたのが高橋国光である。
1980年代末期にポルシェは一度マシン開発を止めてしまうが、1994年以降クレマー、ダウアー、ヨーストといったプライベーターたちが、ポルシェエンジンを積んだプロトタイプカーでル・マンを席巻。1994、1996、1997年を制覇し、ワークスも1998年のル・マンをGT1規定の911 GT1で制覇。これを区切りに再びワークスは撤退し、「新耐久王」アウディと入れ替わる形でプライベーターたちも姿を消していった。
しかし北米では00年代後半からプライベーター向けのLMP2の方が有利と見て、RSスパイダーを投入し、アウディを始めとするLMP1勢を破る下克上を果たした。
2013年よりFIA 世界耐久選手権 (WEC) のLM-GTE Proクラスに911RSR（991型）で参戦。2014年より最高峰のLMP1クラスに919ハイブリッドで参戦し 、2015年、2016年、2017年のル・マン24時間レースにおいて3連覇をして19勝目を達成したが、2017年シーズンをもって撤退した。
2020年12月、2023年からLMDh (LeMans・Daytona・ｈ) でWECとIMSA ウェザーテック・スポーツカー選手権の最高峰クラスに復帰することが発表された。マシン名は963で参戦する。

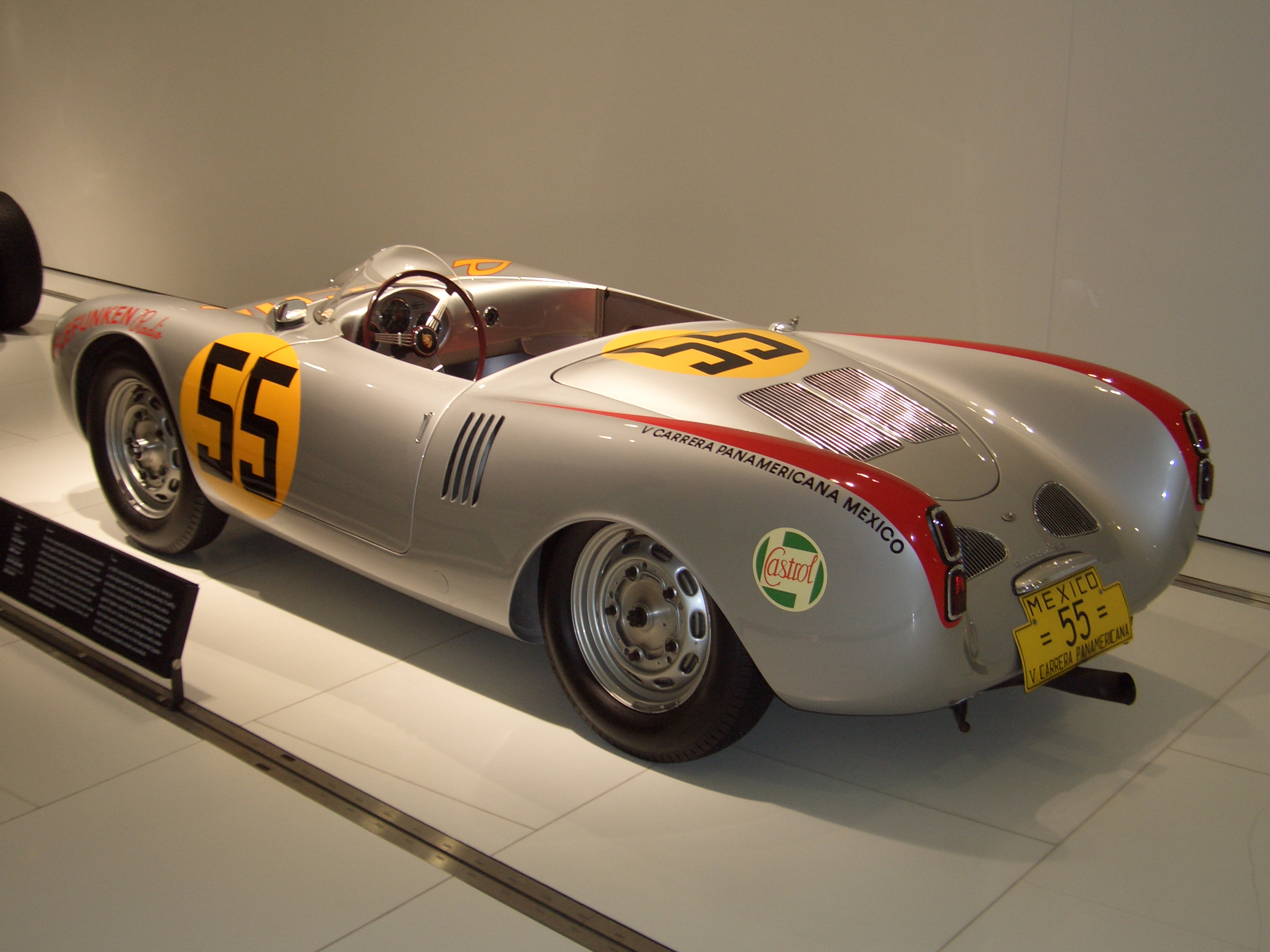
550/1500RSスパイダー
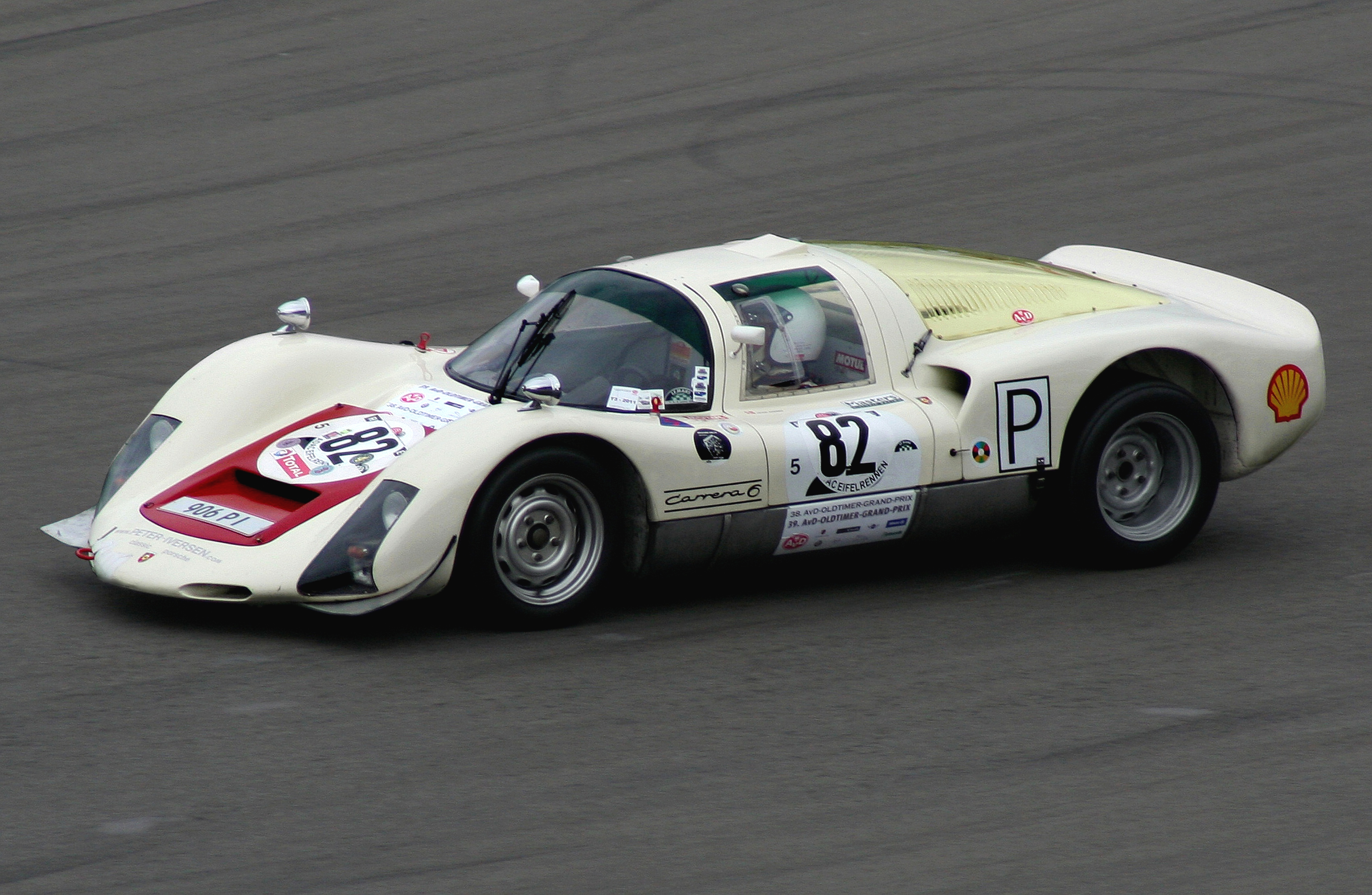
906
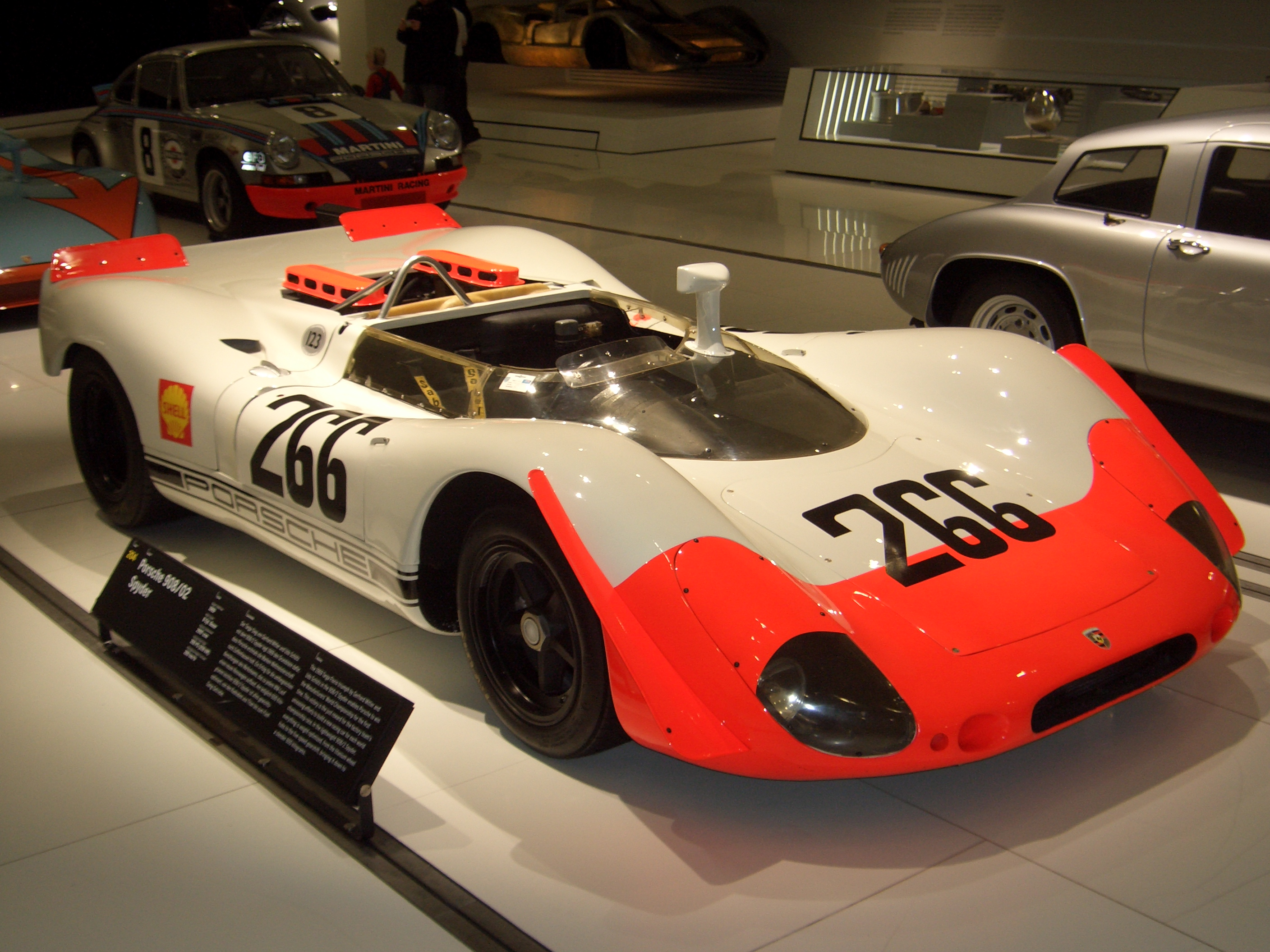
908/2スパイダー
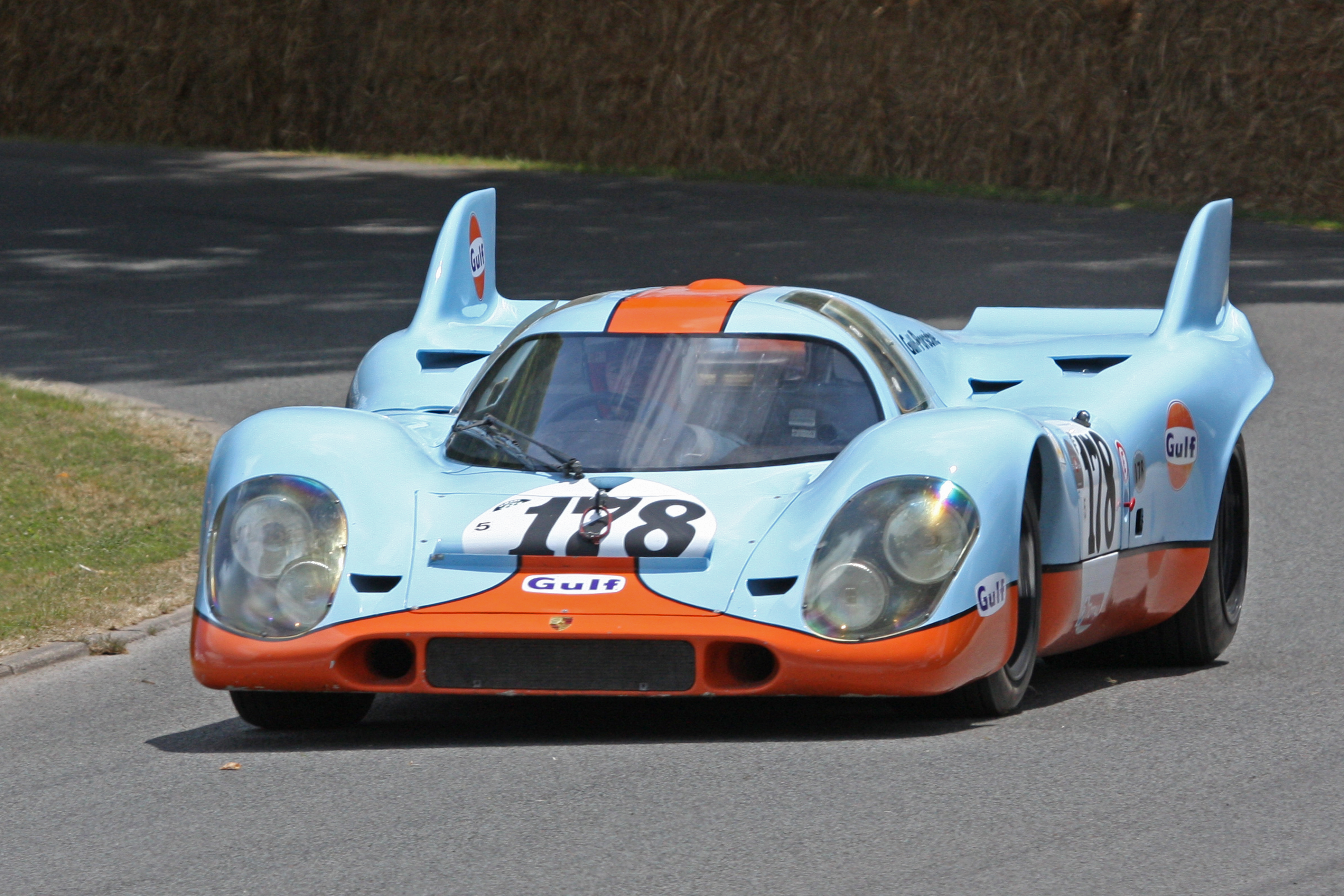
917K
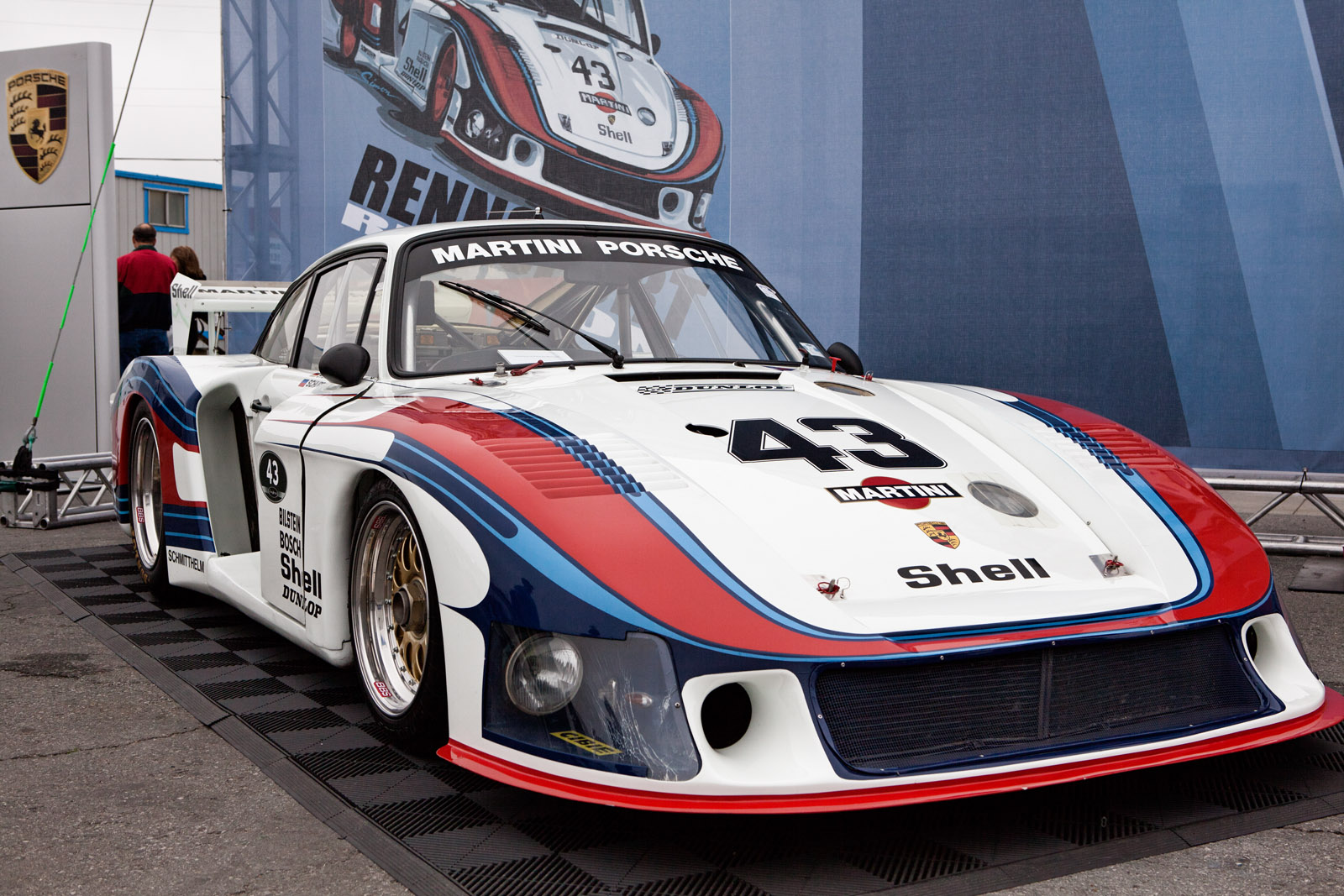
935/78"モビー・ディック"
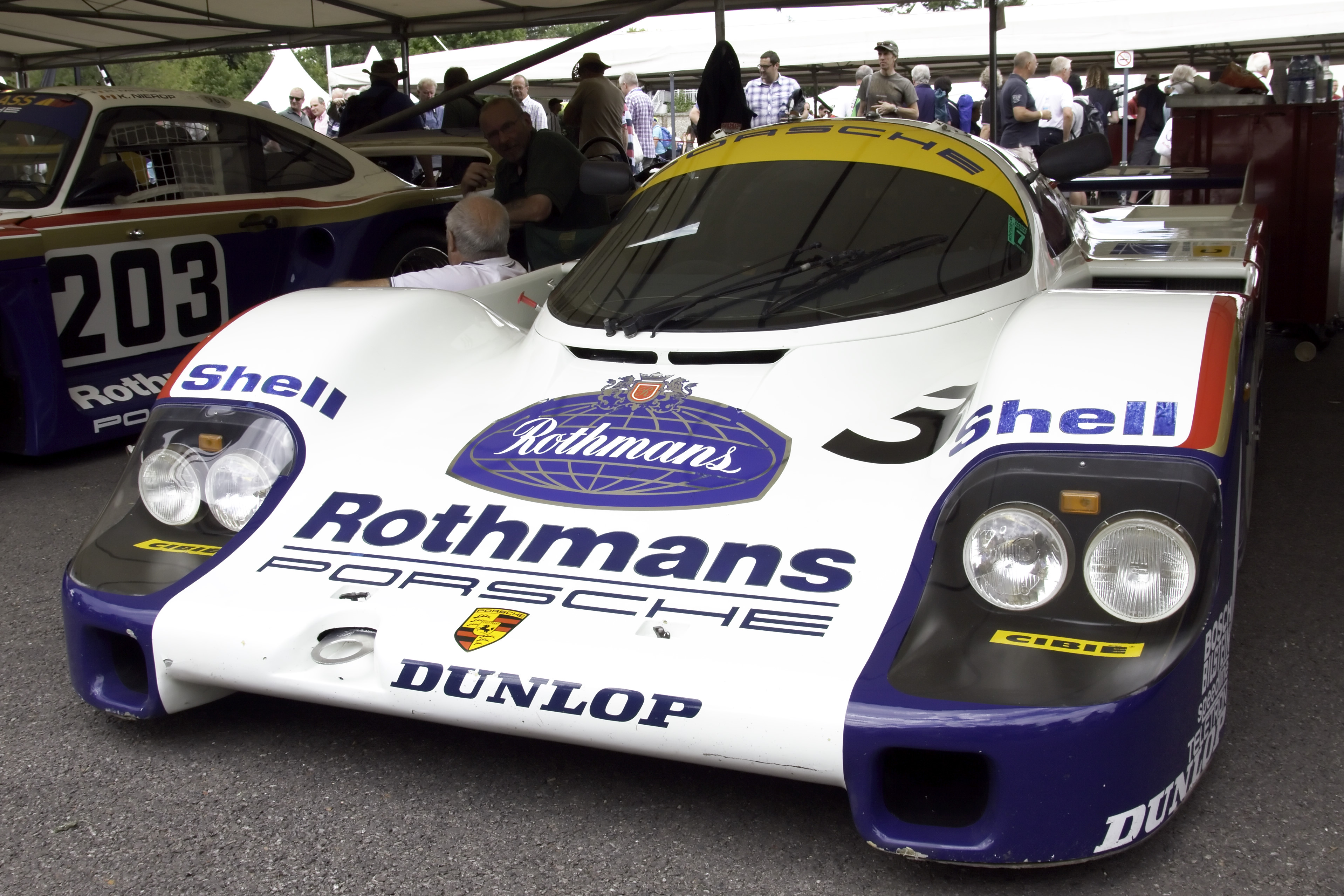
956
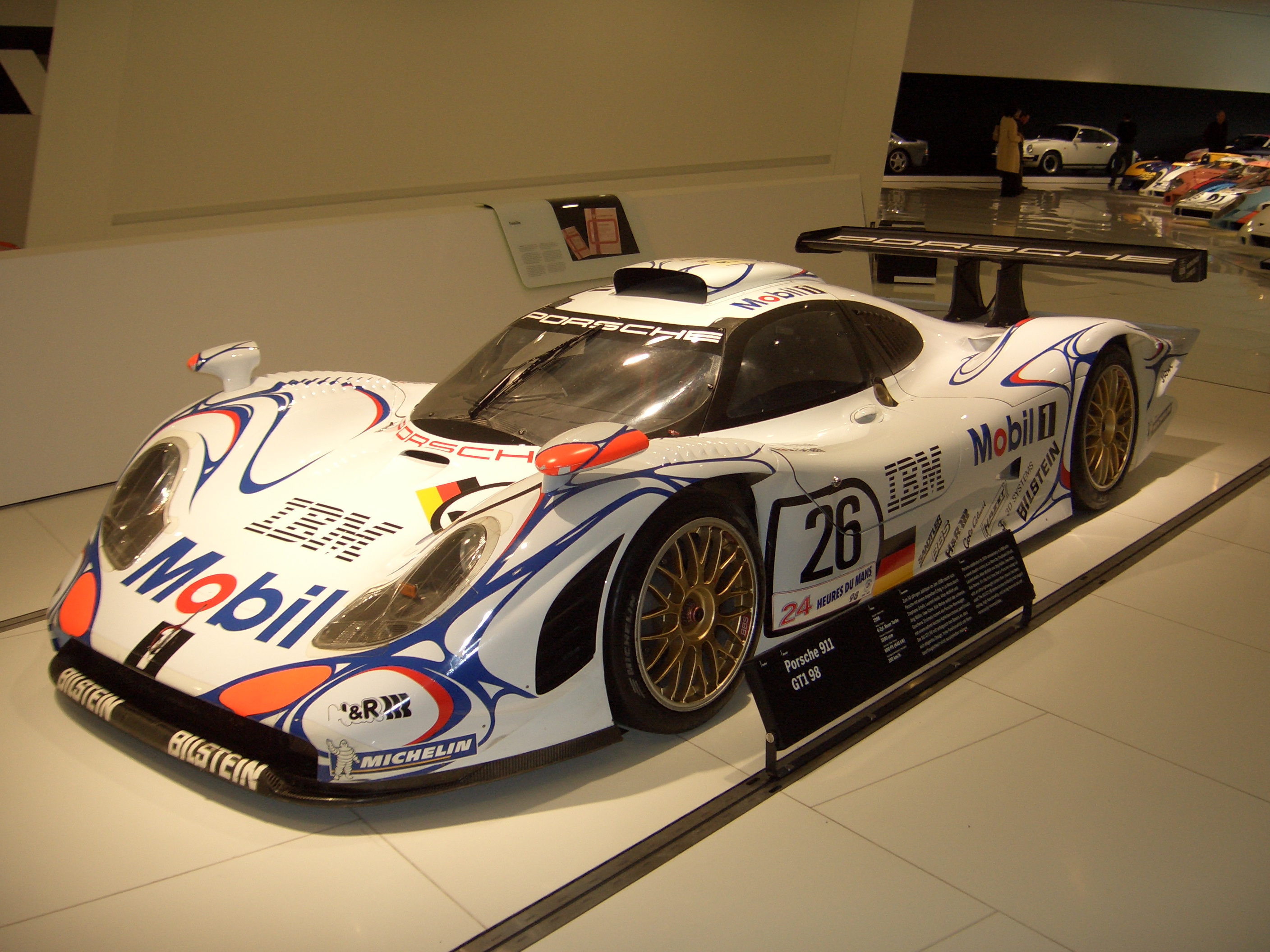
911GT1（1998年型）
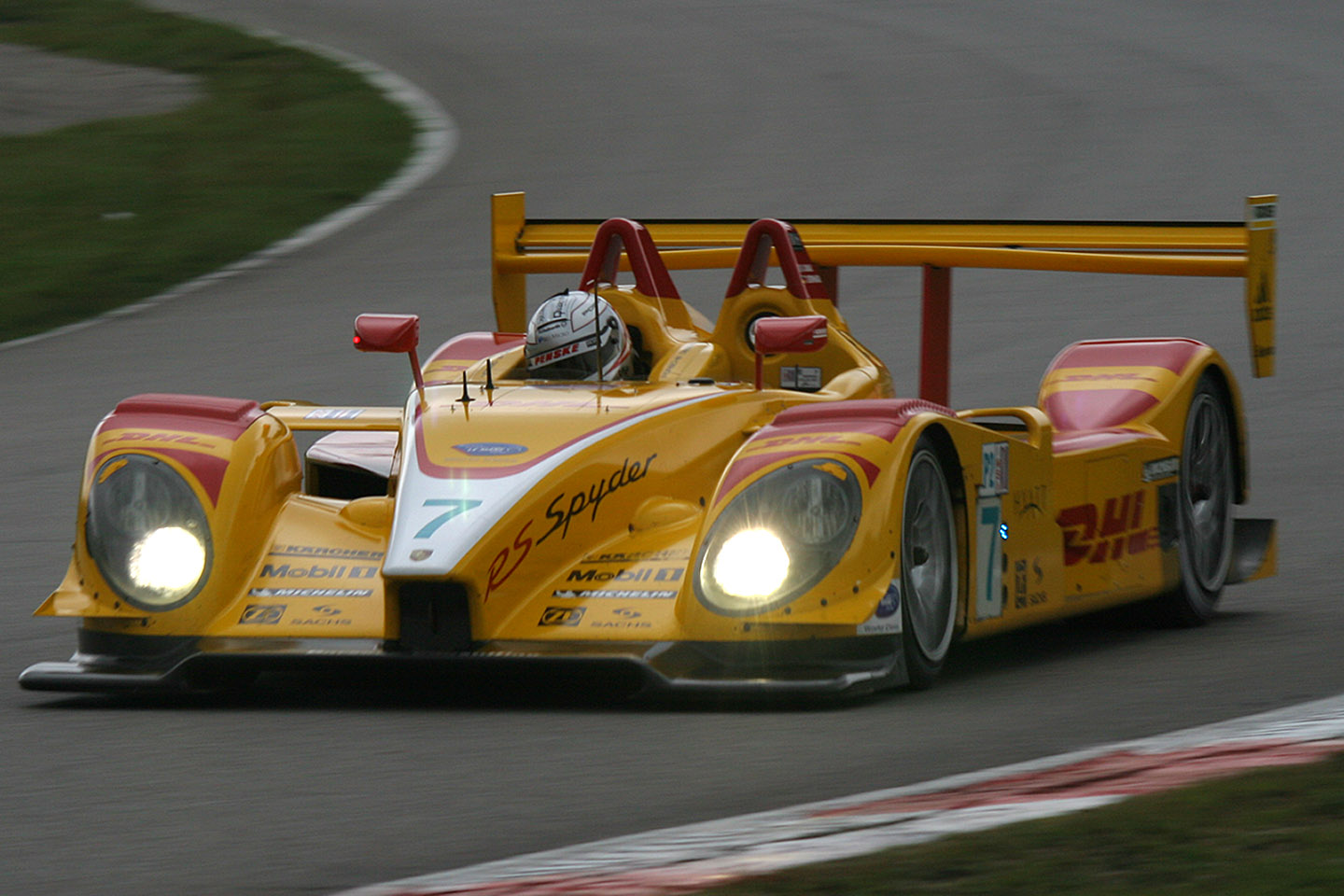
RSスパイダー
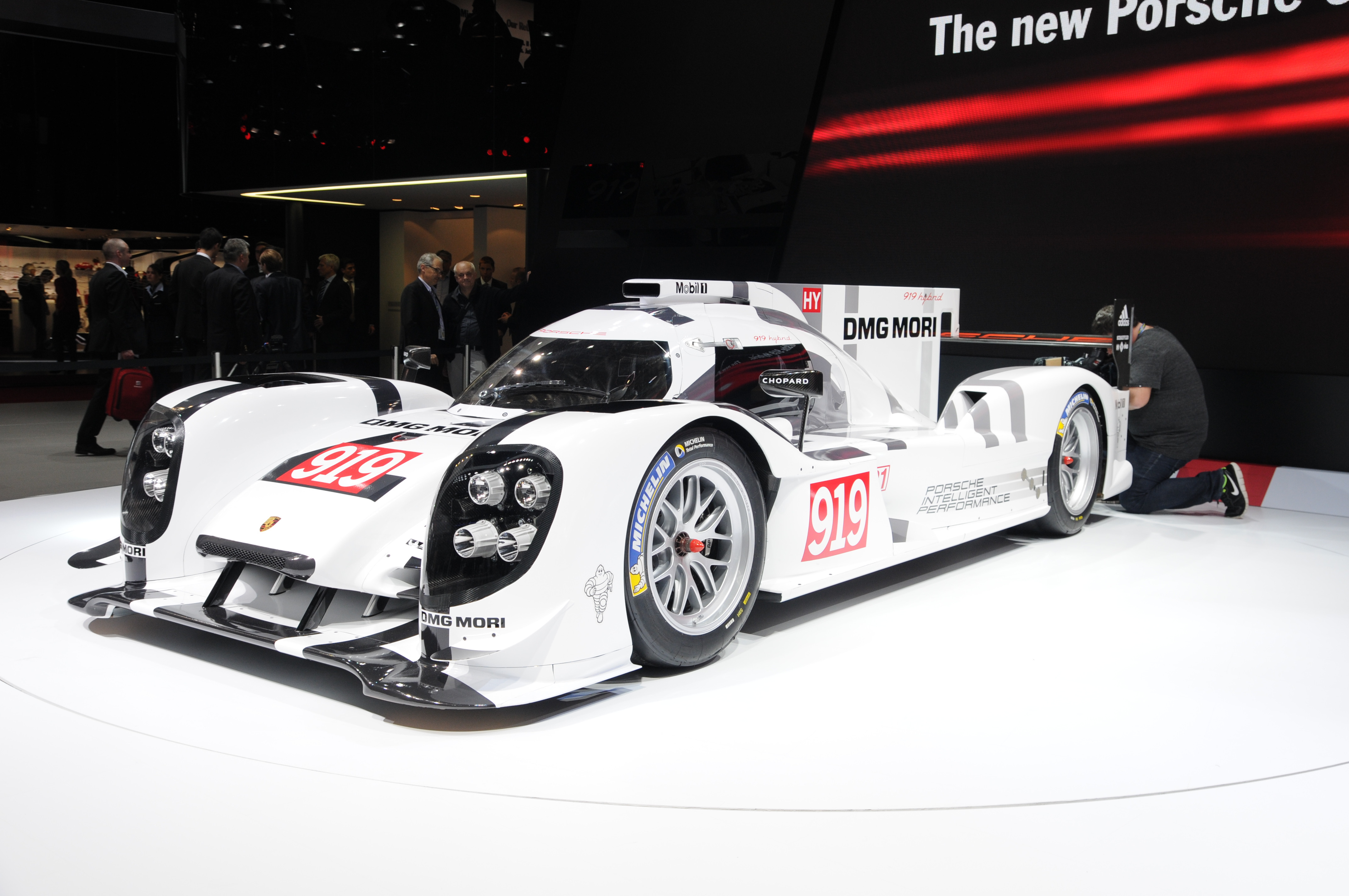
919ハイブリッド

### F1
1957年、フォーミュラ2が1.5 LエンジンになるとRSKスパイダーをシングルシーターに改造した718で参戦し、1960年にはコンストラクターズ・チャンピオンを取得した。1961年からフォーミュラ1が1.5 Lエンジンになるとフォーミュラ1へステップアップ。当初は水平対向4気筒エンジンを搭載した787、1962年は水平対向8気筒エンジンを搭載した804で戦い、ダン・ガーニーのドライブによりフランスグランプリにて1勝を挙げた。

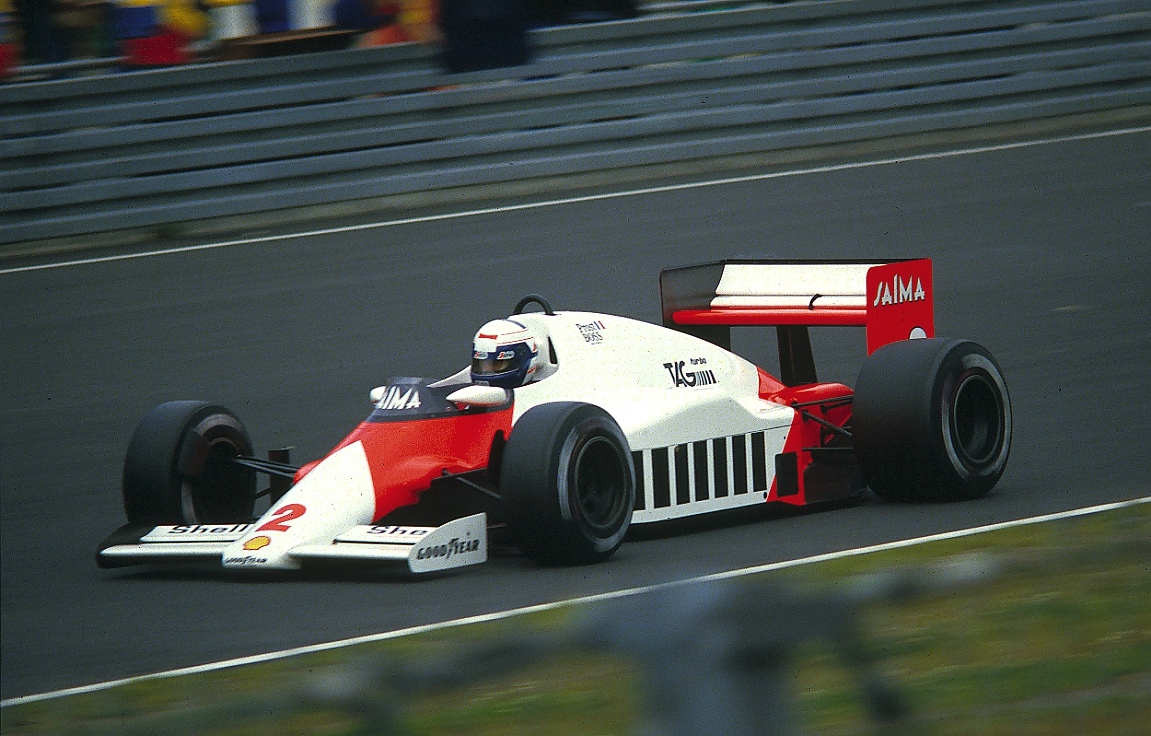
マクラーレンMP4/2BTAGポルシェ（1985年）

マクラーレンからのオファーを受け、1983年から1987年まで1.5 L V6ターボエンジンを供給した（バッジネームは資金提供元のTAG）。特に1984年から1985年にはニキ・ラウダ、アラン・プロストによってドライバーズ・タイトル、コンストラクターズ・タイトルを獲得。翌1986年もプロストのドライバーズ・タイトル獲得に貢献した。
ターボ禁止後の1991年、フットワークへ3.5 L V12エンジンを独占供給した。917の水平対向12気筒と同じように6気筒を2つつなぎ合わせ、クランクシャフトの中央からスパーギヤでバンク中央のシャフトに出力するセンターテイクオフを採用したが、200 kgと重いうえに大きく、燃費も悪い上、更にパワーも出なかった。また、実際のエンジンのサイズとポルシェからリークされたサイズが大幅に違い、フットワーク・アロウズはその対応に追われてしまった。
実はこのエンジンは、もともと1987年のシーズンオフにマクラーレンに提案されていたのだが、当時のデザイナーであったゴードン・マレーから大きすぎると却下をくらったいわくつきの代物で、フットワーク・アロウズは3,500万ドルを投じたものの、あまりの信頼性のなさにシーズン半ばでコスワースDFRに換装し、ポルシェは事実上の撤退を余儀なくされた。
ちなみに、このエンジンの供給を最後まで争ったのが、レイトンハウスであり、フットワーク・アロウズが貧乏くじを引く結果となった。

### その他のレース

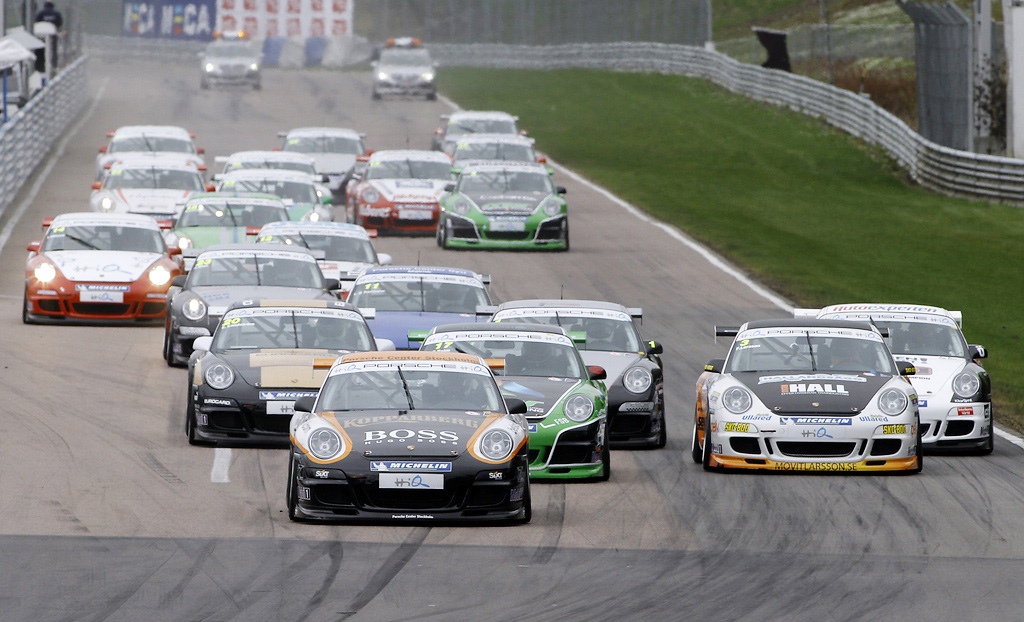
カレラカップ・スカンジナビア（2010年）

- 911ワンメイクによる「ポルシェ・カレラカップ」の国際シリーズや地域シリーズを開催している。IMSAやスーパー耐久などでは、このカップカーに小規模な改造を施すことで他のGTマシンと戦うことが認められていたことがあった。
- ラリー・モンテカルロで911Tおよび911Sを擁して1968〜1970年に3年連続ワンツーフィニッシュを達成し、ミニ・クーパーの覇権を破った。またWRC（世界ラリー選手権）の前身となる、IMC（国際マニュファクチャラーズ選手権）では初代マニュファクチャラーズチャンピオンとなっている。現在はグループR-GT仕様の911のラリーカーのデリバリーが行われている。
- ダカール・ラリーではグループB規定の959が投入され、1986年に1-2フィニッシュで総合優勝を果たしている。
- バハ1000では、911のRRレイアウトのコンポーネントを流用したバギーカーが盛んに用いられている。
- 北米のCARTシリーズでは、1988年から1990年まで2.65 L V8ターボをマーチのシャーシに搭載して参戦した（ポルシェ・ノースアメリカ）。しかし、シボレーエンジン（イルモア）やフォードエンジン（コスワース）の牙城を崩せず、テオ・ファビが獲得したポールポジション2回、優勝1回のみに終わった。
- SUPER GTでは2012年にエンドレス・タイサンがGT300クラスのチャンピオンを獲得した。また前身のJGTCでも1994・1996年にGT2/GT300チャンピオンとなっている。

## 日本での販売

### ポルシェジャパン
1998年以降、日本ではドイツのポルシェAGが100％出資する日本法人であるポルシェ・ジャパンが正規輸入・販売を行なっている。車両の輸入は三河港明海地区で行われ、豊橋VPC（新車整備センター）が愛知県豊橋市明海町のフォルクスワーゲングループジャパン内に所在する。パーツ・デリバリー・センターは静岡県静岡市清水区長崎の鈴与内に、社員育成施設であるトレーニング・センターは神奈川県横浜市港北区新横浜に所在する。
1952年（昭和27年）から1997年（平成9年）末まで、ミツワ自動車（当初の社名は「三和自動車」）が、輸入総代理店として輸入・販売を行なっていた。
ミツワによる輸入販売体制のもと、1990年（平成2年）秋に発売された1991年モデルからは主要モデルにエアバッグがオプション設定されたほか、全シリーズに右ハンドル仕様が用意された。また、1995年（平成7年）には、それまで1,000万円超であったポルシェ・911の新車価格を910万円に引き下げるなど、日本におけるポルシェのユーザー層拡大に努めた。
一方、ポルシェ本社が、「主要輸出市場では、販売・流通を直接管理する」との方針によりアメリカ合衆国、イギリス、イタリア、スペイン、オーストラリアなどの現地法人を直営化しており、日本でも1995年（平成7年）に100%出資の子会社「ポルシェ自動車ジャパン株式会社」を設立した。同社は1997年（平成9年）、「ポルシェジャパン株式会社」に改称、翌年1月からはそれまでのミツワ自動車から日本への輸入権が移管され、輸入業務を開始した。この際、輸入権を失ったミツワ自動車は一正規ディーラーとして再出発することとなった
。後年正規ディーラー事業から撤退し、ポルシェ中古車の販売および整備サービスを行なっていたが、2022年7月31日付けで自動車事業を終了した。
1998年には富士重工業（現：SUBARU）と販売協力で提携し、全国数箇所のスバル販売会社がポルシェジャパンの正規ディーラーも運営するようになった。スバルがトヨタ自動車グループ入りしてからも関係は続いていたが、2018年に、メーカー資本ディーラーの「福岡スバル」「東京スバル」が相次いで他社にディーラー権を譲渡している（福岡スバル→ヤナセ。東京スバル→コーンズ）。販売を続ける一部の独立資本系地方ディーラー（静岡・埼玉など）も、ディーラー運営をグループ会社に移管している。 
なお、日本市場でもミツワ時代から長きにわたり、左ハンドル車中心の販売施策が取られてきたが、2014年のマカン発売以降は商品ラインナップを原則的に右ハンドル車に一本化し、左ハンドル車は一部の車種・グレードにおいて期間・台数限定で受注する方針にシフトしつつある。

#### ポルシェ・エクスペリエンスセンター東京
千葉県木更津市伊豆島に所在する。ポルシェジャパンにより2021年10月1日に正式オープン。

### ポルシェファイナンシャルサービス
ポルシェファイナンシャルサービス株式会社は、ポルシェAGの子会社、ポルシェ・ファイナンシャル・サービス GmbH（Porsche Financial Services GmbH）の子会社として、1998年に設立された。日本における、新車及びポルシェ認定中古車を購入する際に利用できるサービス「ポルシェ ローン」「ポルシェ リース」の提供や、オーナー限定のクレジットカード「ポルシェ カード」の発行、オーナー限定の自動車保険「ポルシェ自動車保険」の提供などを行っている。
ポルシェカードの国際ブランドはマスターカードで、SBI新生銀行グループのアプラスがカード発行・管理等の業務を担当している。ポルシェ自動車保険は、三井住友海上火災保険株式会社が提供する自動車保険に、ポルシェ独自のオリジナル補償サービス（無償）をプラスしたプログラムとなっている。

## 不祥事・事件

### 排出ガス規制不正問題
フォルクスワーゲン車の排出ガス規制不正問題はポルシェにも波及し、3リットルV6ディーゼルエンジンを搭載した2015年モデルのポルシェ・カイエンにも不正ソフトウェアが発見されたと米環境保護局が発表した。

## メディア
- 誰がいつ言い出したのかは定かでないが、昭和期の日本の自動車評論では、当時の356や911の小ぶりなボディと狭い室内、クイックなレスポンスから「ポルシェを着る」、あるいはその操縦の難しさから「ポルシェを着こなす」という表現があり（少なくとも1980年代前半には既に定着していたようである[注釈 7]）、これらのモデル以外に使われることもあった[70][71]。
- 山口百恵の持ち歌である「プレイバックPart2」（1978年）の中に「真っ赤なポルシェ」という歌詞が登場するが、実在の企業名・商品名を極力報道しないNHKでは特別番組「第4回ヤング歌の祭典」（1978年5月2日放送）で「真っ赤な車」と置き換えられた。しかし1978年末「第29回NHK紅白歌合戦」等、その番組以外では元の歌詞どおり「真っ赤なポルシェ」と歌われている。
- ポルシェがフィーチャーされているその他の楽曲としては、クレイジーケンバンドの『スポルティマティック』[注釈 8]（2002年）、NCT 127の『 질주（疾走/2 Baddies）』（2022年）などがある。
- 映画では、『卒業白書』（1983年）において主演のトム・クルーズが928を運転した後に「Porsche, there is no substitute.」（ポルシェに並ぶものなし）という台詞を話すことで知られる。また、同じくトム・クルーズ主演の映画『トップガン』（1986年）およびその続編の『トップガン マーヴェリック』（2022年）では、主人公の着けるクロノグラフがポルシェデザイン、ヒロイン役の愛車がポルシェ[注釈 9]であり、その縁から後者の作品では、ポルシェと正式に広告に関するパートナーシップを結んだ[72]。ポルシェのみを狙う自動車窃盗グループの物語『ノーマンズ・ランド』（1987年）もあり、チャーリー・シーンの「Italian trash... besides, I only steal Porsches.」（〈フェラーリ・512BBiに対して〉あんなのイタリアのゴミだよ、ポルシェしか盗まない）という台詞が知られる。
- サブカルチャーでは、『サーキットの狼』『湾岸ミッドナイト』をはじめ、数多くの自動車漫画・アニメでポルシェが登場するが、なかでもポルシェにスポットを当てた作品として麻宮騎亜の『彼女のカレラ My Favorite Carrera』（2004年 -）が挙げられる。また、『名探偵コナン』（1994年 -）では、作者の青山剛昌が大の”クルマ好き”ということもあり、メインキャラクターである阿笠博士とジンの愛車がそれぞれVW・ビートルと356といったように、ポルシェとゆかりは深い。なかでも第41巻に収録された「4台のポルシェ」というエピソードでは、ポルシェにスポットが当てられている。
- コンピュータゲームにおいてのポルシェの使用権は以前、エレクトロニック・アーツ（EA）の『ニード・フォー・スピードシリーズ』に独占付与されていた。このため他社はポルシェをゲームに登場させることはできず、『グランツーリスモ』シリーズなど他のレーシングゲームではRUFによるカスタムカーを代わりに収録することが見られた。
  - マイクロソフトから発売されているレーシングゲーム『Forza Motorsport』シリーズにおいては、『3』においては最初から収録されていたが『4』では当初収録されず後に有料DLCとして配信された。これは『4』発売時点ではEAとの交渉がうまくいかず収録が見送られていたが[73]、その後妥結してDLCとして配信できるようになった模様である[74]。
  - 『Forza Horizon 2』の時点では3社の共同契約という形となっている[75] が、これもあくまでEAからのサブライセンスという形である模様[76]。『Forza Horizon 2』では2015年6月9日よりXbox ONE版のDLCとして配信されており[75]、また『Forza Motorsport 6』でも2016年3月1日よりDLCとして配信されている。
- 2016年12月、EA社とポルシェ社との17年間及んだライセンス契約を2016年をもって終了すると発表された。これにより今後はEA社以外のゲームでもポルシェの収録が可能になり、またマイクロソフトもEAからのサブライセンスではなくポルシェ自身から直接ライセンスを受けての収録が可能になる[77]。
  - これを受け、2017年4月にはソニーがグランツーリスモシリーズの最新作『グランツーリスモSPORT』でのポルシェ911 GT3の映像を掲載した[78] 一方、マイクロソフトも『Forza Horizon 3』でのカーパック配信を始めとするForzaシリーズ向けのパートナーシップを発表した[79]。

## ポルシェを好んだ著名人
本項では、ポルシェを複数のモデルにわたって所有してきた著名人（故人）を紹介する。
- ジェームズ・ディーン（俳優）[80]

356、550を所有。356では地元のレースにも参戦している。1955年に550で大事故を起こし、24歳の若さで死去した。
- スティーブ・マックイーン（俳優）[81]

356、911（901型、930型）を所有。ポルシェ・908に乗ってレースに参戦したこともあり、フェリー・ポルシェとも交流があった。また自身のモータースポーツ愛を追求した主演映画『栄光のル・マン』（1971年）では、主人公の愛車とレースカーにポルシェを起用した。
- ヘルベルト・フォン・カラヤン（指揮者）[82]

356スピードスターと550Aスパイダーをそれぞれ1台ずつ、959を2台、他にも数台の911（901型、930型）を所有｡フェルディナント・ピエヒとも交流があり、レーサーのヴァルター・ロールからはポルシェの運転方法について直接指南を仰いでいる。2003年にグラモフォンから発売されたコンピレーション・アルバム『Karajan - Famous Overtures』（カラヤン指揮、ベルリンフィル演）では、930型ターボRSに乗るカラヤンの姿がアルバムジャケットになっている。
- ポール・フレール（自動車ジャーナリスト）[84]

356、911（993）を所有。元レーシングドライバーであり、現役時代には550や718でル・マン24時間レースをクラス優勝した経験もある。ポルシェに関する著書を多数執筆したことでも知られ、『The Racing Porsches』（1973年）、『Porsche 911 Story』（1976年）、『Porsche Boxster Story』（2005年）などがある。フレールが初めて手にしたポルシェであった356とインディアンレッドの911カレラを最後まで手放さなかったという。
- 高倉健（俳優）[85]

356、911（901型）を所有。三國連太郎とともに1963年の「ポルシェ・クラブ・オブ・ジャパン」発足時メンバー。小林稔侍にポルシェをあげたこともあるという。
- 菅井汲（画家）[87]

356、911（901型Sタルガ、901型カレラRS（通称「ナナサンカレラ」）を所有。スピード狂で、作品には高速で愛車を運転する際に交通標識が視野に飛び込んでくる視覚体験が反映されている。1967年には、911Sタルガで生死を彷徨うほどの大事故を起こしている。